# London
London (deutsche Aussprache [ˈlɔndɔn] oder gelegentlich [ˈlɔndən], englische Aussprache [ˈlʌndən]) ist zugleich die Hauptstadt des Vereinigten Königreichs und Englands. Die Stadt liegt an der Themse im Südosten Englands. Das heutige Verwaltungsgebiet mit 33 Stadtbezirken entstand 1965 durch die Gründung von Greater London. Dort lebten 2022 rund 8,9 Millionen Menschen, davon rund 3,4 Millionen in den 13 Stadtbezirken Inner Londons. In der gesamten Metropolregion London lebten 2019 knapp 14,4 Millionen Einwohner.
Im Jahr 50 n. Chr. von den Römern als Londinium gegründet, wurde die Stadt nach der normannischen Eroberung 1066 Hauptstadt und Königssitz des Königreichs England. Bereits im Mittelalter entwickelte sich die Stadt zu einem bedeutenden internationalen Handelsplatz. Unter der Herrschaft von Elisabeth I. stieg ihre Bedeutung als Hafenstadt der Nordsee. Durch den Beginn der Industrialisierung im 18. Jahrhundert wuchs auch die Bevölkerung Londons, sodass es um 1800 eine der ersten Städte war, die mehr als eine Million Einwohner zählte. Bis 1900 versechsfachte sich die Bevölkerung, und London war bis 1925 die größte Stadt der Welt. Es entwickelte sich zu einem bedeutenden Zentrum der Technik und Industrie und wird bis heute zu den Weltstädten gerechnet.
London ist eines der bedeutendsten Kultur- und Handelszentren der Welt mit zahlreichen Universitäten, Hochschulen, Theatern und Museen. Mit einem BIP von 801,66 Mrd. € im Jahr 2017 ist London die größte städtische Wirtschaft Europas. Die Stadt zählt außerdem neben New York City, Singapur und Hongkong zu den größten Finanzplätzen der Welt. Historische Gebäude wie der Palace of Westminster oder Tower of London zählen zum UNESCO-Weltkulturerbe. Mit jährlich über 19 Millionen Touristen aus dem Ausland war London 2016 nach Bangkok weltweit die zweitmeistbesuchte Stadt vor Paris.

## Geographie

### Geographische Lage

Lage von London in England

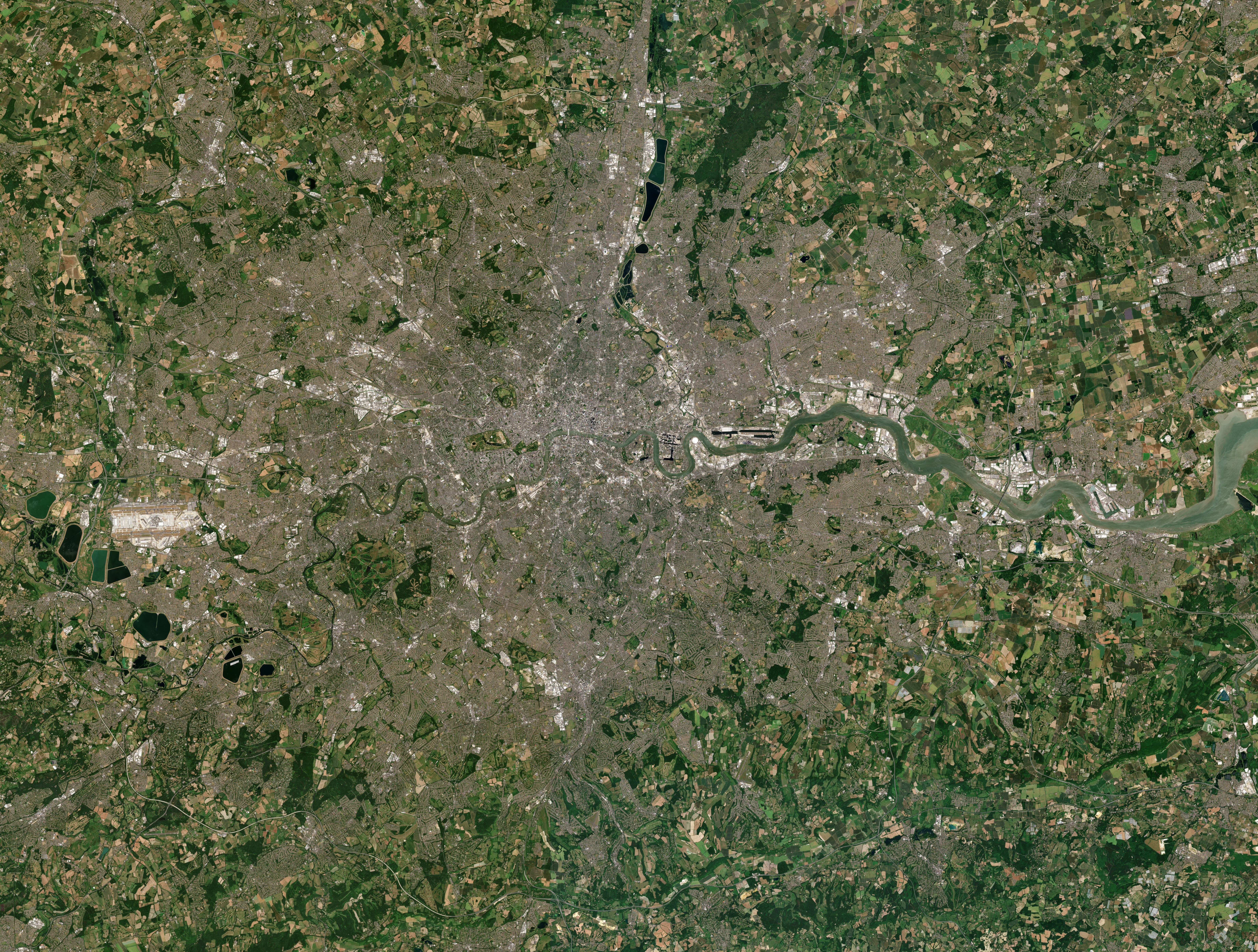
London vom Satelliten Sentinel-2 aus gesehen

Die geografischen Koordinaten des Stadtzentrums in der Nähe des Trafalgar Square sind 51° 30′ nördlicher Breite und 0° 8′ westlicher Länge. Die Lage nahe dem Nullmeridian ist kein Zufall, denn dieser wurde durch das königliche Observatorium, das Royal Greenwich Observatory in Greenwich gelegt; er ist Ausgangspunkt der Längengrade und damit der Zeitzonen.
London erstreckt sich etwa 44,3 Kilometer entlang der schiffbaren Themse und liegt durchschnittlich 15 Meter über dem Meeresspiegel. London entstand aus einer Siedlung am Nordufer, der heutigen City of London. Die London Bridge war bis 1739 die einzige Brücke über den Fluss.
Aus diesem Grund befindet sich der größere Teil der Stadt nördlich des Flusses. Mit dem Bau weiterer Brücken im 18. Jahrhundert und dem Bau der Eisenbahnen im 19. Jahrhundert begann sich die Stadt in allen Richtungen auszudehnen. Die Landschaft ist flach bis leicht wellig, wodurch das ungehinderte Wachstum begünstigt wurde.
Die Themse war in früheren Zeiten wesentlich breiter und seichter als heute. Sie wird heute fast gänzlich durch Dämme begrenzt und die meisten der rund 15 Zuflüsse fließen unterirdisch. Die Gezeiten der Nordsee machen sich in London noch deutlich bemerkbar, die Stadt ist deshalb durch Überschwemmungen und Sturmfluten gefährdet. Bei Woolwich – östlich von Greenwich gelegen – wurde in den 1970er-Jahren die Thames Barrier gebaut, um diese Gefahr einzudämmen.

### Geologie
Südostengland mit der Hauptstadt London, der klimatisch meistbegünstigte Teil Großbritanniens, unterscheidet sich in vielerlei Hinsicht von den anderen Teilen der Insel. Die geologische Struktur wird durch die mesozoischen Sedimente bestimmt, die eine großzügig gegliederte Schichtstufenlandschaft entstehen ließen. Ihre Höhen ragen nirgends hoch auf, so dass der gesamte Raum die klimatischen Vorteile des Südostens genießt. Historisch profitierte London von seiner Lage inmitten einer Ackerbauregion. Der kontinentnahe Südosten galt von jeher als Schwergewicht des Inselreiches. Hier fassten die vom Festland kommenden Eroberer – Römer, Sachsen, Normannen – zuerst Fuß. Auch als mit der Entdeckung Amerikas und der Entwicklung der Überseeschifffahrt die Außenseiten der Insel infolge ihrer günstigeren Lage stärker belebt wurden, konnte sich das alte Kulturzentrum behaupten. London blieb das Tor zur Insel.

### Stadtgliederung
London gliedert sich in 32 Stadtbezirke (London Boroughs) und die City of London.

### Klima
London befindet sich in der gemäßigten Klimazone. Die Sommer sind warm, aber selten heiß; die Winter sind zwar kühl, doch sinkt die Temperatur selten unter den Gefrierpunkt. Der wärmste Monat ist Juli mit 18,6 Grad Celsius im Durchschnitt, der kälteste Januar mit 5,6 Grad Celsius im Mittel. Die höchste jemals in London gemessene Temperatur war jedoch 40,3 Grad Celsius, gemessen 2022. Die große überbaute Fläche hält die Wärme zurück und schafft dadurch ein Mikroklima. Manchmal ist es in der Stadt bis zu fünf Grad wärmer als in der umliegenden Landschaft.
Die durchschnittliche Jahrestemperatur beträgt 11 Grad Celsius und die mittlere jährliche Niederschlagsmenge 557,5 Millimeter. In den Monaten Oktober, November und Dezember gibt es den meisten Niederschlag mit durchschnittlich 56 Millimeter und der wenigste im Februar bzw. Juli mit 36,3 bzw. 34,6 Millimeter im Durchschnitt. Schnee fällt eher selten, höchstens einige Zentimeter pro Jahr. Ereignisse wie die Schneekatastrophe von 1978 sind eine Seltenheit. Anfang Februar 2009 gab es das schlimmste Schneechaos seit 18 Jahren, als über 15 Zentimeter Neuschnee fiel. Keine Seltenheit sind dagegen Inversionswetterlagen. Eine davon führte im Dezember 1952 zu einer großen Smog-Katastrophe.
Modellrechnungen aus dem Jahr 2019 zu den Folgen des vom Menschen verursachten Klimawandels ergeben, dass London bereits bei Eintritt des als optimistisch eingeschätzten RCP4.5-Szenarios in eine andere Klimazone verlagert werden würde; demnach wäre das Klima in London bereits im Jahr 2050 dem bisherigen Klima im deutlich südlicher gelegenen Barcelona ähnlicher als dem bisherigen in London.
|                       | Jan  | Feb  | Mär  | Apr  | Mai  | Jun  | Jul  | Aug  | Sep  | Okt  | Nov  | Dez  |   |       |
| Mittl. Tagesmax. (°C) | 8,1  | 8,6  | 11,6 | 14,6 | 18,1 | 21,0 | 23,4 | 23,1 | 20,0 | 15,5 | 11,3 | 8,4  | ⌀ | 15,3  |
| Mittl. Tagesmin. (°C) | 3,1  | 2,7  | 4,6  | 5,9  | 8,9  | 11,8 | 13,7 | 13,8 | 11,4 | 8,8  | 5,8  | 3,4  | ⌀ | 7,9   |
|                       |      |      |      |      |      |      |      |      |      |      |      |      |   |       |
| Niederschlag (mm)     | 41,6 | 36,3 | 40,3 | 40,1 | 44,9 | 47,4 | 34,6 | 54,3 | 51,0 | 61,1 | 57,5 | 48,4 | Σ | 557,5 |
|                       |      |      |      |      |      |      |      |      |      |      |      |      |   |       |
| Sonnenstunden (h/d)   | 1,5  | 2,2  | 3,5  | 5,2  | 6,5  | 6,8  | 6,4  | 6,0  | 4,8  | 3,1  | 1,8  | 1,3  | ⌀ | 4,1   |
|                       |      |      |      |      |      |      |      |      |      |      |      |      |   |       |
| Regentage (d)         | 11,4 | 8,5  | 9,8  | 9,0  | 9,2  | 7,4  | 6,3  | 8,1  | 8,6  | 10,9 | 10,9 | 9,5  | Σ | 109,6 |
|                       |      |      |      |      |      |      |      |      |      |      |      |      |   |       |
| Luftfeuchtigkeit (%)  | 88   | 84   | 79   | 73   | 72   | 70   | 72   | 75   | 80   | 85   | 88   | 89   | ⌀ | 79,6  |

| 3,1 |

| 2,7 |

| 4,6 |

| 5,9 |

| 8,9 |

| 11,8 |

| 13,7 |

| 13,8 |

| 11,4 |

| 8,8 |

| 5,8 |

| 3,4 |

| 3,1 |

| 2,7 |

| 4,6 |

| 5,9 |

| 8,9 |

| 11,8 |

| 13,7 |

| 13,8 |

| 11,4 |

| 8,8 |

| 5,8 |

| 3,4 |

## Geschichte

### Antike

Karte des antiken Londinium

Die Existenz einer vorrömischen Siedlung der Kelten im Bereich der City of London konnte nicht nachgewiesen werden. Wahrscheinlich im Jahr 47 n. Chr. gründeten die Römer die Stadt Londinium. Im Jahr 60 oder 61 n. Chr. zerstörten die Icener, angeführt von Königin Boudicca, die Siedlung. Londinium wurde wieder aufgebaut und löste zu Beginn des 2. Jahrhunderts Camulodunum (Colchester) als Hauptstadt Britanniens ab. Ab 197 n. Chr. war Londinium Hauptstadt der Provinz Britannia superior, ab etwa 300 n. Chr. der Provinz Maxima Caesariensis. Rund um die Stadt wurden Wallanlagen errichtet.
Im Jahr 410 n. Chr. zogen die Römer ihre Legionen zurück und die Bevölkerung war den Raubzügen germanischer Stämme zunehmend schutzlos ausgeliefert. Nach der Eroberung Englands durch die Angeln und Sachsen verfiel Londinium bis Ende des 5. Jahrhunderts zu einer unbewohnten Ansammlung von Ruinen.

### Mittelalter

Um 1300 befand sich London immer noch innerhalb der römischen Stadtmauer

Die Angelsachsen mieden zunächst die unmittelbare Umgebung der zerstörten Stadt. Im späteren 7. Jahrhundert gründeten sie westlich davon die Siedlung Lundenwic, die zunächst zum Königreich Mercia, später zum Königreich Essex gehörte. Unter der Führung von Alfred dem Großen, dem König von Wessex, eroberten die Angelsachsen im Jahr 878 die Gegend an der Themsemündung von den Dänen zurück. In den folgenden Jahren wurde das Gebiet innerhalb der römischen Stadtmauer wieder besiedelt. Die neu entstandene Stadt hieß Lundenburgh.
Im Jahr 1066 eroberten die Normannen England und London löste Winchester als Hauptstadt ab. Der neue Herrscher Wilhelm I. bestätigte die besonderen Rechte Londons. Richard Löwenherz ernannte 1189 den ersten Lord Mayor (Bürgermeister), der dann ab 1215 von den immer mächtiger werdenden Kaufmannsgilden selbst gewählt wurde. 1209 wurde die erste aus Stein errichtete Brücke, die London Bridge, fertiggestellt, die bis 1750 die einzige Brücke im heutigen Stadtzentrum war. Mehrere Male musste London Plünderungen durch aufständische Bauernheere erdulden, so zum Beispiel im Jahr 1381 während des Bauernaufstands von 1381 und 1450 während der Jack-Cade-Rebellion.
Im Rosenkrieg, der 1485 mit der Krönung von Henry Tudor als Heinrich VII. zu Ende ging, hielt die Stadt zur Partei der Yorks. Die Reformation brach die Macht der Kirche, die bis dahin rund die Hälfte des Bodens besaß; die Neuverteilung kirchlicher Güter ab 1535 leitete eine Ära des wirtschaftlichen Wachstums ein und London stieg zu einer führenden Handelsstadt auf.

### Frühe Neuzeit

Karte von London 1682

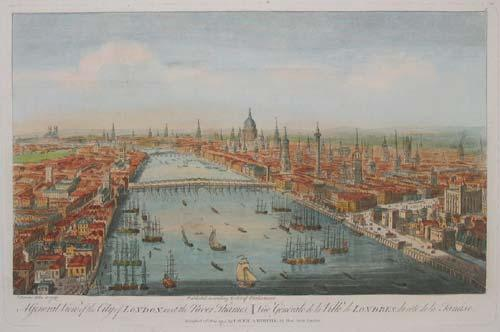
Blick auf London 1751

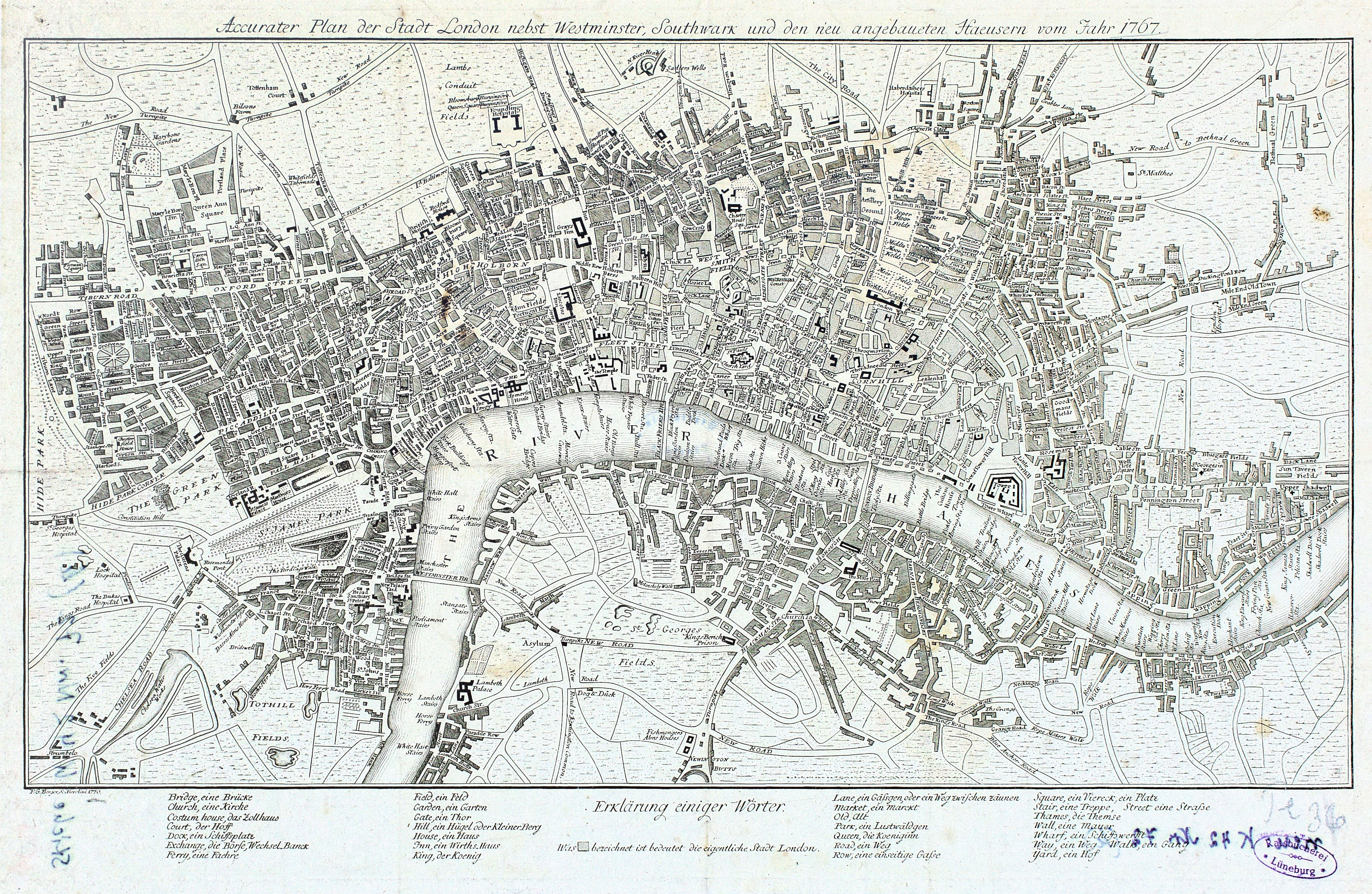
Stadtplan von London aus dem Jahr 1770

London musste in seiner wechselvollen Geschichte einige Rückschläge hinnehmen: Nachdem im 16. Jahrhundert die Gründung der ersten großen Handelskompanien und der Royal Exchange den wirtschaftlichen Aufstieg vorangetrieben hatte, wurde die Stadt in den Jahren 1664 und 1665 von der „Großen Pest“ heimgesucht, die über 70.000 Menschenleben forderte. Im September 1666 verwüstete der „Große Brand von London“ weite Teile der Stadt. Etwa 13.000 Häuser und 89 Kirchen fielen, insbesondere weil damals noch viel Holz zum Bau verwendet wurde, dem Großbrand zum Opfer.
Die Stadt wurde nach dem verheerenden Brand neu aufgebaut. Pläne für eine grundlegende Neugestaltung scheiterten jedoch an den zu hohen Kosten, weshalb die neuen Häuser im Wesentlichen entlang der alten verwinkelten Straßen errichtet wurden. Verantwortlich für den Wiederaufbau war der Architekt Christopher Wren. In der Folge zogen fast alle adeligen Bewohner endgültig aus der alten Innenstadt weg und ließen sich im aufstrebenden West End neue repräsentative Wohnhäuser bauen. Ins East End abgedrängt wurden die ärmsten Bevölkerungsschichten, die im expandierenden Hafen ihr Auskommen finden mussten. Ende des 17. Jahrhunderts stieg London zum bedeutendsten Finanzzentrum der Welt auf.
Während des 18. Jahrhunderts wuchs London über die historischen Grenzen hinaus. Neue Brücken über die Themse ermöglichten die Ausbreitung der Stadt nach Süden. Im Juni 1780 war London Schauplatz der Gordon Riots, als sich fanatische Protestanten gegen die Gleichberechtigung der Katholiken zur Wehr setzten.

### Moderne
Im Laufe des 19. Jahrhunderts vervielfachte sich die Bevölkerungszahl, der Bau zahlreicher Vorort-Eisenbahnen und U-Bahnen ermöglichte eine rasche Ausbreitung des überbauten Gebiets. London errang während des viktorianischen Zeitalters große Bedeutung als Hauptstadt des Britischen Weltreichs. 1851 war London laut Volkszählung mit 2.651.939 Einwohnern die größte Stadt Europas und das Zentrum der industrialisierten Welt. Hier fand im selben Jahr mit der „Great Exhibition“ die erste Weltausstellung statt.
Der ausufernde Ballungsraum war in zahlreiche Kirchgemeinden und Gerichtsbezirke zersplittert. Als erster Zweckverband wurde 1829 die Metropolitan Police gegründet, die in der Folge in der ganzen Metropole die zuvor auf privater Basis betriebene Verbrechensbekämpfung übernahm. 1855 folgte mit dem Metropolitan Board of Works eine Vereinheitlichung im Bereich des Bauwesens. Das unter der Leitung von Joseph Bazalgette errichtete Londoner Abwassersystem gilt als das größte Bauprojekt des gesamten 19. Jahrhunderts. Im Jahr 1889 wurde mit der County of London erstmals überhaupt eine einheitliche Verwaltungsregion für den gesamten Ballungsraum geschaffen.
Die erste Hälfte des 20. Jahrhunderts war geprägt von der Ausdehnung des überbauten Gebiets in einem vorher nie gekannten Ausmaß. Die neuen Vororte lagen fast gänzlich außerhalb der County of London: in ganz Middlesex, im Westen von Essex, im Norden von Surrey, im Nordwesten von Kent und im Süden von Hertfordshire.
Während des Zweiten Weltkriegs, vor allem 1940/41, erlitt London insbesondere in den östlichen Industriegebieten durch Angriffe der deutschen Luftwaffe schwere Zerstörungen. Diese Bombardements gingen mit dem Namen „The Blitz“ in die Geschichte der Stadt ein. Eine zweite Angriffswelle folgte 1944/45 im Rahmen des Unternehmens Steinbock sowie mit den V1- und V2-Raketen. Knapp 30.000 Einwohner starben, Hunderttausende wurden obdachlos.
Nach Kriegsende sank die Einwohnerzahl beträchtlich, da viele Londoner sich in neuen Satellitenstädten niederließen. 1965 wurde die Verwaltungsregion Greater London geschaffen, die auch die im 20. Jahrhundert entstandenen Vororte umfasst. Währenddessen büßte London seine Rolle als bedeutender Hafen ein, die Anlagen in den Docklands zerfielen.
Im Jahr 1981 begann ein umfangreiches Stadtentwicklungsprogramm, Zehntausende von Arbeitsplätzen der Dienstleistungsbranchen wurden von der City of London auf die Isle of Dogs verlagert oder neu geschaffen. In der Canary Wharf entstand ein ausgedehnter Hochhauskomplex. Die Einwohnerzahl stieg seit dem Tiefpunkt in den 1980er Jahren wieder an. In den folgenden Jahren festigte London seine Position als eine für die globale Finanzindustrie bedeutendsten Städte.
Bei islamistischen Terroranschlägen am 7. Juli 2005 wurden mehrere Dutzend Menschen getötet. Infolgedessen wurden die städtischen Sicherheitsvorkehrungen ausgeweitet. 2011 stieg die Bevölkerung auf über 8 Millionen an, sodass ein neuer Höchststand erreicht wurde. Im Jahr 2012 fanden die Olympischen Spiele in London statt.
Im Jahr 2020 war London die Stadt mit den weltweit drittmeisten Überwachungskameras pro Kopf.

## Bevölkerung

### Religionen

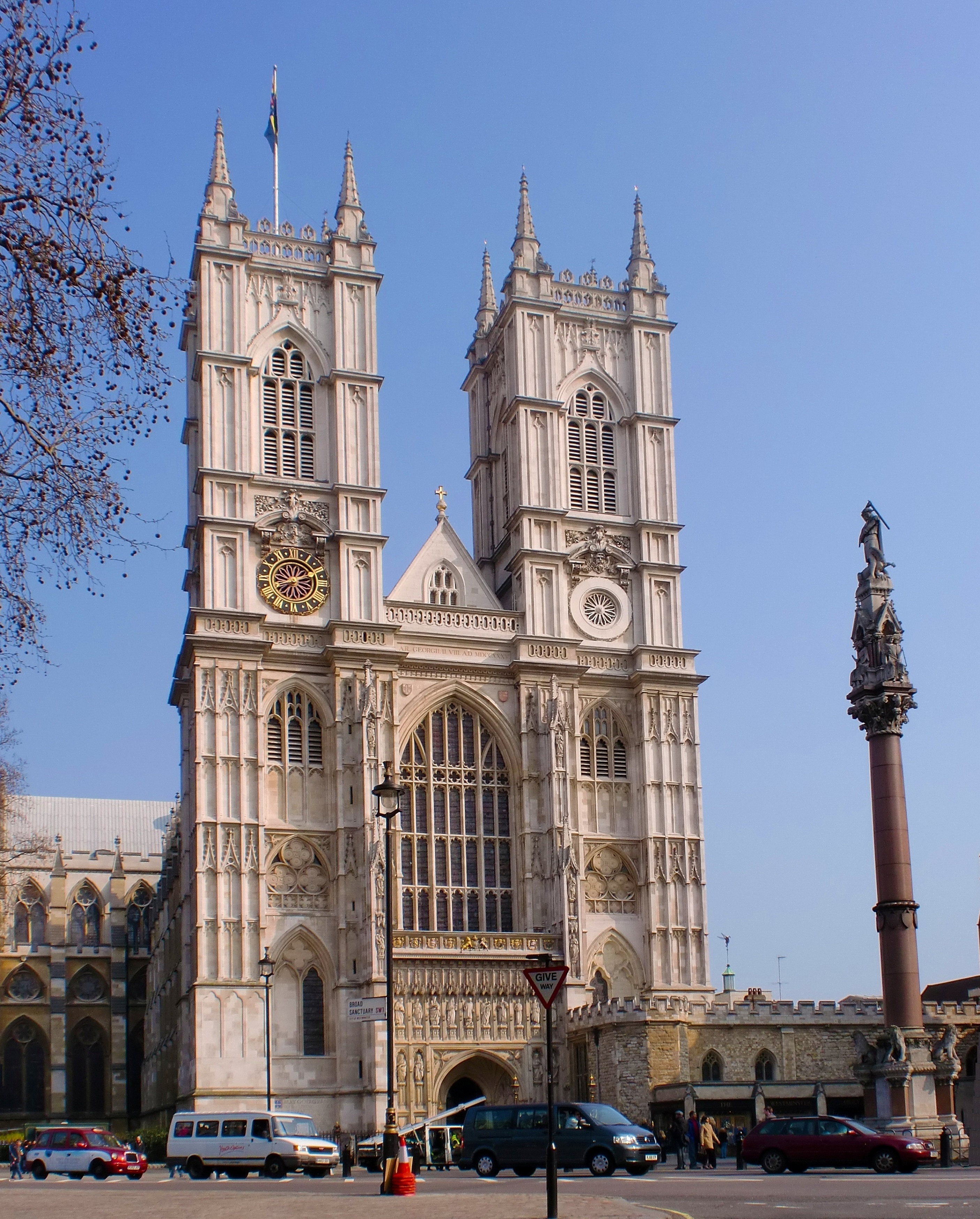
Westminster Abbey ist eine bedeutende Kirche in London. Traditionell werden hier die Könige von England (später britische Monarchen) gekrönt und beigesetzt.

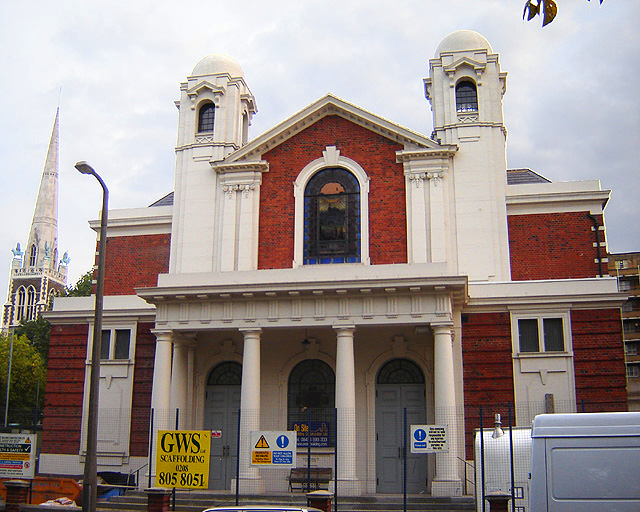
Synagoge in Upper Clapton im Stadtbezirk Hackney

Die Volkszählung 2011 ergab folgende Religionsverteilung:
- 48,4 Prozent Christen
- 12,4 Prozent Muslime
- 5 Prozent Hindus
- 1,8 Prozent Juden
- 1,5 Prozent Sikhs
- 1 Prozent Buddhisten
- 0,6 Prozent andere

20,7 Prozent der Londoner gehören keiner Religion an. Keine Angaben machten 8,6 Prozent der Bevölkerung.
Die Mehrheit der Christen gehört der anglikanischen Kirche von England an. Hauptkirche und Sitz des Bischofs der Diözese London ist die St Paul’s Cathedral. Kirche des Königshauses ist Westminster Abbey. Die katholische Hauptkirche von Wales und England und Sitz des Erzbischofs von Westminster ist die Westminster Cathedral. Eine weitere katholische Metropolitankirche ist die Kathedrale des Erzbistums Southwark, St George’s Cathedral, auf der Südseite der Themse. Seit das englische Königshaus den protestantischen Glauben (Anglikanische Kirche) angenommen hatte, gab es mehrere Jahrhunderte lang keine katholischen Gotteshäuser in London. Erst im 19. Jahrhundert etablierten sich wieder katholische Gemeinden. Weitere christliche Religionsgemeinschaften sind die United Reformed Church, die Heilsarmee, die Quäker und die Orthodoxe Kirche. In London befindet sich das Hauptquartier der Missionsärztlichen Schwestern (engl.: Medical Mission Sisters (MMS)).

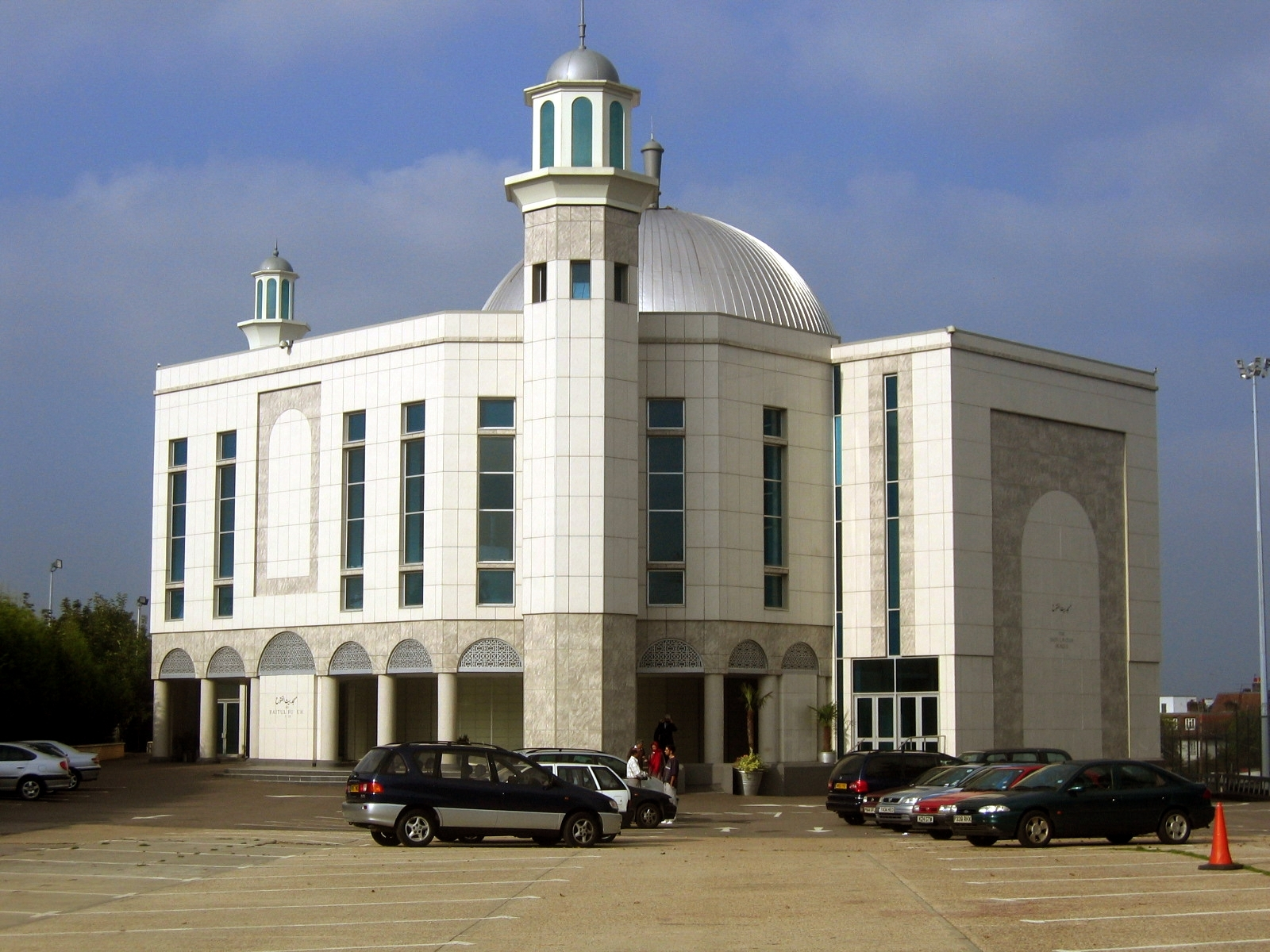
Bait ul-Futuh-Moschee

Die Stadt ist das Zentrum des Islam in Großbritannien. Etwa 38 Prozent der 2,7 Millionen britischen Muslime lebten laut Volkszählung 2011 in London. Siedlungszentren sind überwiegend die Stadtbezirke Tower Hamlets, Newham und Redbridge. Die Bait ul-Futuh ist die größte Moschee der Hauptstadt. Die East London Mosque wurde 1985 erbaut. Die angebliche langjährige politische Tolerierung fundamentalistischer Strömungen und islamistischer Terrorplanungen hat der Stadt zeitweilig den Ruf eines „Londonistan“ eingetragen.

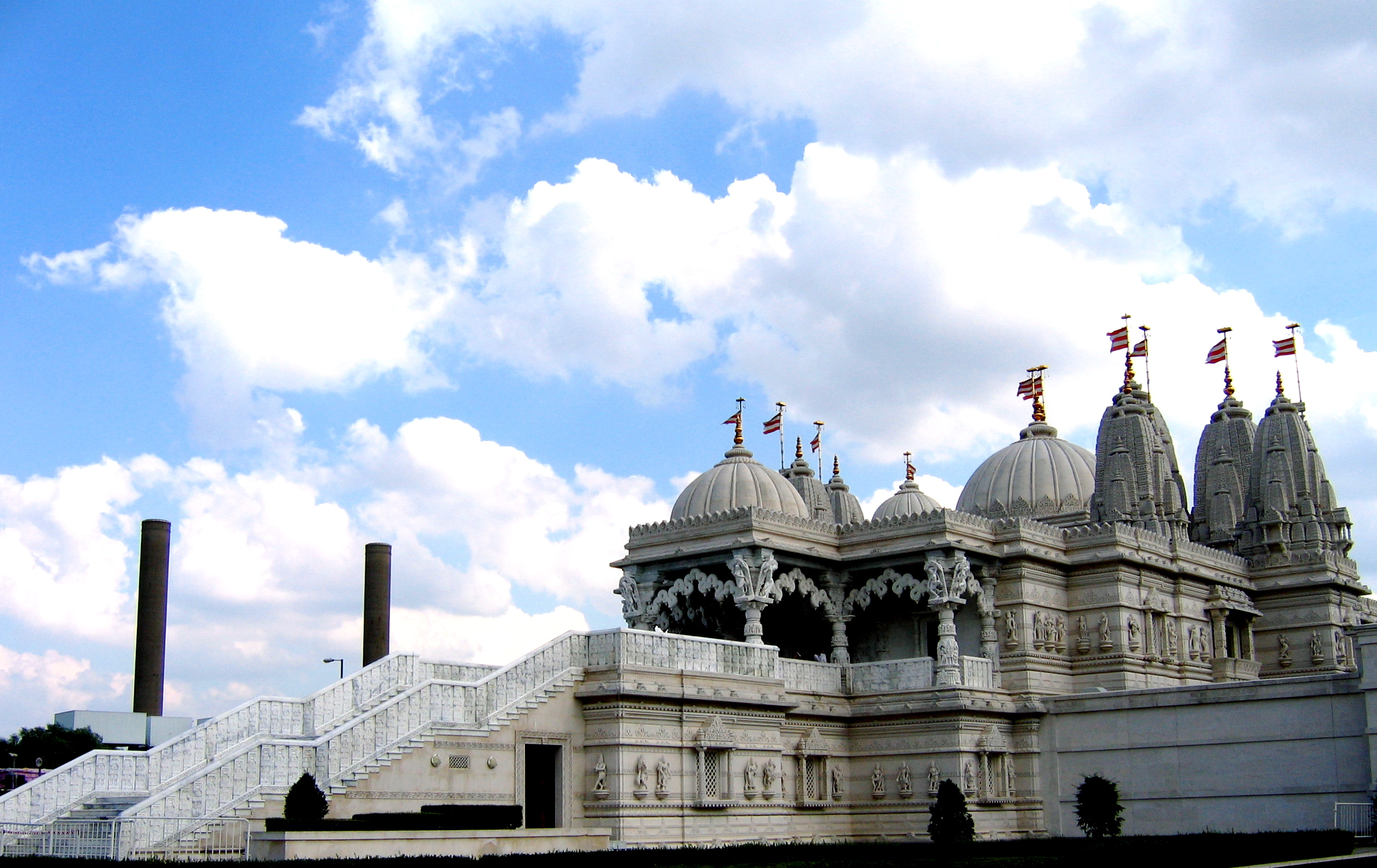
Neasden-Tempel in Brent

Von den 817.000 britischen Hindus lebte 2011 circa die Hälfte in London. Siedlungszentren sind vor allem die Bezirke Brent und Harrow. Der Neasden Temple war bis zur Eröffnung des Shri Venkateswara (Balaji) Temple in Tividale (West Midlands) im August 2006 der größte Hindu-Tempel außerhalb Indiens.
Eine größere Anzahl von Sikhs lebt im Stadtteil Southall, gelegen im westlichen Stadtbezirk Ealing, sowie im Stadtteil Hounslow.
Etwa 56 Prozent der 267.000 britischen Juden lebten 2001 in der Hauptstadt. Siedlungszentren sind Stamford Hill im Bezirk Hackney und Golders Green im Bezirk Barnet.

### Bevölkerungsentwicklung

Anteil der im Ausland geborenen Bevölkerung in Prozent nach Stadtteilen (2021)

Alterspyramide der Bevölkerung von London

Schon 140 n. Chr. lebten in London 30.000 Menschen, um 1300 waren es bereits 100.000 und 1801 überschritt die Einwohnerzahl der Stadt die Grenze von einer Million. London war von 1825 bis 1925 die bevölkerungsreichste Stadt der Welt, bis sie von New York überholt wurde. Bei der Volkszählung im Jahre 2001 wurden 7.172.091 Einwohner gezählt, 2011 dann 8.173.900.
Für die Stadt werden aufgrund des anhaltenden Wachstums bis 2020 9.134.000 und bis 2040 10.487.000 Einwohner prognostiziert.
London ist traditionellerweise ein Anziehungspunkt für verschiedene Nationalitäten, Kulturen und Religionen. Während zu Beginn des 20. Jahrhunderts hauptsächlich Iren, Polen, Italiener und osteuropäische Juden nach London kamen, sind seit Mitte des 20. Jahrhunderts vor allem Menschen aus den ehemaligen britischen Kolonien, wie beispielsweise Indien, Pakistan, Bangladesch, Nigeria oder der Karibik, eingewandert.
Bei der Volkszählung 2011 stammten gebürtig 6,6 Prozent der Bevölkerung vom indischen Subkontinent, 4,9 Prozent aus anderen Teilen Asiens. 7 Prozent stammten aus Afrika und 4,2 Prozent aus der Karibik. Insgesamt wurden 37 Prozent außerhalb des Vereinigten Königreichs geboren. Die Anzahl der Leute in London, welche sich als „weiße Briten“ (englisch white british) bezeichneten, sank von 58 % im Jahr 2001 auf 45 % im Jahr 2011. Die Anzahl der allgemein weißen Bevölkerung 2011 in London lag bei 60 %. Ungefähr 20 % hatten asiatische Wurzeln und 13 % waren schwarz. Einen gemischten ethnischen Hintergrund hatten 5 %, die restlichen 2 % einen anderen.
Die Agglomeration von London erstreckt sich über das eigentliche Stadtgebiet von Greater London hinaus und zählt 8.278.251 Einwohner (2001), 2010 wurde die Bevölkerung der Greater London Urban Area auf 8.979.158 geschätzt. Dies sind mehr als in Schottland und Wales zusammen. London ist damit eine der größten Agglomerationen Europas.
Die folgende Übersicht zeigt die Einwohnerzahlen nach dem jeweiligen Gebietsstand. Bis 1750 handelt es sich um Schätzungen, von 1801 bis 2001 um Volkszählungsergebnisse und 2006 sowie 2019 um eine Berechnung.
| Jahr | Einwohner |
| ---- | --------- |
| 50   | 7.500     |
| 140  | 30.000    |
| 200  | 50.000    |
| 300  | 15.000    |
| 400  | 4.500     |
| 500  | 500       |
| 700  | 5.000     |
| 900  | 5.000     |
| 1000 | 10.000    |
| 1100 | 15.000    |
| 1180 | 40.000    |
| 1300 | 100.000   |
| 1350 | 50.000    |
| 1500 | 125.000   |

| Jahr/Datum    | Einwohner |
| ------------- | --------- |
| 1600          | 200.000   |
| 1650          | 375.000   |
| 1700          | 575.000   |
| 1750          | 675.000   |
| 10. März 1801 | 1.096.784 |
| 27. Mai 1811  | 1.303.564 |
| 28. Mai 1821  | 1.573.210 |
| 30. Mai 1831  | 1.878.229 |
| 6. Juni 1841  | 2.207.653 |
| 30. März 1851 | 2.651.939 |
| 7. April 1861 | 3.188.485 |
| 2. April 1871 | 3.840.595 |
| 3. April 1881 | 4.713.441 |
| 5. April 1891 | 5.571.968 |

| Jahr/Datum         | Einwohner |
| ------------------ | --------- |
| 31. März 1901      | 6.506.889 |
| 2. April 1911      | 7.160.441 |
| 19. Juni 1921      | 7.386.755 |
| 26. April 1931     | 8.110.358 |
| 29. September 1939 | 8.615.050 |
| 8. April 1951      | 8.196.807 |
| 23. April 1961     | 7.992.443 |
| 25. April 1971     | 7.368.693 |
| 5. April 1981      | 6.608.598 |
| 21. April 1991     | 6.679.699 |
| 29. April 2001     | 7.172.091 |
| 1. Juli 2006       | 7.512.400 |
| 2011               | 8.173.900 |
| 2021               | 8.799.800 |

### Entwicklung der Wohnsituation

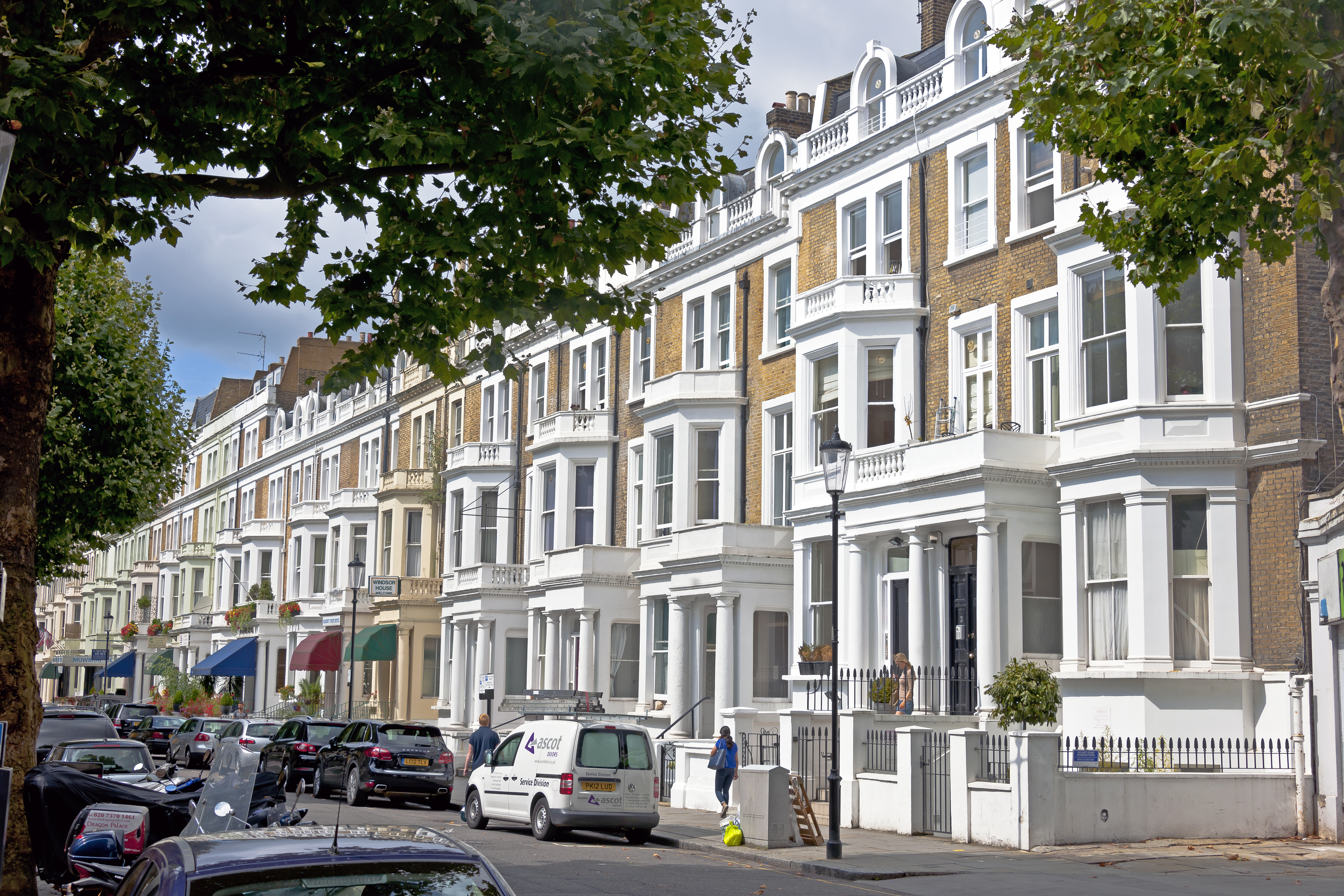
Gehobene Reihenhäuser am Rande des Stadtzentrums nahe Earl’s Court Square

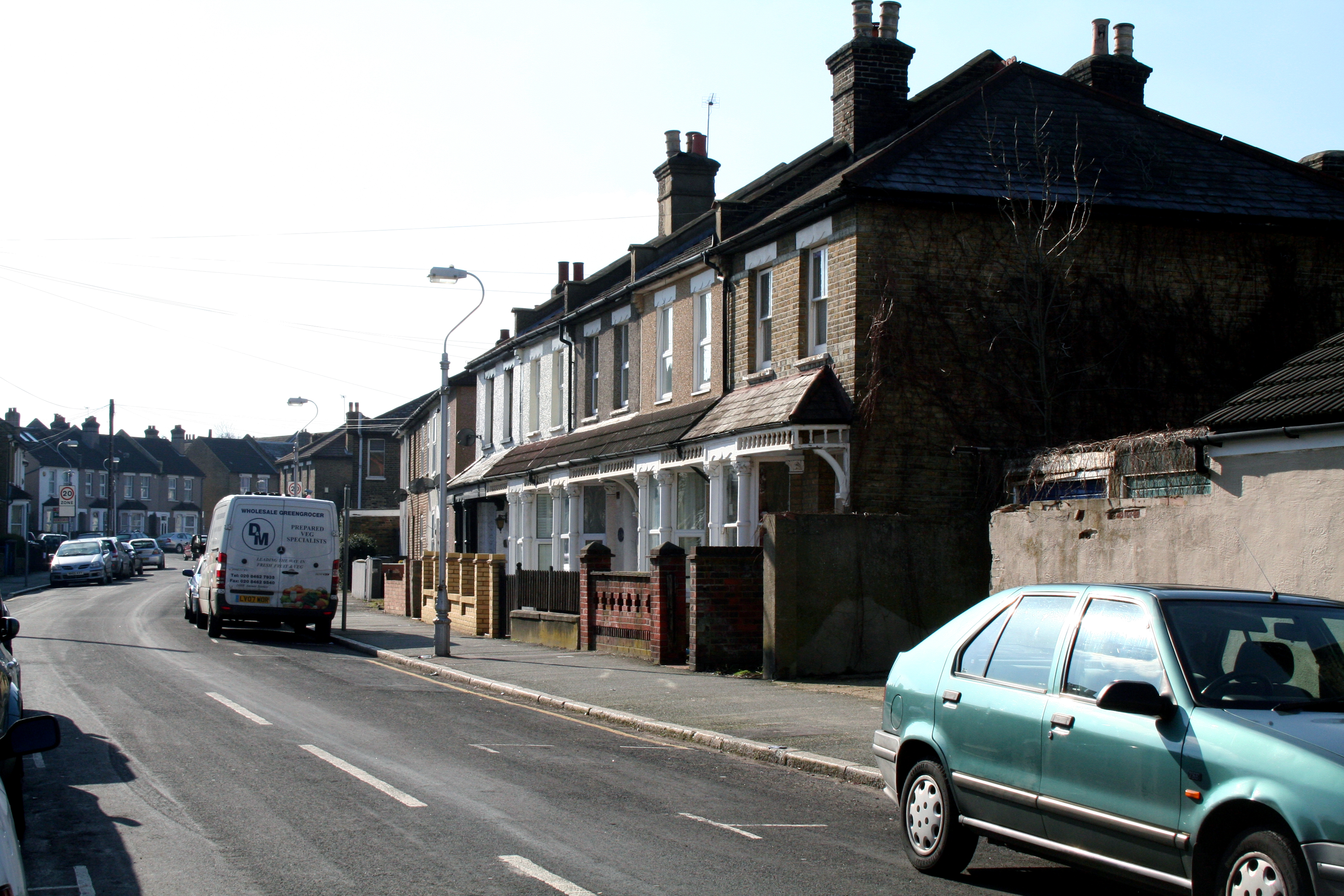
Wohnhäuser in Croydon

Die Wohn- und Gewerbegebiete aus dem 19. Jahrhundert weisen eine relativ hohe Wohndichte und einen überproportionalen Anteil von Einwanderern sowie Menschen mit niedrigem Einkommen auf. Gering verdichtete Wohnformen, vor allem von Eigentümern bewohnte Einzel- und Doppelhäuser, sind hier das dominierende Siedlungsbild.
Der frühere Gegensatz in den Wohn- und Lebensbedingungen der Bevölkerung britischer Nationalitäten mit hohem Einkommen im Westend und der Einwanderer mit niederem Einkommen im East End wird von entgegengesetzten Entwicklungstendenzen überlagert.
Die Immobilienpreise in Großbritannien haben sich in den Jahren 2000 bis 2011 in etwa verdoppelt, London hat sich aber nach oben abgekoppelt. Der Durchschnittspreis der Londoner Häuser liegt beim Doppelten des britischen Durchschnitts. In zentral gelegenen, aber ruhigen Wohnstraßen, besonders im Westen, in Kensington und Chelsea lagen die Preise im Jahr 2011 im Durchschnitt bei fast 6 Millionen Euro und damit beim Dreißigfachen des britischen Durchschnitts. Im Premiumbereich werden 55 Prozent der Häuser von Ausländern erworben. Bis 2016 wurde eine weitere Steigerung um 20 Prozent prognostiziert.
Eine neue Entwicklung verbirgt sich hinter dem Begriff „poor doors“ (etwa: „Türen für Arme“): Da bei Luxus-Neubauten immer auch zugleich Sozialwohnungen entstehen müssen, planen Architekten für die sozial schwächeren Mieter einen eigenen Eingang und ein getrenntes Treppenhaus.

Zum Jahresende 2015 überstieg erstmals in der modernen Geschichte der Stadt die Zahl der vermieteten Wohnungen die des selbstgenutzten Eigentums. Die Entwicklung beschleunigt sich weiter, für 2025 werden über 60 % Mieter erwartet. Gründe dafür werden in dem stetig wachsenden Immobilienmarkt sowie in der enorm steigenden Einwohnerzahl der letzten Jahre und Jahrzehnte gesehen.

## Politik

### Stadtregierung

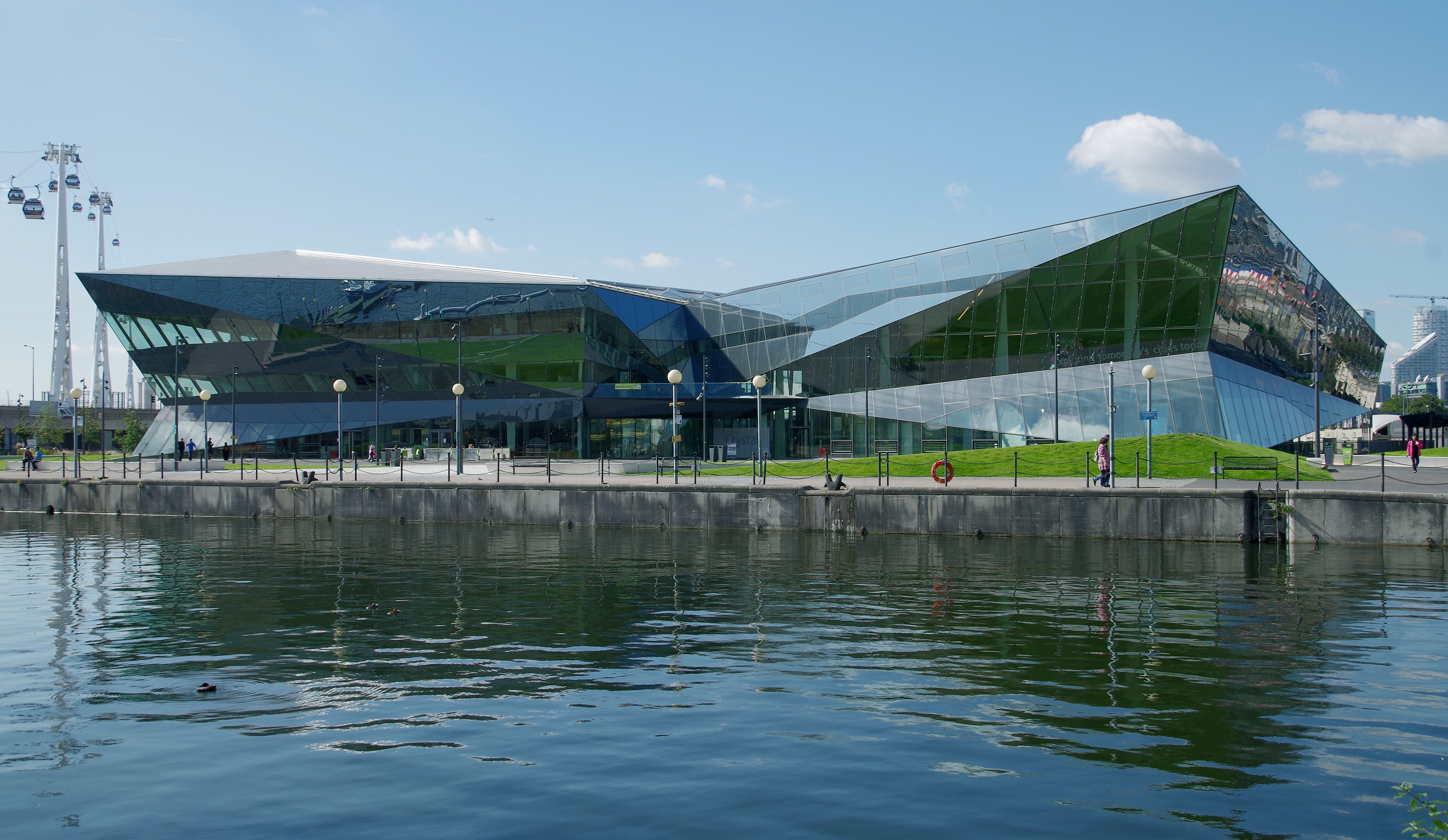
The Crystal, Sitz der Greater London Authority

Im Jahre 1965 wurde die Verwaltungsregion Greater London, ein Zusammenschluss der alten County of London mit Middlesex sowie Teilen der Grafschaften Essex, Hertfordshire, Kent und Surrey, gegründet. Greater London ist unterteilt in 32 London Boroughs und die City of London. Die Boroughs sind für die lokale Selbstverwaltung und den Betrieb der meisten öffentlichen Einrichtungen auf ihrem Gebiet zuständig. Die City of London wird historisch bedingt von der City of London Corporation verwaltet.
Die Greater London Authority (GLA) koordiniert die Zusammenarbeit zwischen den einzelnen Boroughs, ist für die strategische Planung zuständig und betreibt öffentliche Einrichtungen, die in der ganzen Stadt tätig sind; dazu gehören die London Fire Brigade, die Polizei und der öffentliche Verkehr. Die GLA besteht aus dem Mayor of London (Oberbürgermeister) und der London Assembly (Stadtparlament mit 25 Sitzen), die beide ihren Sitz im Crystal Bulding haben. Der aktuelle Mayor of London ist Sadiq Khan (Labour Party). Sein Vorgänger war Boris Johnson, dessen Vorgänger Ken Livingstone. Letzter trat im Jahre 2000 gegen den offiziellen Labour-Kandidaten an, wurde nach einem Nominierungsdebakel aus der Partei ausgeschlossen, 2004 unter Kritik wieder aufgenommen und haushoch für eine zweite Amtszeit bestätigt, ehe er letztlich bei der Wahl 2008 Johnson unterlag. Der Lord Mayor of London, der Bürgermeister der City of London, übt lediglich zeremonielle Funktionen aus. Am 5. Mai 2016 wurde Sadiq Khan (Labour) zum neuen Mayor of London gewählt. Damit ist erstmals ein Muslim oberster Repräsentant der britischen Hauptstadt.
Frühere Verwaltungsbehörden waren die Metropolitan Board of Works (MBW) von 1855 bis 1889, der London County Council (LCC) von 1889 bis 1965 und der Greater London Council (GLC) von 1965 bis 1986. Der GLC wurde von Premierministerin Margaret Thatcher nach politischen Auseinandersetzungen zwischen der Regierung und dem GLC-Vorsitzenden Ken Livingstone aufgelöst. 14 Jahre lang besaß London keine übergeordnete Verwaltung; die meisten Aufgaben wurden an die Boroughs übertragen, einzelne direkt an die Zentralregierung. Diese Maßnahme führte zu großen Koordinationsproblemen. Auch nach der Einsetzung der GLA im Jahr 2000 besitzen die Boroughs eine größere Autonomie als noch zu Zeiten der GLC.
Die Polizeibehörde der 32 London Boroughs ist der Metropolitan Police Service, besser bekannt unter dem Namen Metropolitan Police oder kurz als „the Met“. Die City of London besitzt eine eigene Polizeibehörde, die City of London Police.

### Städtepartnerschaften
London unterhält mit folgenden Städten Partnerschaften:
- Mumbai, Indien
- Algier, Algerien
- Sofia, Bulgarien
- Berlin, Deutschland (seit 2000)
- Moskau, Russland (seit 2002)
- New York City, Vereinigte Staaten (seit 2001)
- Paris, Frankreich (seit 2001)
- Präfektur Tokio, Japan (seit 2006)
- Peking, Volksrepublik China (seit 2006)
- Karatschi, Pakistan (seit 2005)
- Zagreb, Kroatien (seit 2009)

### Städtefreundschaft
London hat im Dezember 2009 eine Freundschaft mit folgender Stadt geschlossen:
- Los Angeles, Vereinigte Staaten

## Kultur und Sehenswürdigkeiten

### Theater

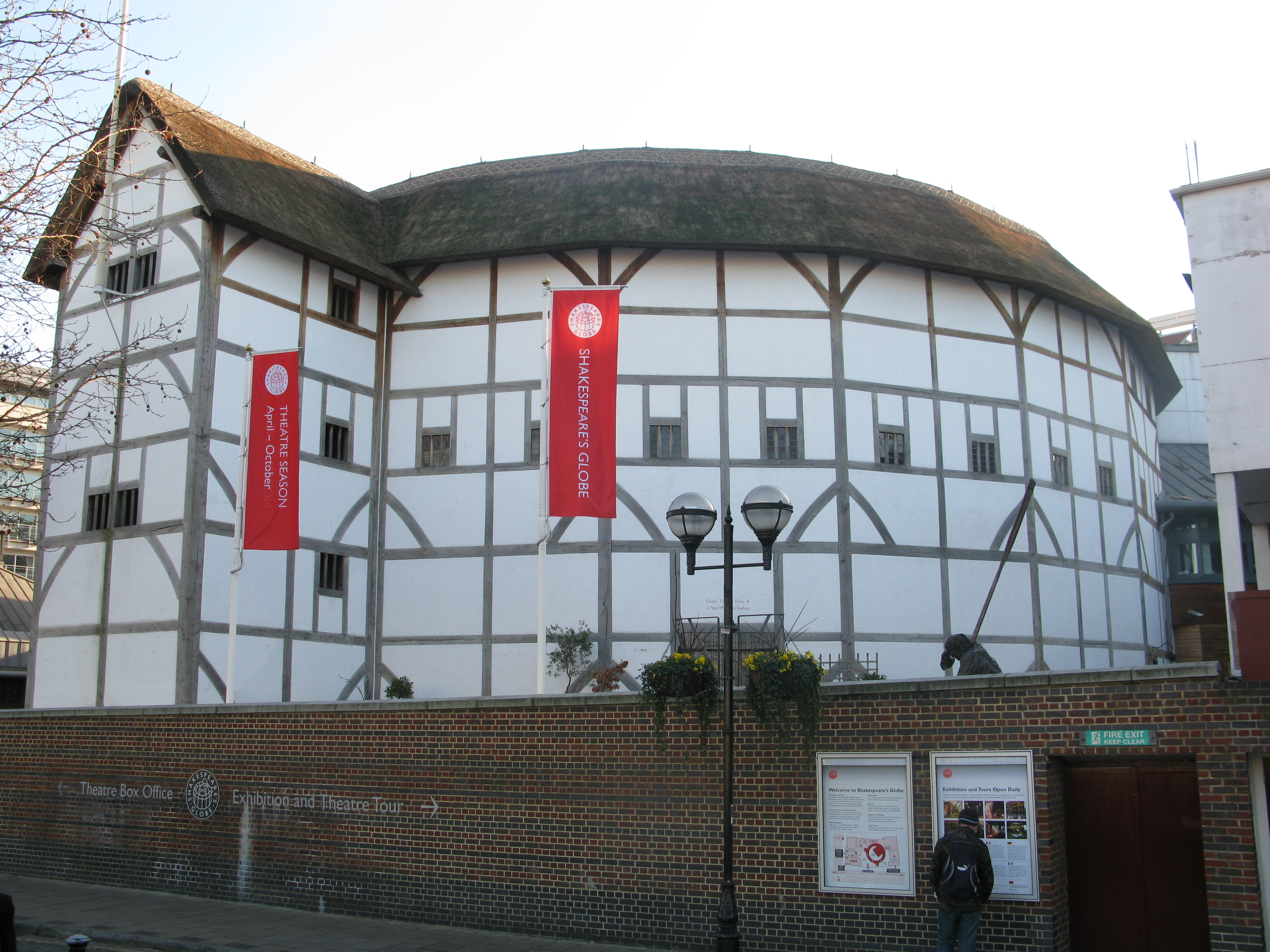
Shakespeare Globe Theatre London

London bietet eine breite Palette an kulturellen Veranstaltungen. Im Londoner Westend sind mehr als ein Dutzend Theater zu Hause. Gespielt wird alles von der Klassik bis zur Moderne. Dort wurden unter anderem Andrew Lloyd Webbers Musicals Cats und Das Phantom der Oper uraufgeführt.
Das Royal National Theatre der National Theatre Company in South Bank und das Barbican Centre der Royal Shakespeare Company gehören zu den vielen Zentren des professionellen Theaterschauspiels. Das Royal Court Theatre, eine der traditionsreichsten Bühnen in London, wurde im Februar 2000 nach vier Jahren Umbauzeit wiedereröffnet.
Das Royal Opera House in Covent Garden ist das bedeutendste britische Opernhaus. Es ist die Heimat der Royal Opera und des Royal Ballet. Das erste Theatergebäude an dieser Stelle, das damalige Theatre Royal (siehe Patent Theatre) wurde von Edward Shepherd entworfen. Es wurde am 7. Dezember 1732 mit einer Aufführung von William Congreves The way of the world eröffnet. Obwohl schon ab 1735 auch Opern, zum Beispiel von Händel, aufgeführt wurden, blieb das Haus doch hauptsächlich ein Schauspielhaus.
Das Theatre Royal Drury Lane ist ein Theater im Londoner West End. Seit Mitte der 1980er-Jahre war es die Heimat großer Musicalproduktionen wie 42nd Street, Miss Saigon und My Fair Lady. Das London Palladium ist das wohl berühmteste Londoner Theater. In den 1950er-Jahren wurde die in Großbritannien populäre Varietéaufführung Sunday Night at the London Palladium live im Fernsehen ausgestrahlt.

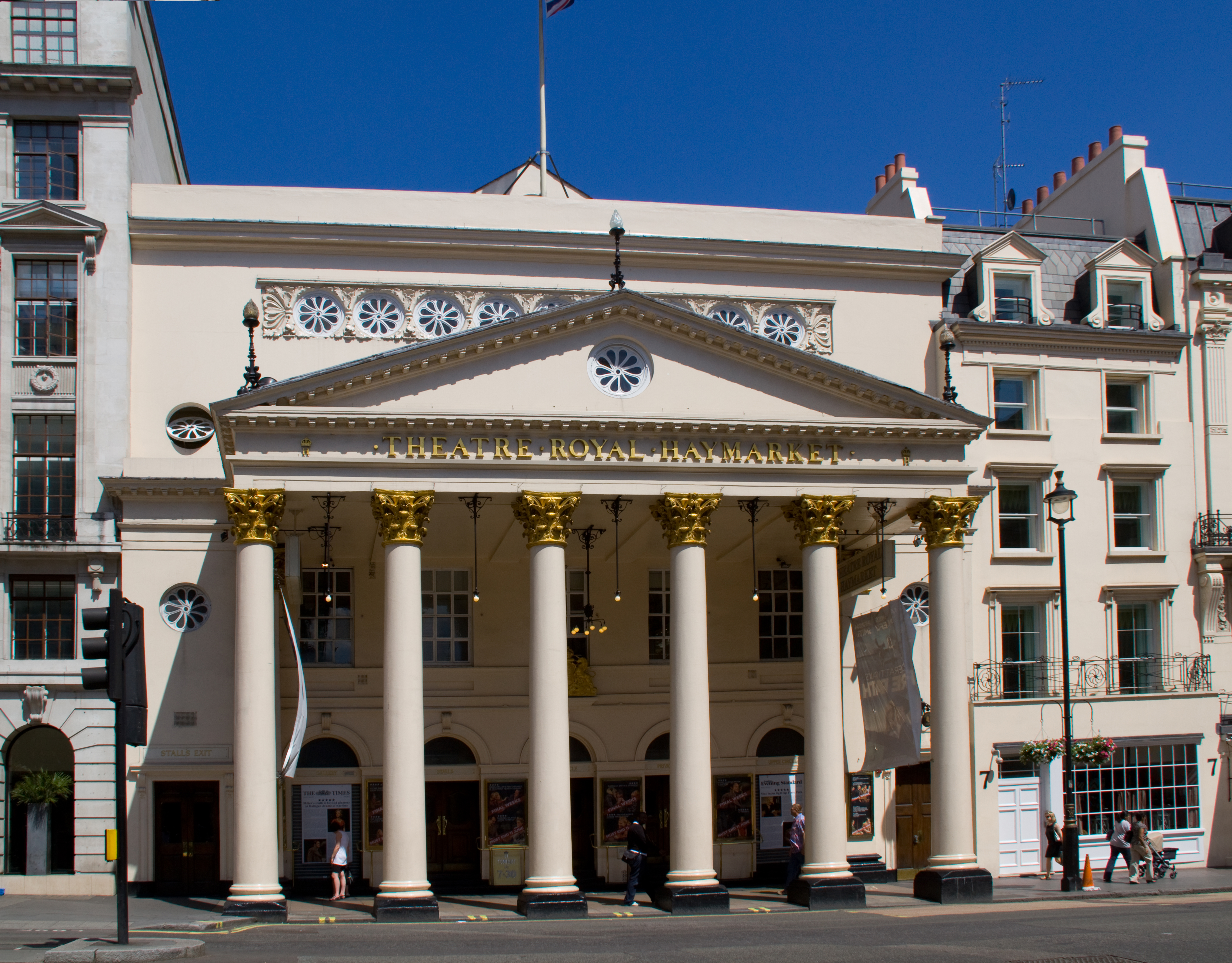
Das Royal Haymarket Theater

Das Theatre Royal Haymarket (Haymarket Theatre) ist ein Theater am Londoner Haymarket. Es wurde 1720 von John Potter als Little Theatre gegründet – in Anspielung auf das größere King’s Theatre (heute Her Majesty’s Theatre), das sich ebenfalls am Haymarket befand. Das Her Majesty’s Theatre wird hauptsächlich für Musicalaufführungen genutzt. Seit dem 9. Oktober 1986 wird täglich Das Phantom der Oper aufgeführt.
Das St. Martin’s Theatre im West End ist seit 1974 Spielort für das Stück Die Mausefalle von Agatha Christie. Zuvor wurde das Stück über einundzwanzig Jahre im Ambassador Theatre gespielt, bevor es nahtlos an seine jetzige Spielstätte umzog. Durch die ununterbrochene Laufzeit seit 1952 ist Die Mausefalle das am längsten ununterbrochen aufgeführte Theaterstück der Welt.
Das Globe Theatre am Südufer der Themse ist eine Rekonstruktion des Freiluftschauspielhauses, das 1599 entworfen wurde. Für dieses Theater schrieb William Shakespeare viele seiner größten Stücke. Die Spielzeit läuft von Mai bis September mit Produktionen von Shakespeare, seinen Zeitgenossen und von modernen Autoren. Ein weiteres bekanntes Theater ist das London Coliseum, in dem die English National Opera Company untergebracht ist.
Das London Dungeon ist kein Theater im herkömmlichen Sinne. Das Gruselkabinett befindet sich seit März 2013 in der Westminster Bridge Road und präsentiert seinen Besuchern bekannte Ereignisse der Stadtgeschichte aus den vergangenen 2000 Jahren. Schauspieler führen durch die unterirdischen Gewölbe und lassen unter anderem die Große Pest von London, den Großen Brand von London, Jack the Ripper und Sweeney Todd wieder zum Leben erwachen.

### Musik

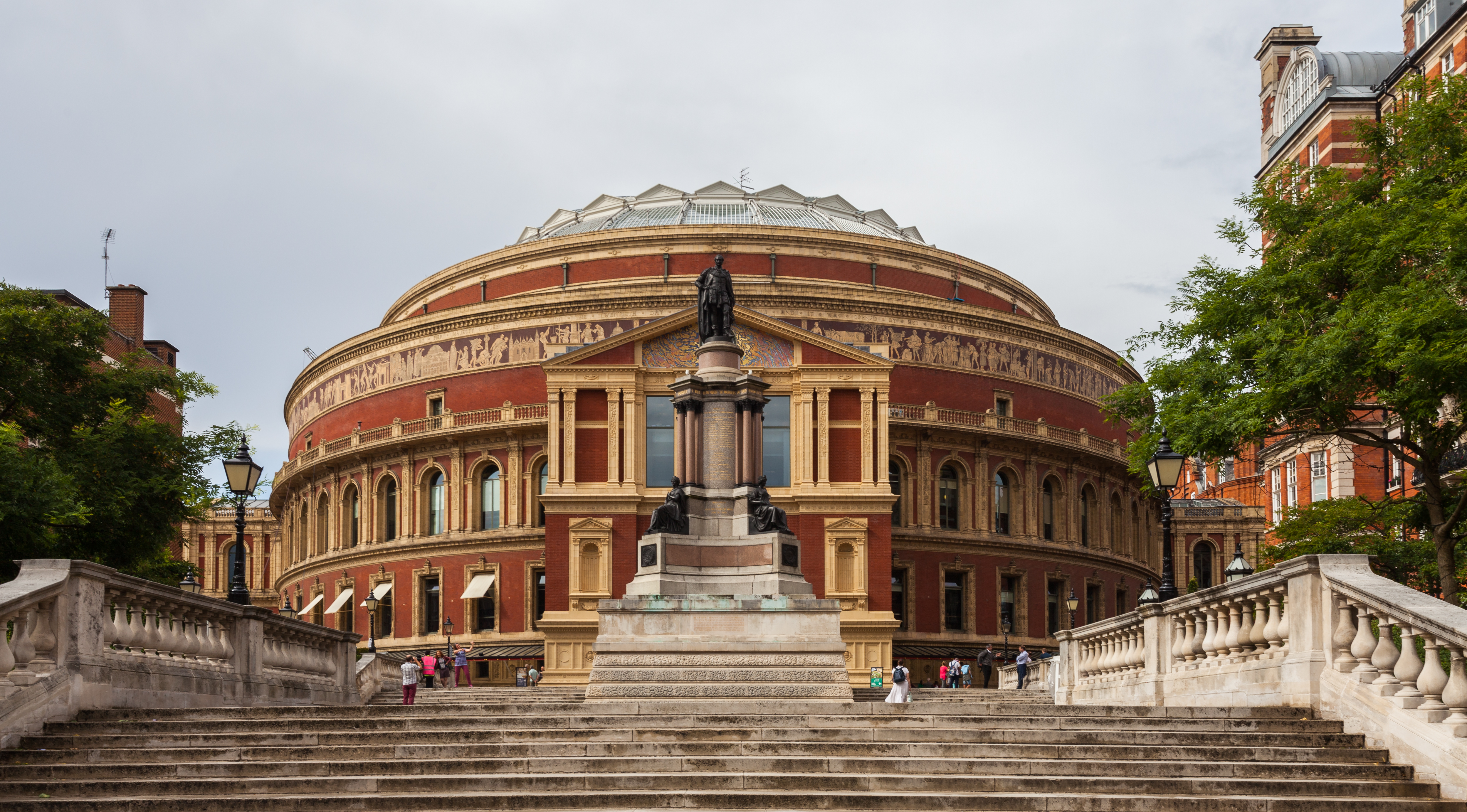
Die Royal Albert Hall

London beheimatet fünf professionelle Symphonieorchester. Diese sind das London Symphony Orchestra, das London Philharmonic Orchestra, das Royal Philharmonic Orchestra, das Philharmonia Orchestra und das BBC Symphony Orchestra. Der Höhepunkt eines jeden Jahres ist die von der BBC weltweit übertragene „Last Night of the Proms“ aus der Royal Albert Hall.
Konzerthäuser sind die Barbican Hall, die Royal Festival Hall und die Saint John’s Church in Westminster. Einer der beliebtesten Konzertsäle ist die Wigmore Hall hinter der Oxford Street. Im Juni 2002 sind nach umfangreichen Renovierungsarbeiten Teile des 1988 im heutigen Finanzviertel entdeckten römischen Amphitheaters der Öffentlichkeit zugänglich gemacht worden.
Am Trafalgar Square steht die Kirche St Martin-in-the-Fields. Sie wurde in den Jahren 1721 bis 1726 nach den Plänen des Architekten James Gibbs gebaut. In der Kirche finden häufig Konzerte statt; zu den dort auftretenden Orchestern zählen unter anderem die Academy of St Martin in the Fields und das Ensemble New Trinity Baroque aus den USA. In der Krypta wurde ein Café eingerichtet, in dem manchmal Jazz-Gruppen auftreten. Die Pfarrei beherbergt auch einen der berühmtesten Kirchenchöre der Welt.
In der City of Westminster befinden sich die Abbey Road Studios. Das Gebäude in der gleichnamigen Straße wurde 1929 von EMI gekauft, die Studios am 12. November 1931 eröffnet. In der Eröffnungszeremonie dirigierte Sir Edward Elgar das London Symphony Orchestra in Studio 1 und die historische Aufzeichnung von Land of Hope and Glory entstand. Die Beatles widmeten dem Musikaufnahmestudio das Album „Abbey Road“ (1969).
Pink Floyd, die in den 1970er-Jahren ihre Alben in den Studios einspielten, galt bald als die „Hausband“ des Studios. Unter anderem entstand hier „The Dark Side of the Moon“. Seit den 1980er-Jahren wird das Studio 1 auch als Aufnahmestudio für orchestrale Filmmusiken benutzt. Der erste Film, der hier seine musikalische Untermalung erhielt, war Jäger des verlorenen Schatzes mit der Musik von John Williams. Auch die Musik für Der Herr der Ringe und die Harry-Potter-Filme wurden hier eingespielt.
The O₂ ist ein Unterhaltungskomplex, welcher früher unter dem Namen Millennium Dome bekannt war. Zahlreiche bekannte internationale Künstler hatten in der O2 Arena, der eigentlichen Konzerthalle, Auftritte, so etwa Britney Spears, Justin Timberlake und die Spice Girls.

### Museen

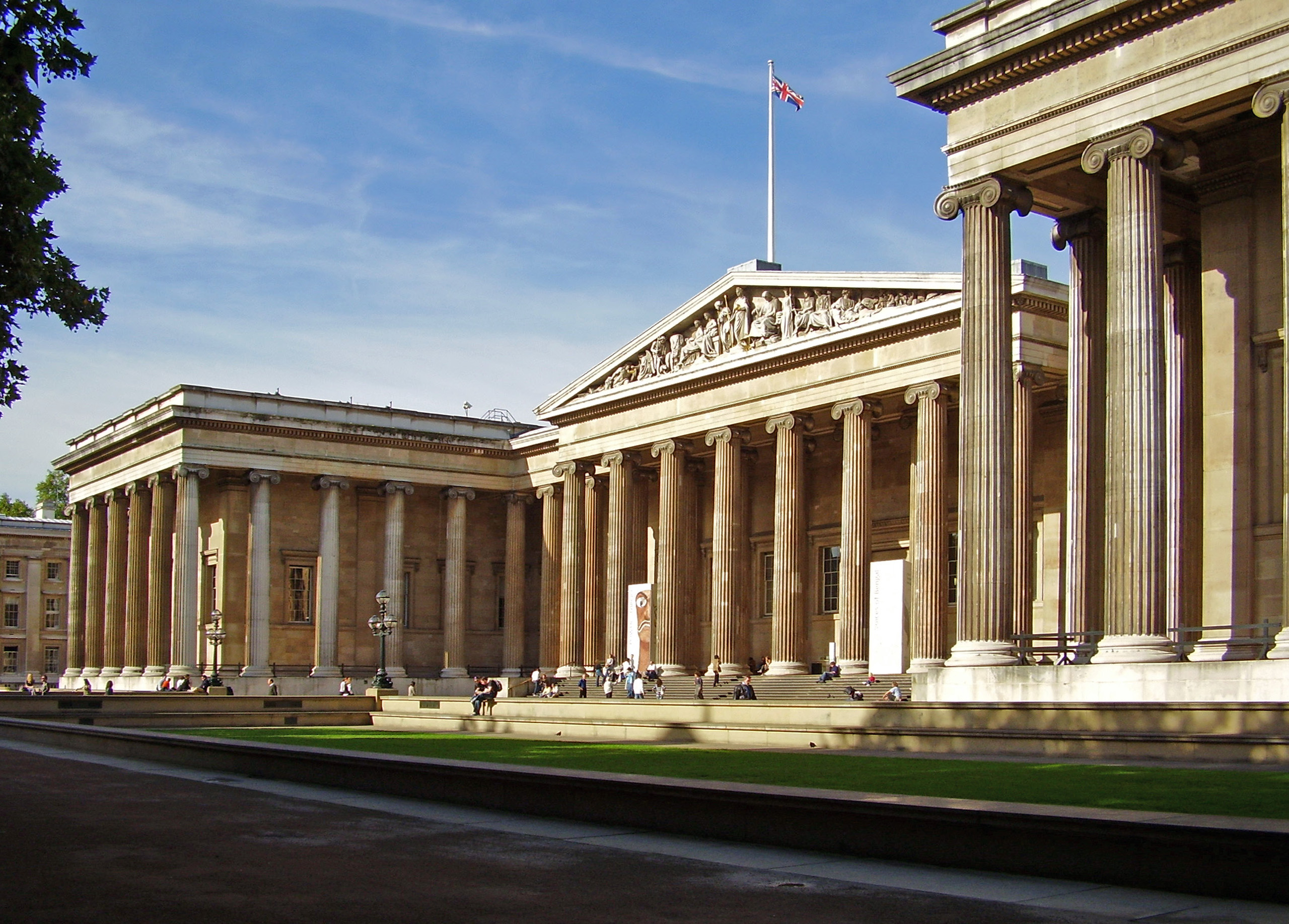
Das British Museum

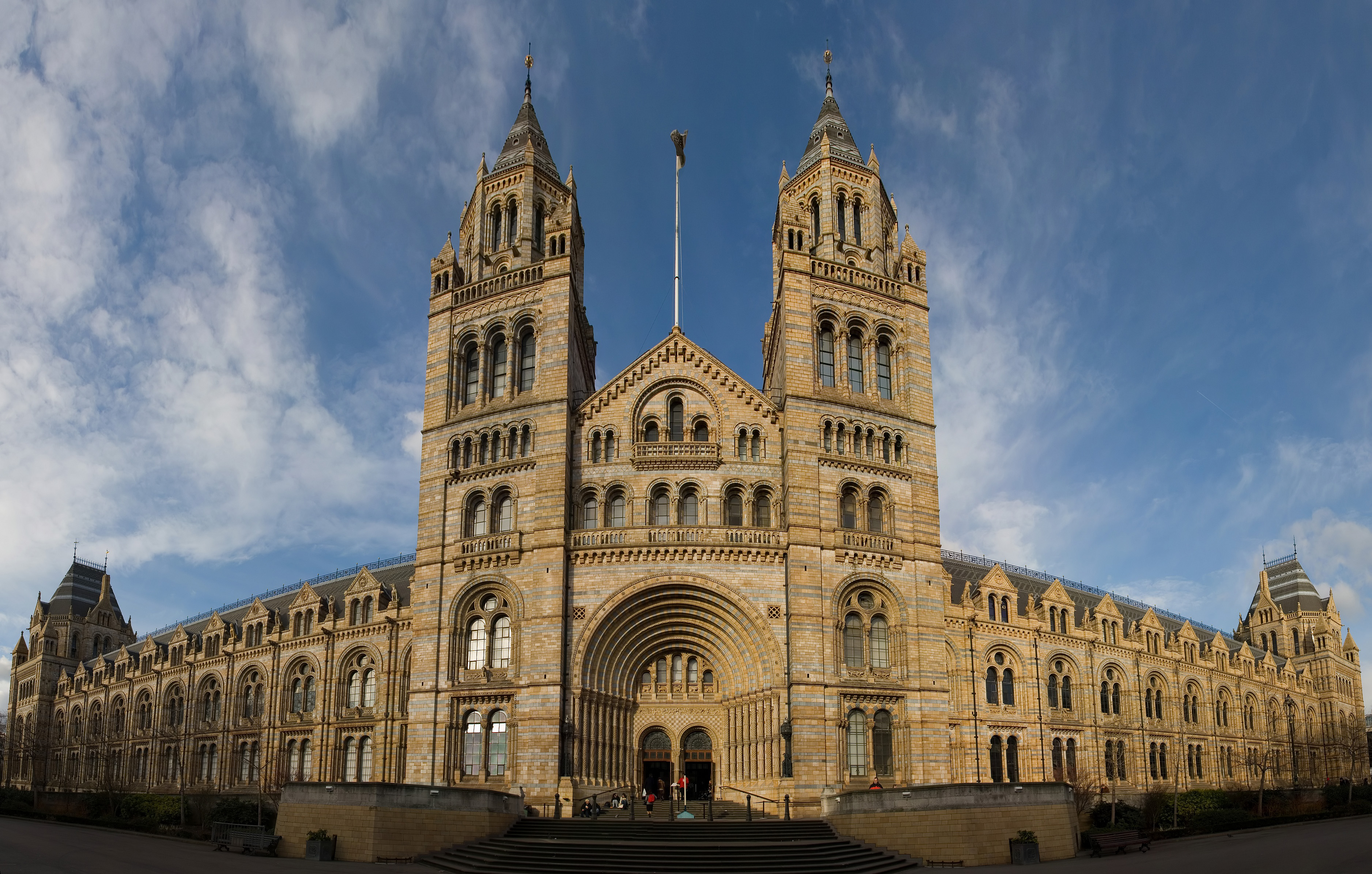
Das Natural History Museum

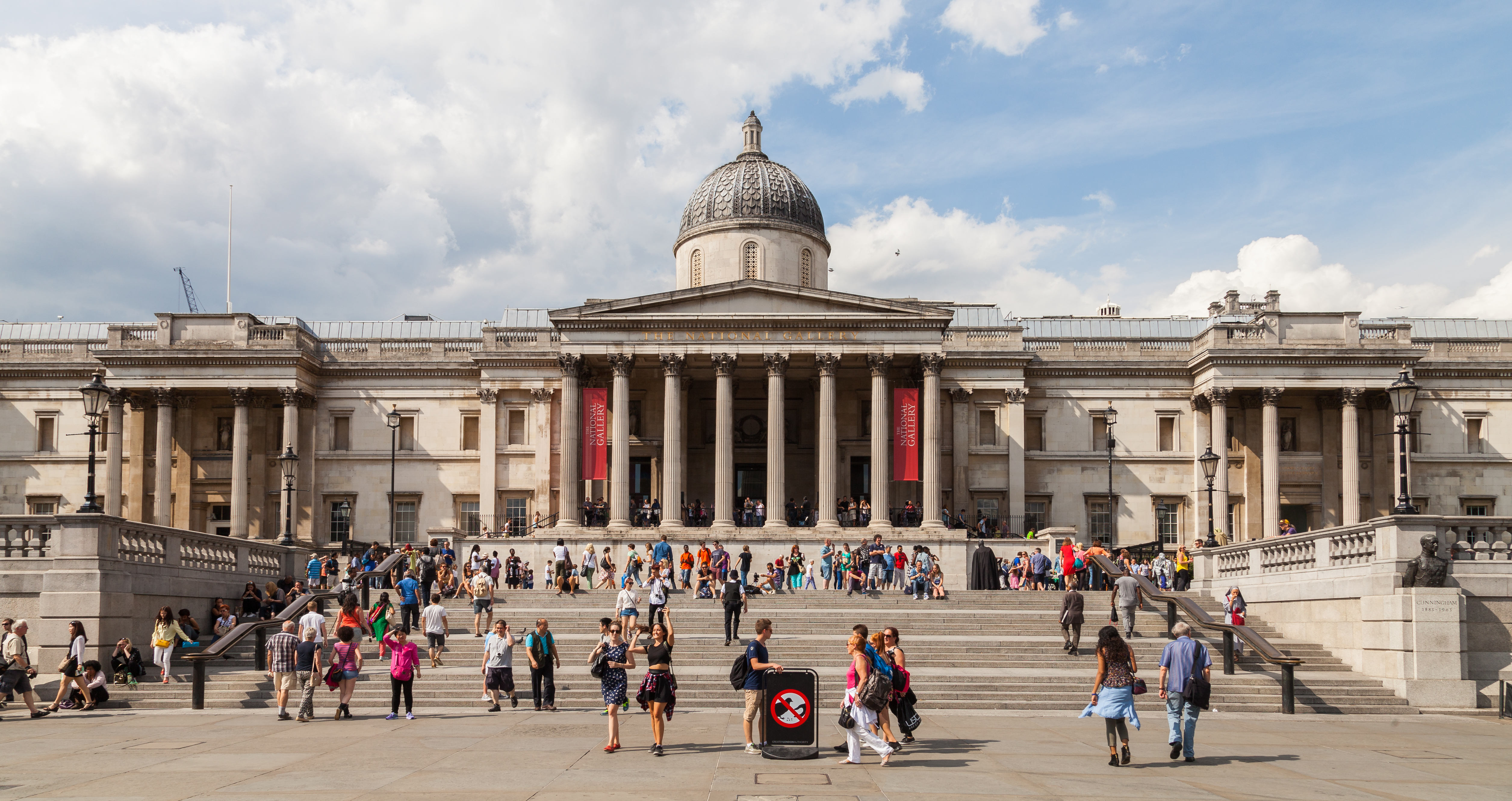
Die National Gallery am Trafalgar Square

Zu den größten und bekanntesten Museen weltweit zählt das Britische Museum in Bloomsbury. In ihm befinden sich über sechs Millionen Ausstellungsstücke. Berühmt ist auch der Reading Room, ein kreisrunder Lesesaal, in dem schon Karl Marx und Mahatma Gandhi studierten. Rechtzeitig zum Millennium wurde der Queen Elizabeth II Great Court (Architekt: Norman Foster) fertiggestellt. Es ist der größte überdachte Innenhof Europas.
Das Victoria and Albert Museum im Stadtteil South Kensington verfügt über eine Sammlung von Kunstschätzen aus aller Welt, darunter Skulpturen, Kleidung und Kostüme, kostbare Porzellan- und Glasgefäße, Möbelstücke und Musikinstrumente. Unweit davon befinden sich das Science Museum (Wissenschaftsmuseum) und das Natural History Museum (Naturhistorisches Museum).
Im Science Museum werden in den auf fünf Ebenen angeordneten Galerien Ausstellungen aus den Bereichen Astronomie, Meteorologie, Biochemie, Elektronik, Navigation, Luftfahrt und Fotografie gezeigt. Zu den Klassikern unter den Ausstellungsstücken zählen Teleskope von Galileo Galilei und ein Mikroskop von George Adams, die erste Dampflokomotive Puffing Billy, das erste Telefon von Alexander Graham Bell, ein Rolls-Royce aus dem Jahre 1909, ein Flugapparat von Otto Lilienthal sowie die Kommandokapsel des Raumschiffs Apollo 10.
Das Natural History Museum beinhaltet etwa 40 Millionen verschiedene Objekte aus der Flora und Fauna, darunter zahlreiche Dinosaurierskelette, Fossilien (unter ihnen ein Archaeopteryx), ein 30 Meter langes Skelett eines Blauwals oder das Modell des um 1690 ausgestorbenen Dodo-Vogels.
Die National Gallery am Trafalgar Square besitzt eine reichhaltige Gemäldesammlung, die von den frühen Anfängen in Italien bis hin zu Werken von Cézanne und Seurat reicht. Nebenan befindet sich die National Portrait Gallery, in der über 9000 Porträts ausgestellt sind. Im Jahr 1897 wurde die Tate Gallery auf der Uferstraße zwischen Chelsea und Westminster eröffnet. Sie umfasst die größte Sammlung britischer Gemälde vom 16. Jahrhundert bis in die Gegenwart. Gegenüber der St Paul’s Cathedral wurde im Juni 2000 die Tate Modern, ein Ableger der Tate Gallery, eröffnet, die von den beiden Basler Architekten Herzog & de Meuron errichtet wurde. Moderne Kunst zeigt die Saatchi Gallery nahe dem Sloane Square. Sie wurde 1985 von Charles Saatchi eröffnet.
Das Imperial War Museum (Reichskriegsmuseum) ist eines der bedeutendsten Kriegsmuseen weltweit. Es zeigt in erster Linie Exponate aus den beiden Weltkriegen, wie Kanonen und Fahrzeuge. Eine von vier Etagen widmet sich ausführlich dem Dritten Reich. Kleinere Abteilungen gelten einigen anderen Kriegen des 20. Jahrhunderts wie beispielsweise dem Vietnamkrieg und dem Falklandkrieg. Zusätzlich gibt es Wechselausstellungen.
Madame Tussauds Wachsfigurenkabinett ist eine der größten Attraktionen der Hauptstadt. Ausgestellt werden lebensnah nachempfundene Wachsfiguren von historischen Gestalten und Personen der aktuellen Zeitgeschichte, wie Sportler, Filmstars, Modeschöpfer und Models. Einen Platz in der Ausstellung von Madame Tussauds zu erhalten, zählt heute zu den größten Ehren, die einem Menschen zuteilwerden kann. Die Gründerin des 1835 eröffneten Museums war Marie Tussaud (1761–1850).
Direkt in der City liegt das Museum of London, dessen Ausstellungen die Entwicklung Londons von seinen Anfängen bis zum heutigen Tag zeigt. Weitere bekannte Museen und Ausstellungen sind die Cabinet War Rooms, das London Transport Museum, Somerset House und das Sherlock Holmes Museum in der 221B Baker Street.
Seit 2001 ist der Eintritt in sämtliche staatlichen Museen und Galerien kostenlos. Davon ausgenommen ist Madame Tussauds, da es sich um eine private Ausstellung handelt. Auch in den Cabinet War Rooms wird Eintritt verlangt. Den CWR ist das Churchill-Museum angeschlossen, für dessen Besuch kein separater Eintritt verlangt wird.

### Bauwerke

#### Straßen und Plätze

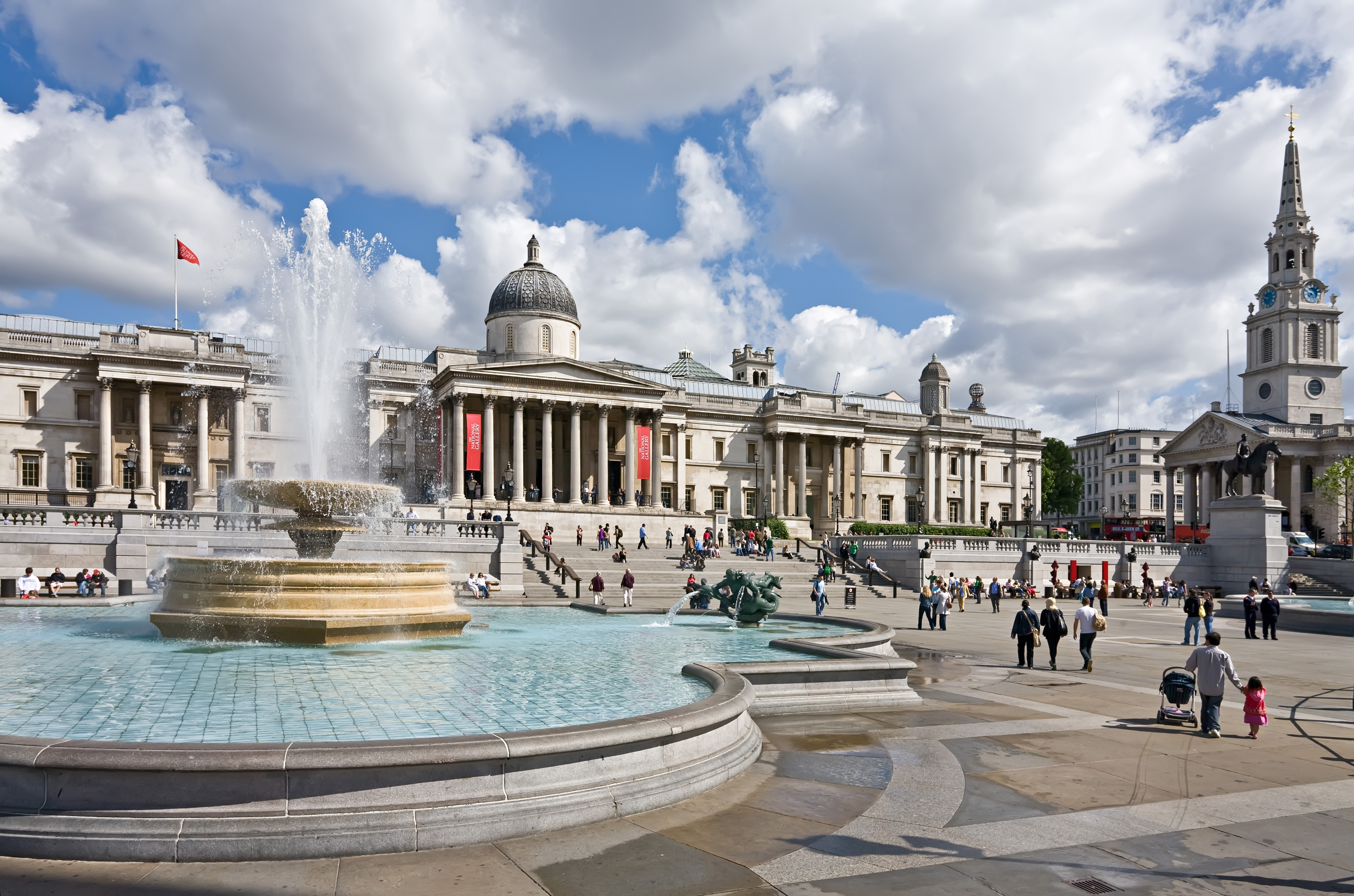
Der Trafalgar Square

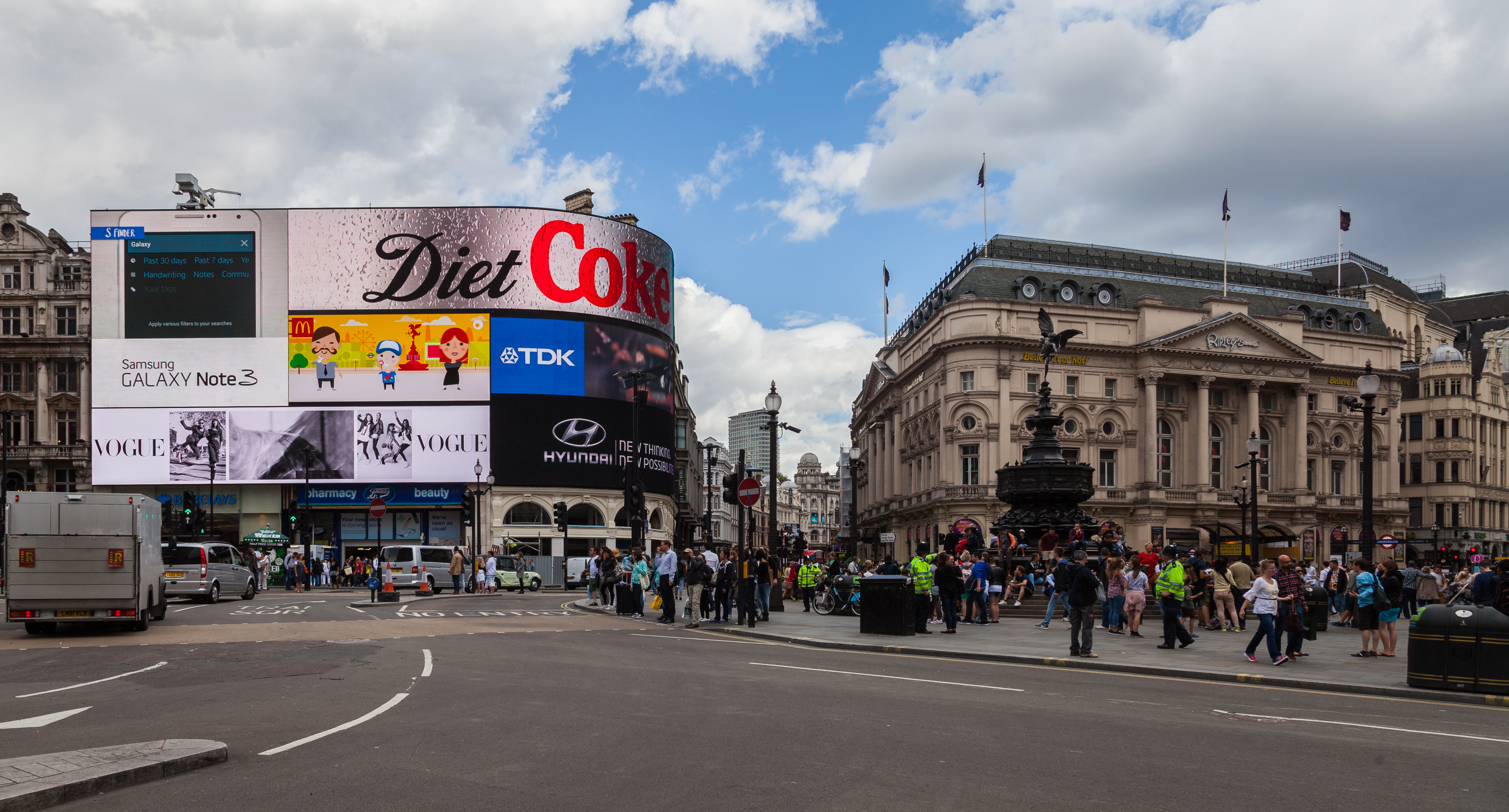
Der Piccadilly Circus

Der Trafalgar Square ist ein großer Platz im Zentrum der britischen Hauptstadt, als deren eigentliches Zentrum er vielen gilt. Er ist der größte Platz Londons und seit dem Mittelalter ein zentraler Treffpunkt. 2003 wurde er nach einem größeren Umbau wiedereröffnet. In der Mitte des Platzes steht ein Denkmal, das die Londoner als Dank für Admiral Nelsons Sieg der Briten über die Franzosen in der Schlacht von Trafalgar setzten. Die 1842 erbaute Nelson Column (deutsch: Nelsonsäule) mit dem Admiral auf der Spitze ist mit 55 Metern so hoch wie Nelsons Flaggschiff Victory vom Kiel bis zur Mastspitze.
Etwa zwei Drittel der Strecke von Trafalgar Square bis Parliament Square heißt Whitehall, das restliche Drittel heißt Parliament Street. Das Kenotaph, das wichtigste Kriegsdenkmal in Großbritannien, befindet sich in der Mitte der Straße und ist der Ort der jährlichen Gedenkfeiern am Remembrance Day. Der zentrale Teil der Straße wird von militärischen Gebäuden beherrscht, darunter das britische Verteidigungsministerium (englisch: Ministry of Defence) und die früheren Hauptquartiere der British Army (heute Horse Guards) und der Royal Navy (Admiralty).
Die Downing Street ist die berühmte Straße im Stadtzentrum, auf der sich seit mehr als zweihundert Jahren die offiziellen Amts- und Wohnsitze von zwei der wichtigsten britischen Regierungsmitglieder befinden – des Premierministers des Vereinigten Königreichs und des Schatzkanzlers. Die berühmteste Hausnummer in der Downing Street ist die Nr. 10. Hier befindet sich der offizielle Amts- und Wohnsitz des ersten Lords des Schatzamtes und somit des Premierministers, da beide Ämter von ein und derselben Person bekleidet werden. Die Downing Street ist eine Seitenstraße der Whitehall im Zentrum von London, nur wenige Schritte vom Parlamentsgebäude entfernt und läuft in Richtung des Buckingham Palace.
Die Straße Piccadilly befindet sich in der Innenstadt und gehört zu den bekanntesten Straßen der Stadt. Sie erstreckt sich vom Piccadilly Circus im Nordosten bis zum Hyde Park Corner im Südwesten. Sehenswert ist das vor allem auf Lebensmittel spezialisierte Geschäft Fortnum & Mason aus dem Jahre 1707, das Hotel Ritz mit seiner neoklassizistischen Architektur von 1906 und die Royal Academy of Arts aus dem Jahre 1868 im Burlington House. Der Piccadilly Circus ist vor allem durch seinen Eros-Brunnen und die riesige Leuchtreklamewand an einem gewundenen Eckhaus bekannt. Der Platz wurde 1819 erbaut, um die Regent Street mit der Einkaufsstraße Piccadilly zu verbinden. Aufgrund seiner zentralen Lage im Herzen des West Ends, seiner Nähe zu großen Einkaufs- und Vergnügungsmöglichkeiten sowie zu den großen Verkehrsadern, die sich hier kreuzen, ist er ein sehr stark besuchter Treffpunkt.

#### Weltliche Bauwerke
Tower of London

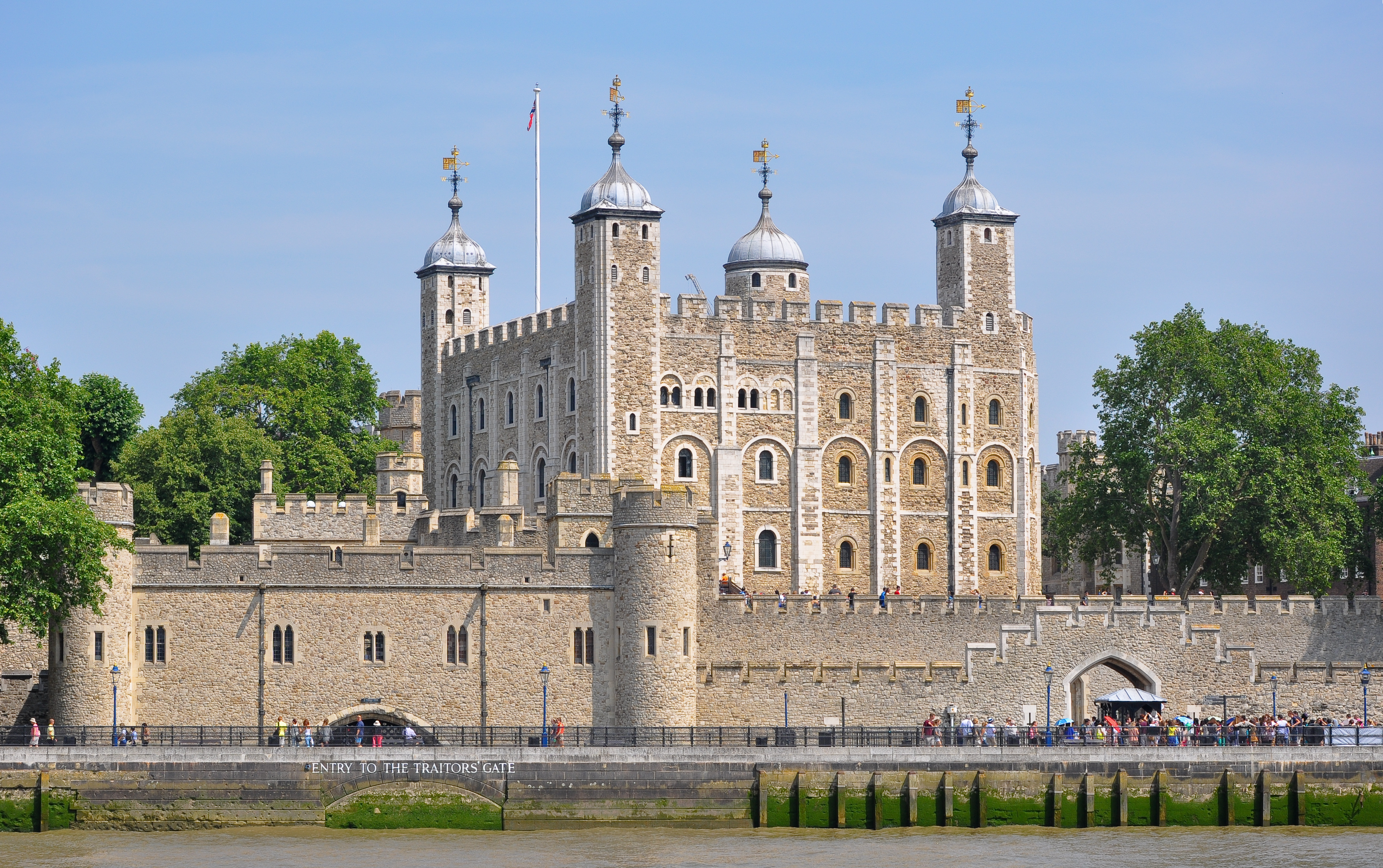
Der Tower of London von der Themse aus gesehen

Am nördlichen Ufer der Themse befindet sich der Tower von London, ein im Mittelalter errichteter Komplex aus mehreren befestigten Gebäuden entlang des Flusses, der als Festung, Waffenkammer (stronghouse), königlicher Palast und Gefängnis, insbesondere für Gefangene der Oberklasse, diente. Außerdem waren dort die Münze, das Staatsarchiv, ein Waffenarsenal und ein Observatorium untergebracht.
Bis zu Jakob I. wohnten alle englischen Könige und Königinnen zeitweise dort. Es war üblich, dass der Monarch vor dem Tag seiner Krönung im Tower übernachtete und dann in feierlichem Zug durch die Stadt nach Westminster ritt. Heute werden im Tower die britischen Kronjuwelen aufbewahrt, ferner eine reichhaltige Waffensammlung.
1078 ordnete Wilhelm der Eroberer an, den White Tower hier zu bauen. Er sollte die Normannen vor den Menschen der City of London, aber auch London überhaupt schützen. In den folgenden Jahrhunderten wurde die Festung ständig erweitert.
Sie wird von einem breiten Wassergraben umgeben. Ein Außenwall schützt die inneren Gebäude. In der Mitte des Geländes steht der mächtige „Weiße Turm“. Von weitem wirkt er quadratisch, aber drei der Ecken bilden keine rechten Winkel und alle vier Seiten sind verschieden lang.
Die UNESCO hat das Bauwerk 1988 zum Weltkulturerbe der Menschheit erklärt.
Tower Bridge

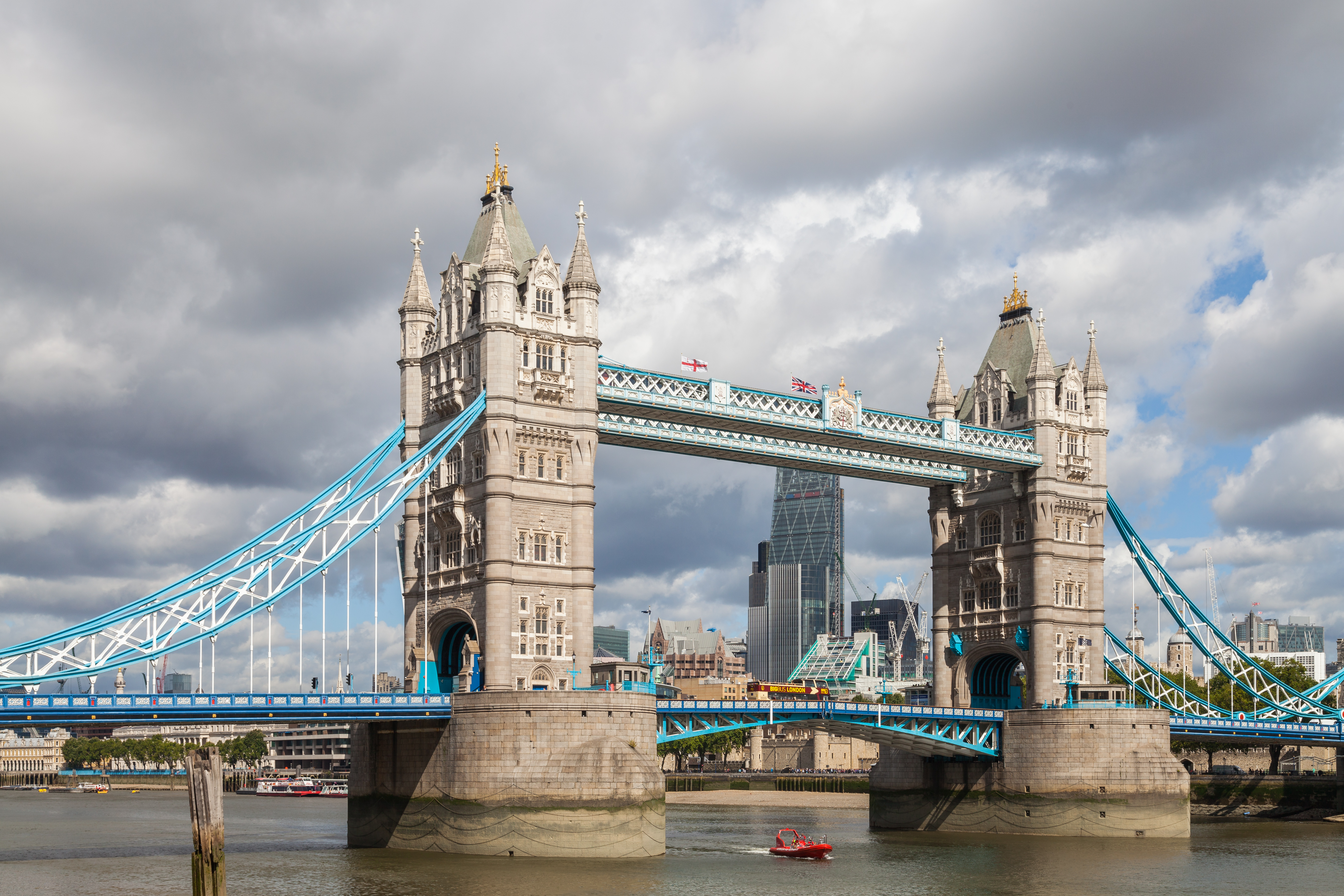
Die Tower Bridge

Die Tower Bridge ist eine Straßenbrücke über die Themse. Sie verbindet die City of London auf der Nordseite mit dem Stadtteil Southwark im gleichnamigen Stadtbezirk (London Borough of Southwark) auf der Südseite. Es handelt sich hierbei um eine im neugotischen Stil errichtete Klappbrücke und um die am östlichsten gelegene Themsebrücke; darüber führt die Hauptstraße A100. Am Nordufer befinden sich der Tower of London (nach dem die Brücke benannt ist) und die St Katharine Docks, am Südufer die City Hall. Die Brücke ist im Besitz von Bridge House Estates, einer Wohlfahrtsorganisation der City of London Corporation, die auch für den Unterhalt zuständig ist. Gelegentlich wird die Tower Bridge fälschlicherweise London Bridge genannt, diese jedoch ist die nächste Brücke stromaufwärts.
Die Tower Bridge ist 244 Meter lang, die Höhe der beiden Brückentürme beträgt 65 Meter. Die Fahrbahn zwischen den 61 Meter voneinander entfernten Türmen liegt neun Meter über dem Fluss, die Fußgängerbrücke 43 Meter. Die beiden Baskülen können bis zu einem Winkel von 83 Grad hochgeklappt werden, um größeren Schiffen die Durchfahrt zu ermöglichen. Fertiggestellt wurde die Tower Bridge im Jahre 1894.
Palace of Westminster

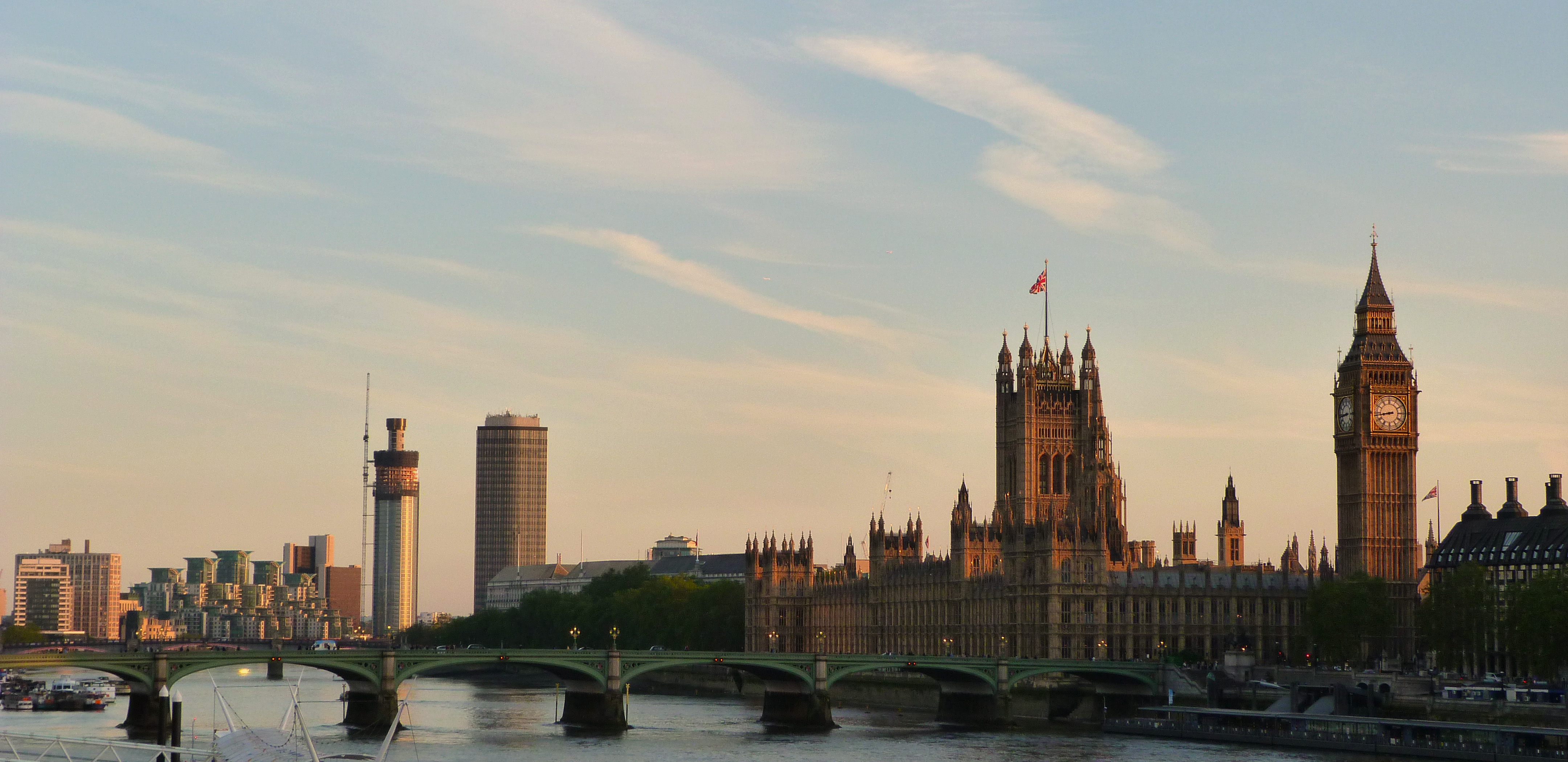
Der Palace of Westminster und der Elizabeth Tower

Bekanntester Turm in London ist der 98 Meter hohe Elizabeth Tower, in dem sich Big Ben befindet, die mit 13 Tonnen schwerste der fünf Glocken, welche den bekannten Westminsterschlag spielen. Der Uhrturm ist Teil des Palace of Westminster, einem monumentalen, im neugotischen Stil errichteten Gebäude, in dem das aus dem House of Commons und dem House of Lords bestehende britische Parlament tagt. Der Palast befindet sich in der City of Westminster am Parliament Square, in unmittelbarer Nähe zu Whitehall. Er wurde von der UNESCO 1987 zum Weltkulturerbe erklärt.
Der älteste erhaltene Teil des Palastes ist die Westminster Hall aus dem Jahr 1097. Ursprünglich diente er als Residenz der englischen Könige, doch seit 1529 hat kein Monarch mehr hier gelebt. Vom ursprünglichen Gebäude ist nur wenig erhalten geblieben, da es im Jahr 1834 bei einem verheerenden Großbrand fast vollständig zerstört wurde. Der für den Wiederaufbau verantwortliche Architekt war Charles Barry.
Die wichtigsten Räume des Palastes sind die Ratssäle des House of Commons und des House of Lords. Daneben gibt es rund 1.100 weitere Räume, darunter Sitzungszimmer, Bibliotheken, Lobbys, Speisesäle, Bars und Sporthallen. Der Begriff Westminster ist im britischen Sprachgebrauch oft gleichbedeutend für den Parlamentsbetrieb, ist also ein Metonym für Parlament.
Buckingham Palace

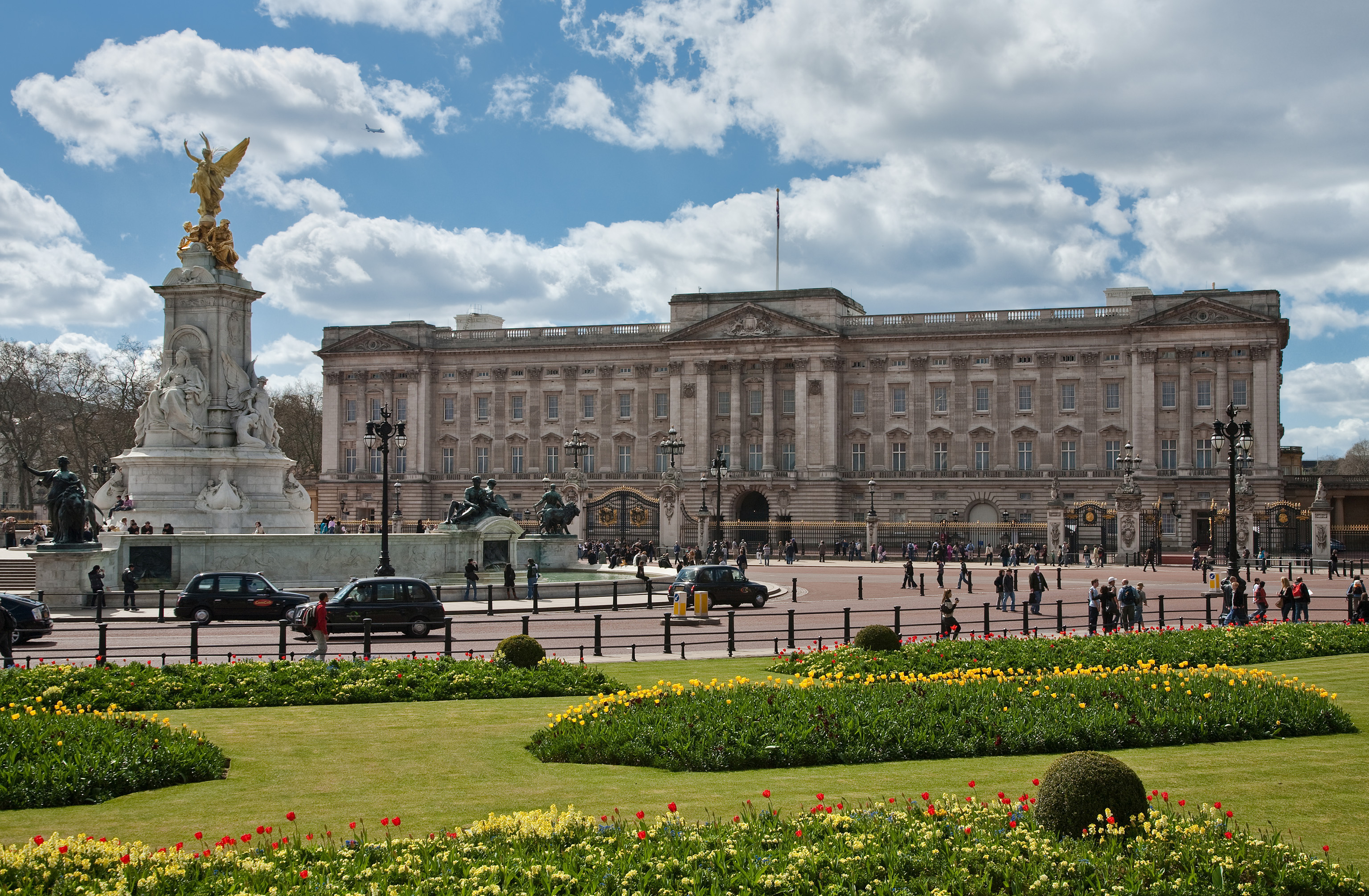
Der Buckingham Palace

Der Buckingham Palace im Stadtbezirk City of Westminster ist die offizielle Residenz des britischen Monarchen in London. Neben seiner Funktion als Wohnung von König Charles III. dient er auch als Austragungsort für offizielle Anlässe des Staates. So werden in ihm ausländische Staatsoberhäupter bei ihrem Besuch in Großbritannien empfangen. Daneben ist er ein wichtiger Anziehungspunkt für Touristen. Die ursprüngliche georgianische Inneneinrichtung beinhaltete auf Vorschlag von Sir Charles Long die großzügige Verwendung von Marmormalerei („Scagliola“) in leuchtenden Farben sowie blaue und rosafarbene Lapislazuli.
Unter König Eduard VII. fand eine großangelegte Neuausstattung im Stil der Belle Époque statt. Dabei wurde ein Farbschema aus einer Kombination von Cremetönen und Gold verwendet. Viele der kleineren Empfangsräume sind im chinesischen Regency-Architekturstil gehalten. Sie wurden mit Möbelstücken und Dekorationen ausgestattet, die nach dem Tod König Georgs IV. aus dem Royal Pavilion in Brighton sowie aus Carlton House herbeigeschafft wurden.
St James’s Palace
Der St James’s Palace befindet sich in der City of Westminster. Das Gebäude war bis 1837 die offizielle Londoner Residenz des jeweiligen britischen Monarchen. Er ist heute noch der offizielle Verwaltungssitz des königlichen Hofes. Hier werden die Botschafter Großbritanniens akkreditiert. Auch die Proklamation eines neuen Monarchen findet hier statt. Das Gebäude wurde in der Zeit von 1532 bis 1540 durch Heinrich VIII. errichtet.
Heute wird der Palast vom Prince of Wales und anderen Verwandten des Königs bewohnt. Der frühere Sitz der britischen Königinmutter, Clarence House, liegt innerhalb der Palastmauern. Das Anwesen wird nur durch den St. James’s Park vom Buckingham Palace getrennt. Ein interessantes Schauspiel ist die Wachablösung am Palast. In den Sommermonaten April bis Juli findet diese täglich, ansonsten alle zwei Tage statt.
Hampton Court Palace
Hampton Court Palace ist ein Schloss im Stadtbezirk Richmond upon Thames, unmittelbar neben dem Bushy Park. Gebäude und Parkanlagen wurden unter den verschiedenen Bewohnern verändert und erweitert, sodass heute Architekturelemente des Tudorstils und des englischen Barock erhalten sind. Das Schloss war Wohnsitz zahlreicher britischer Könige und Königinnen.
Seit der Regierungszeit Georg III. bewohnen britische Monarchen andere Londoner Schlösser und Königin Viktoria öffnete 1838 den Palast für die Öffentlichkeit. Teilbereiche des Palastes wurden an verdiente Veteranen vermietet. 1986 brach in solch einer Wohnung ein Feuer aus, das den Palast teilweise zerstörte. Die Wiederaufbaumaßnahmen dauerten bis 1995 an.
Kensington Palace
Der Kensington Palace liegt im Stadtbezirk Kensington and Chelsea. Das von Sir Christopher Wren umgestaltete Schloss war früher ein privater Landbesitz und wurde im Jahre 1689 von Mary II. und Wilhelm III. ausgebaut, um im Winter nicht die Feuchtigkeit der Whitehall ertragen zu müssen. In den nächsten 70 Jahren wurde der Palast immer wichtiger für das gesellschaftliche und politische Leben des Landes.
Zu Lebenszeiten von George I. und George II. wurde das Anwesen verschwenderisch mit Prunkgemächern ausgestattet und erhielt eine herausragende Möbel- und Gemäldesammlung. Besonders bekannt sind vor allem die aufwendigen Deckenverzierungen von William Kent. Nachdem George II. im Jahre 1760 plötzlich starb, verlor das Gebäude immer mehr an Bedeutung. Bis heute lebte nie wieder ein regierender Monarch hier. Allerdings werden Teile des Palastes von Mitgliedern der Königsfamilie bewohnt.
Wolkenkratzer
Seit der Jahrtausendwende erlebt London im Bereich der Wolkenkratzer einen Bauboom, der sich unter anderem in dem 310 Meter hohen The Shard, dem 278 Meter hohen 22 Bishopsgate und rund dreißig weiteren Wolkenkratzern mit einer Höhe von mehr als 150 Metern zeigt. The Shard war von Juli bis Oktober 2012 das höchste Gebäude Europas.
Östlich des Stadtzentrums befinden sich beidseits der Themse die Docklands, zu denen auch Canary Wharf mit dem One Canada Square gehört. Mit einer Höhe von 236 Metern und 50 Stockwerken ist es nach The Shard das zweithöchste bewohnbare Gebäude in Großbritannien. (Der Fernsehturm Emley Moor, das höchste freistehende Bauwerk Großbritanniens bei Huddersfield, ist 330 Meter hoch.) Das Gebäude wird flankiert von zwei weiteren Wolkenkratzern, die zehn Jahre später entstanden sind und beide 200 Meter hoch sind: HSBC Tower (8 Canada Square) und Citigroup Centre (25 Canada Square). Weitere Wolkenkratzer befinden sich im Zentrum Londons, darunter der Tower 42 und 30 St Mary Axe.
London Eye

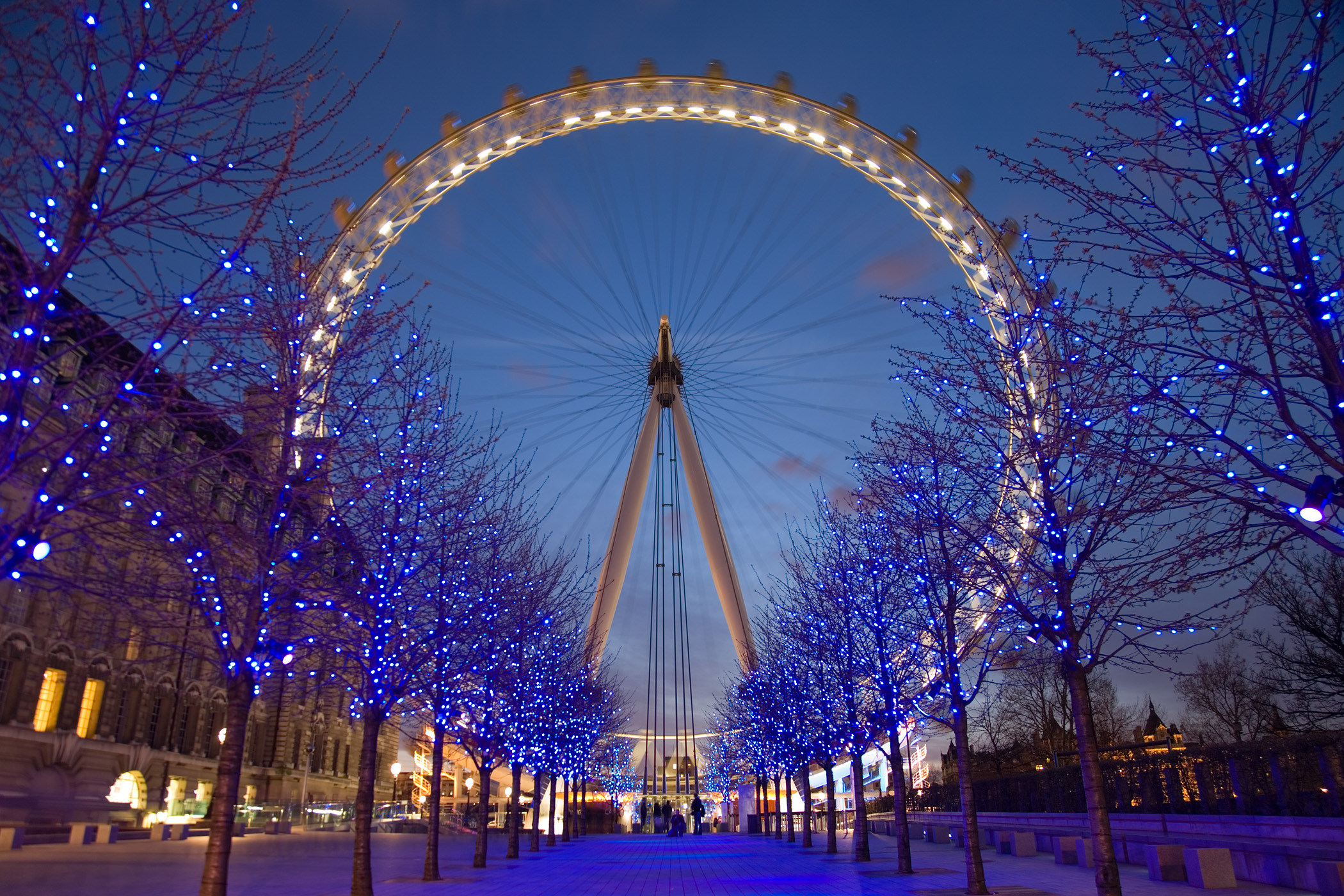
Das London Eye bei Nacht mit weihnachtlicher Beleuchtung

Am Südufer der Themse, nahe der Westminster Bridge, steht das Riesenrad London Eye. Die Anlage, die mit einer Höhe von 135,36 Metern bis Anfang 2006 das höchste Riesenrad der Welt war, sollte bereits zum Jahreswechsel 2000 fertiggestellt werden. Aufgrund von Sicherheitsmängeln ist die Konstruktion aber erst einige Wochen später in Betrieb genommen worden.
Das London Eye besitzt 32 fast vollständig aus Glas geformte Kapseln, in denen jeweils bis zu 25 Personen Platz finden. Das Rad dreht sich mit einer Geschwindigkeit von 0,26 m/s und braucht für eine Umdrehung 30 Minuten. Sind die Sichtverhältnisse optimal, kann man vom Riesenrad aus bis zu 40 Kilometer weit sehen, unter anderem bis zum etwas außerhalb der Stadt gelegenen Schloss Windsor. Drehachse und Stützen des Riesenrads wurden von der tschechischen Maschinenbaufirma Škoda geliefert, die Nabe (Pendelrollenlager) von FAG Kugelfischer aus Schweinfurt.
Battersea Power Station

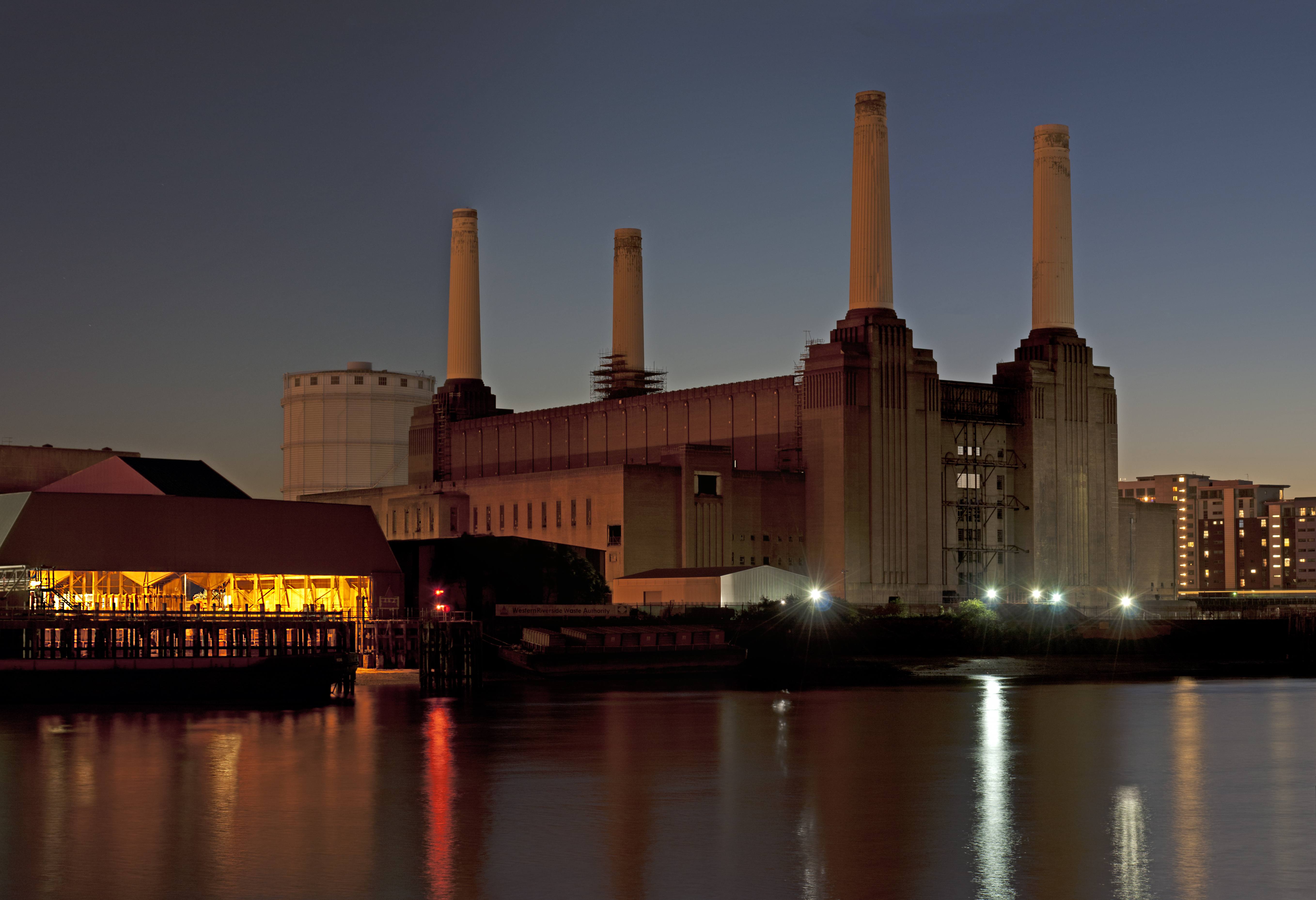
Die Battersea Power Station

Die Battersea Power Station ist ein ehemaliges Kohlekraftwerk im Stadtteil Wandsworth, das von 1933 bis 1983 in Betrieb war. Das markante Gebäude mit vier Schornsteinen befindet sich am Südufer der Themse in der Nähe der Grosvenor Bridge.
Die Battersea Power Station ist auf Musikalben zahlreicher britischer Pop- und Rockbands abgebildet. Am bekanntesten ist die Abbildung auf dem Cover des 1977 erschienenen Albums Animals von Pink Floyd, das das Elektrizitätswerk mit einem großen Plastikschwein zwischen den Kaminen schwebend zeigt. Weitere Beispiele sind das Album Quadrophenia von The Who (1973), Adventures Beyond The Ultraworld von The Orb, Live Frogs: Set 2 von Les Claypool’s Frog Brigade (eine Coverversion von Animals) und Power Ballads von London Electricity.
Thames Barrier

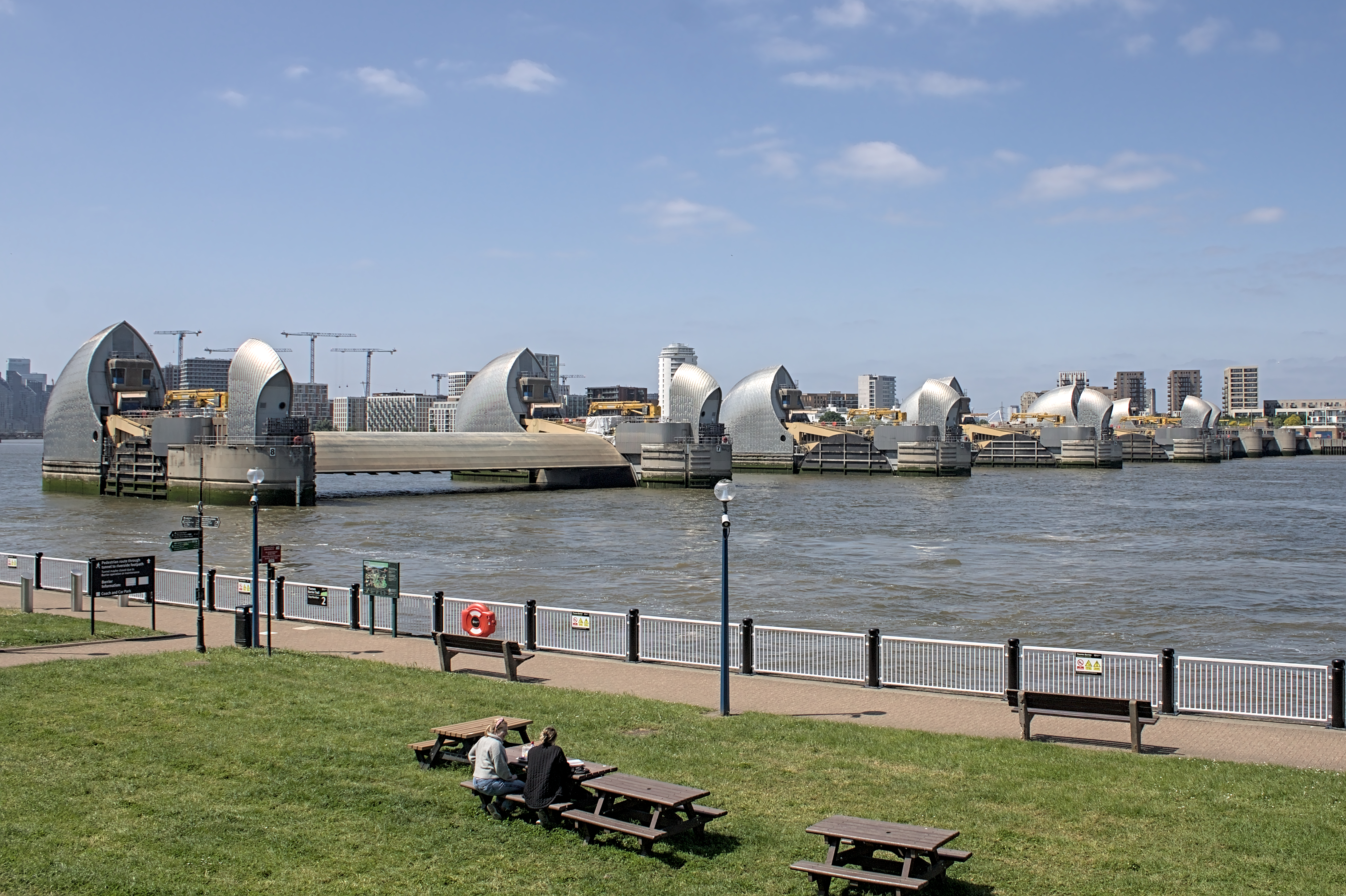
Die Thames Barrier

Die Thames Barrier auf der Themse im Stadtteil Woolwich ist das größte bewegliche Flutschutzwehr der Welt. Die Planungen für das Bauwerk begannen nach einer schweren Sturmflut im Jahre 1953, bei der 307 Menschen ums Leben kamen. 1974 wurde mit dem Bau begonnen. Die Einweihung erfolgte am 8. Mai 1984 durch Königin Elisabeth II.
Das Sperrwerk besteht aus zehn schwenkbaren Toren. Um den Schiffsverkehr nicht zu behindern, sind sie im offenen Zustand auf den Boden der Themse abgesenkt. Schiffe mit bis zu 16 Metern Tiefgang können dann problemlos das Sperrwerk passieren. Die vier mittleren Tore, durch die der Schiffsverkehr läuft, sind je 60 Meter breit, 10,5 Meter hoch und wiegen je 1500 Tonnen. Das gesamte Bauwerk hat eine Länge von 523 Metern. Droht eine Sturmflut, können die Tore innerhalb von 15 Minuten geschlossen werden.
Millennium Bridge
Die Millennium Bridge bietet seit dem 10. Juni 2000 eine direkte Verbindung zwischen der St Paul’s Cathedral und der Tate Gallery of Modern Art.

#### Sakrale Bauwerke
St Paul’s Cathedral

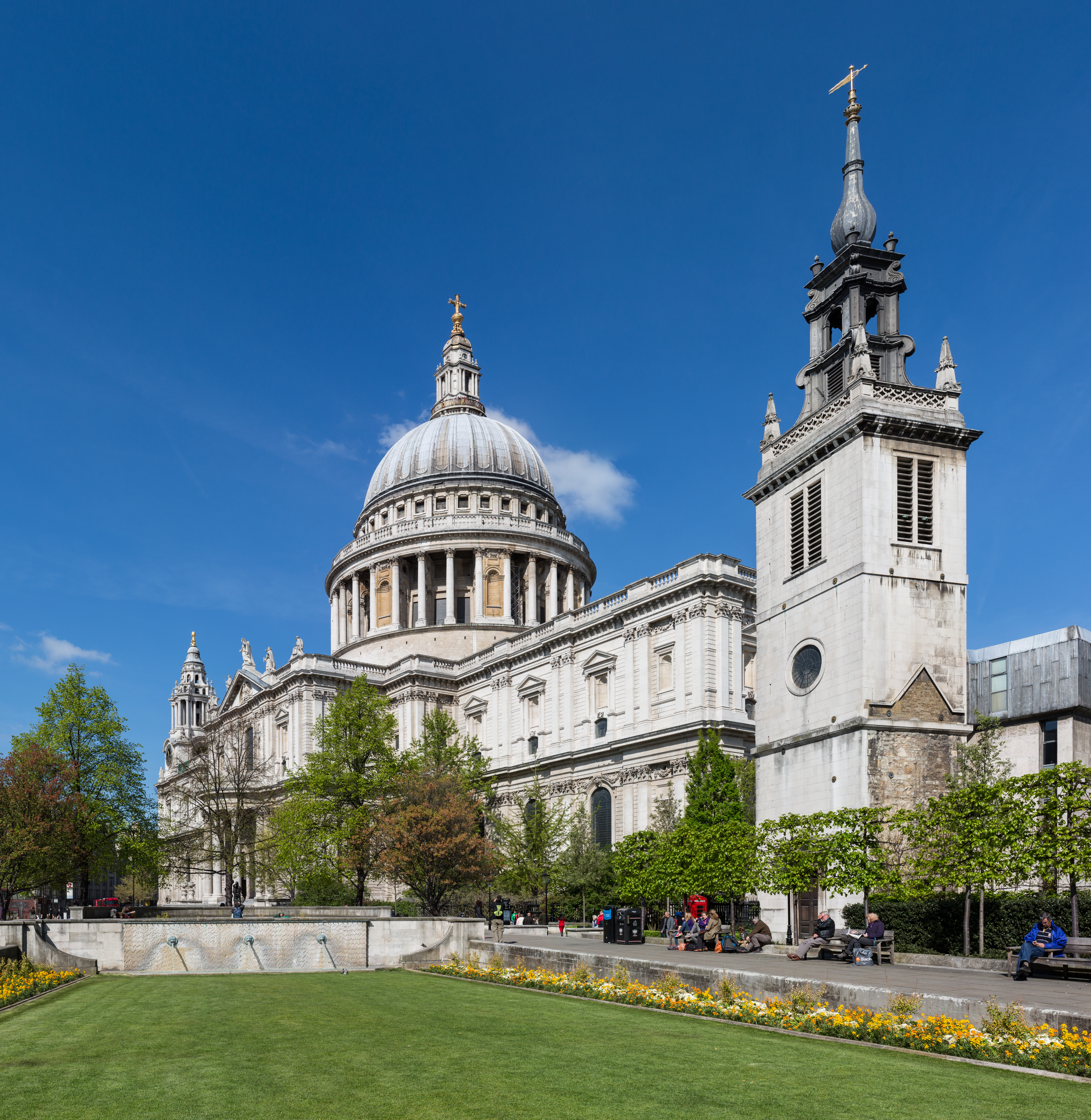
Die St Paul’s Cathedral

In der City of London, etwa 300 Meter nördlich der Themse, steht die von Christopher Wren entworfene St Paul’s Cathedral, die Hauptkirche der Anglikanischen Kirche in London.
Die Schnitzarbeiten des Chorgestühls stammen von Grinling Gibbons, die schmiedeeisernen Chorschranken von Jean Tijou. Erst 1890 wurden die Glasmosaiken an der Decke über dem Chor von William Richmond fertiggestellt. Der Hochaltar, nach Plänen Wrens gebaut, ist das Werk von Dykes Bower und Godfrey Allan, die ihn 1958 vollendeten.
Die Kathedrale hat eine kreuzförmige Grundfläche, die in Ost-West-Richtung ausgerichtet ist. In der Mitte dieses Kreuzes befindet sich eine Kuppel, auf der sich eine 750 Tonnen schwere Laterne befindet, die in 111 Meter Höhe endet. Um diese gewaltige Last abzuleiten, befindet sich zwischen der äußeren und der inneren Kuppel ein konischer Steinaufbau, der auf den massigen Vierungspfeilern ruht.
An der Kuppelbasis in etwa 30 Meter Höhe befindet sich in der Kirche ein ringförmiger Umgang mit einem Durchmesser von 34 Meter, die sogenannte Whispering Gallery, die Flüstergalerie. Der Schall wird hier durch die gebogenen Wände immer wieder zurück in das Innere des Rings reflektiert, sodass ein geflüstertes Wort auf die andere Seite der Kuppel getragen werden kann. Sie ist 365 Fuß hoch, einen Fuß für jeden Tag im Jahr.
Steigt man bis zur Spitze hinauf, so gelangt man auf die Golden Gallery, mit der Möglichkeit einer Aussicht über London. Unter der Kirche befindet sich eine weitläufige Krypta, in der zahlreiche bedeutende Persönlichkeiten der britischen Geschichte beigesetzt sind.
St Margaret’s Church

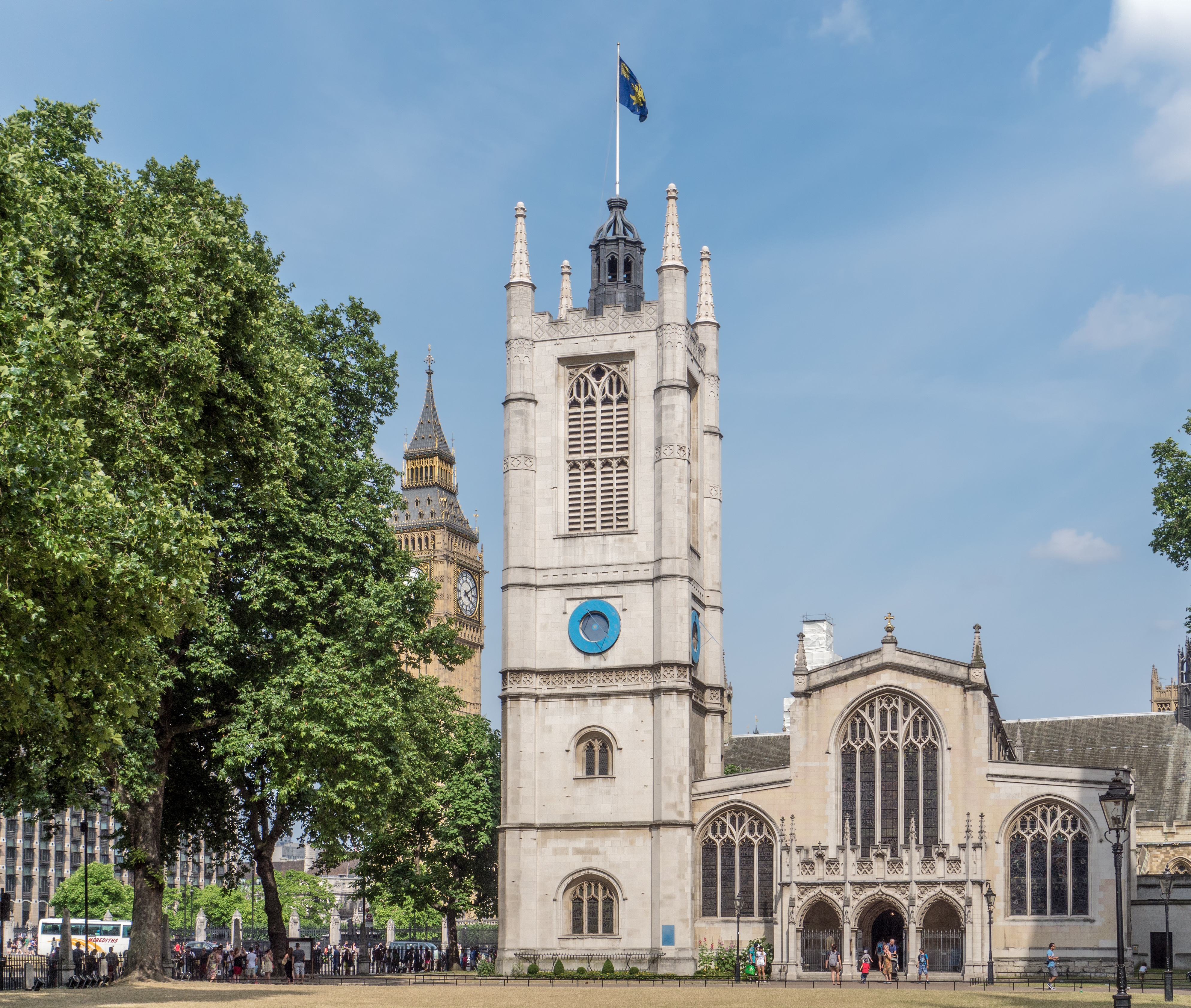
Die St Margaret’s Church

Die St Margaret’s Church ist eine anglikanische Kirche. Sie befindet sich im Stadtteil City of Westminster am Parliament Square, unmittelbar neben der Westminster Abbey und gegenüber dem Palace of Westminster. Es ist die Pfarreikirche des britischen Parlaments.
Sehenswert ist das östliche Fenster mit flämischer Glasmalerei aus dem Jahr 1509, angefertigt in Erinnerung an die Verlobung von Arthur Tudor, dem älteren Bruder von Heinrich VIII., mit Katharina von Aragon. Andere Glasfenster erinnern an William Caxton, den ersten englischen Buchdrucker, Sir Walter Raleigh, der hier 1618 begraben wurde, und an den Poeten John Milton, ein Mitglied der Kirchgemeinde.
Zu den Personen, die in der Kirche ihre letzte Ruhestätte fanden, gehört der böhmische Kupferstecher Wenzel Hollar. Zahlreiche Berühmtheiten wurden in St Margaret’s getraut, darunter Samuel Pepys und seine Frau sowie Winston Churchill und Clementine Hozier. Die Kirche wurde 1987 von der UNESCO zum Weltkulturerbe erklärt.
Westminster Abbey

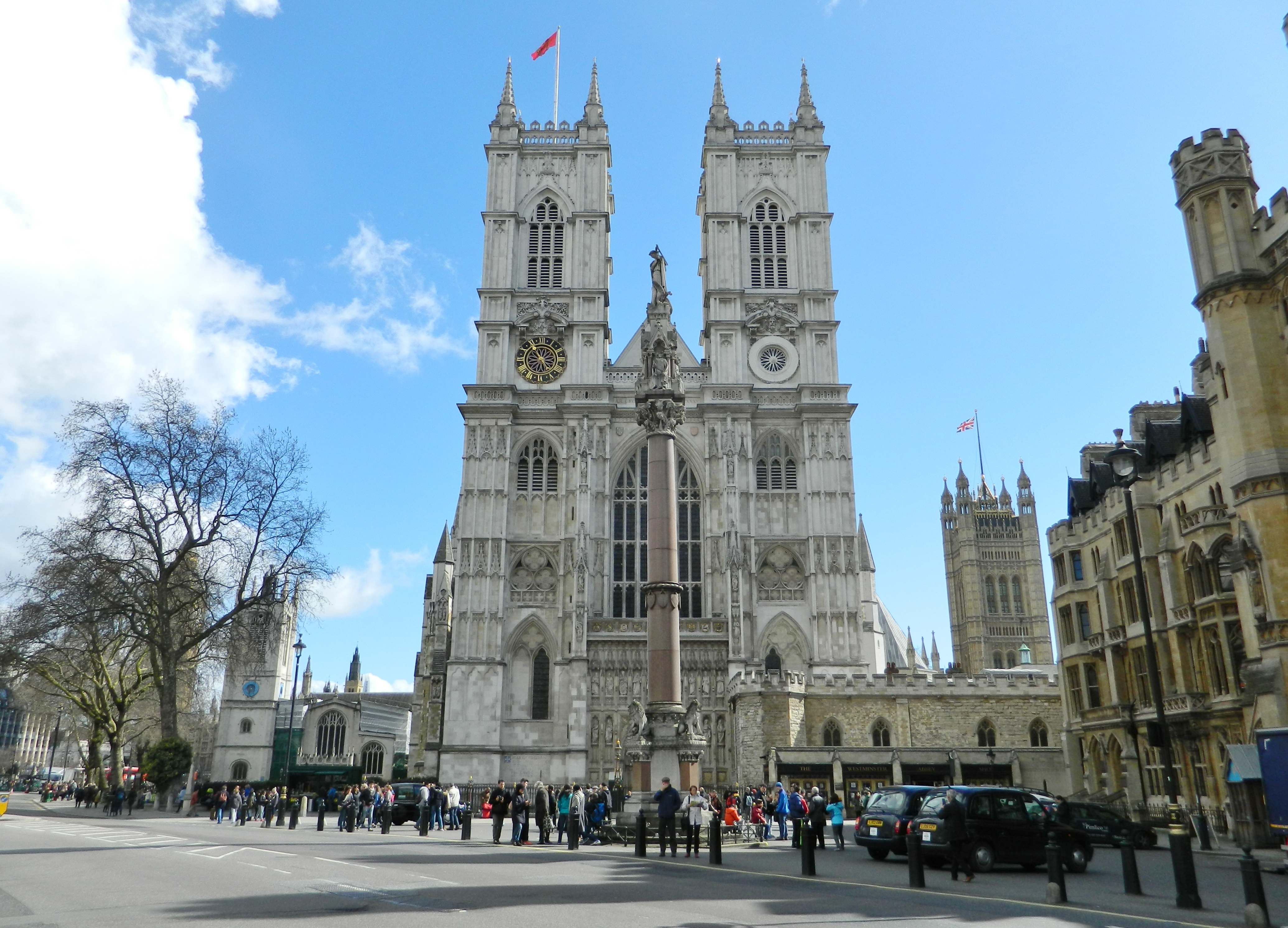
Haupteingang der Westminster Abbey, im Hintergrund rechts der Victoria Tower

Westminster Abbey ist eine Kirche im Stadtteil City of Westminster. Traditionell werden hier die Könige von England gekrönt und beigesetzt. Die Stiftskirche des Kollegiatstifts St. Peter, Westminster gehört zur Kirche von England, ist aber aufgrund ihrer Funktion keiner Diözese zugehörig, sondern Eigenkirche (royal peculia) der britischen Monarchie.
Der Haupteingang befindet sich an der Westseite. Das Portal wird von Darstellungen der vier christlichen Tugenden Wahrheit, Gerechtigkeit, Barmherzigkeit, Friede sowie von Märtyrern des 20. Jahrhunderts gerahmt. Im Mittelschiff liegt das Grab des Unbekannten Soldaten. In Erde von den belgischen Schlachtfeldern ruht dort ein unbekannter Soldat des Ersten Weltkriegs „inmitten der Könige, weil er seinem Gott und Vaterland gut diente“, wie eine Inschrift auf schwarzem Marmor verkündet. Der Gefallenen beider Weltkriege wird auch in der St.-Georgs-Kapelle gedacht.
Im linken (nördlichen) Querschiff sind zahlreiche berühmte britische Staatsmänner bestattet, unter anderem William Pitt, Palmerston, Benjamin Disraeli und William Gladstone. Vom nördlichen Teil des Querschiffs betritt man die hinter dem Hochaltar gelegene „Kapelle Eduards des Bekenners“. In der Mitte befindet sich der Sarg des 1066 gestorbenen Königs. Dahinter steht der Krönungsstuhl, in dem sich bis 1996 der Stein von Scone befand.

Auf diesem Stein wurden jahrhundertelang die schottischen Könige gekrönt, bis ihn Eduard I. im Jahr 1297 den Schotten abnahm. Zu Weihnachten 1950 wurde der Stein gestohlen und erst nach langem Suchen wiedergefunden. 1996 wurde er offiziell an Schottland zurückgegeben und befindet sich seitdem im Schloss von Edinburgh. Der Stein gilt als ein Symbol für die Einheit der Königreiche England und Schottland.

In dieser Kapelle befinden sich außerdem die Särge von Heinrich III., Eduard I., Eduard III., Richard II. und Heinrich V. Die UNESCO erklärte die Kirche 1987 zum Weltkulturerbe.
Westminster Cathedral

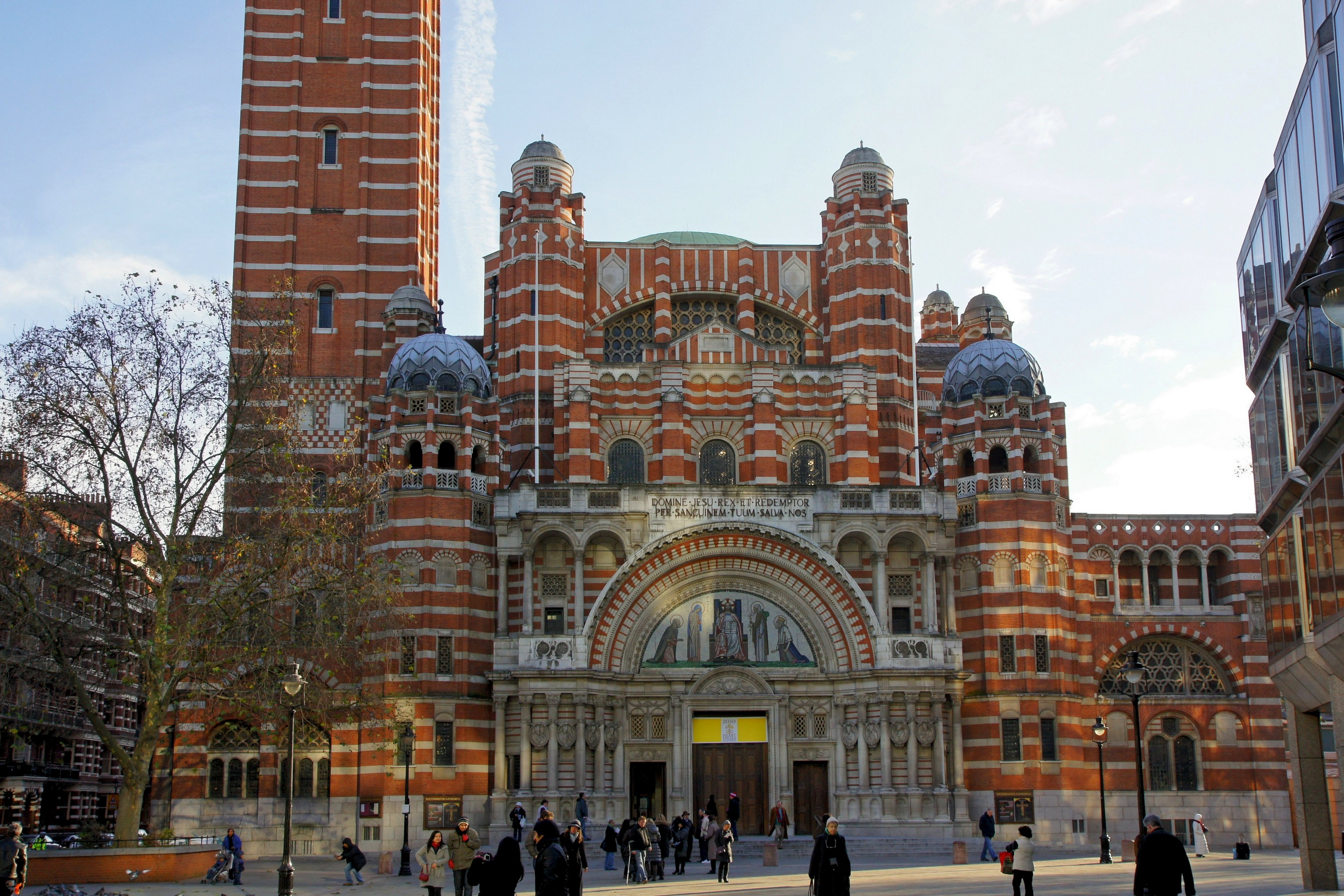
Die Westminster Cathedral

Die Westminster Cathedral ist die katholische Hauptkirche von Wales und England. Sie befindet sich in der City of Westminster. Erzbischof Nicholas Wiseman (1802–1865) begann mit den Spendensammlungen für die neue Kathedrale. Er war der erste römisch-katholische Kardinal und Erzbischof in England nach der Reformation. Doch erst im Jahr 1895 konnte mit dem Bau begonnen werden. Eröffnet wurde die Kathedrale im Jahr 1903.
Man entschied sich beim Bau für den byzantinischen Stil. Von außen besticht das Gebäude durch die aufwendig gestaltete Backsteinfassade, die hohe Kuppel und nicht zuletzt durch den für diese Breiten völlig untypischen freistehenden Glockenturm. Im Inneren überrascht sie durch die Raumwirkung und vor allem durch die Mosaiken an Decken und Wänden, die ständig vervollständigt werden. In der Holy Souls Chapel im Seitenschiff wurden mehr als 100 verschiedene Marmorsorten verarbeitet.
Neasden Temple
Der Neasden Temple (Shri Swaminarayan Mandir) im Stadtbezirk Brent ist nach dem Tempel in Tividale (West Midlands) der größte Hindu-Tempel außerhalb Indiens. Errichtet wurde er in den 1990er-Jahren von einer hinduistischen Sekte, der Swaminarayan-Mission aus Ahmedabad (Indien). Die Kuppeln und Türmchen bestehen aus Carrara-Marmor und bulgarischem Kalkstein; innen sind die Altäre mit Blumenschmuck hinduistischer Götter (Murtis) ausgestattet. Jeder der 26.300 bearbeiteten Steine besitzt ein anderes Motiv.
Innerhalb von drei Jahren wurde das Bauwerk zusammengefügt und am 20. August 1995 eröffnet. In der Konstruktion ist auf Eisenträger verzichtet worden, da Stahl nach hinduistischem Verständnis Magnetwellen abstrahle, die die Meditationsruhe stören. Der Tempel beherbergt die ständige Ausstellung „Understanding Hinduism“ (Begreifen des Hinduismus) und ein Kulturzentrum.
Aziziye-Moschee
Die Aziziye-Moschee im Stadtteil Stoke Newington wird hauptsächlich von der türkischen Gemeinde in Anspruch genommen.

### Parks

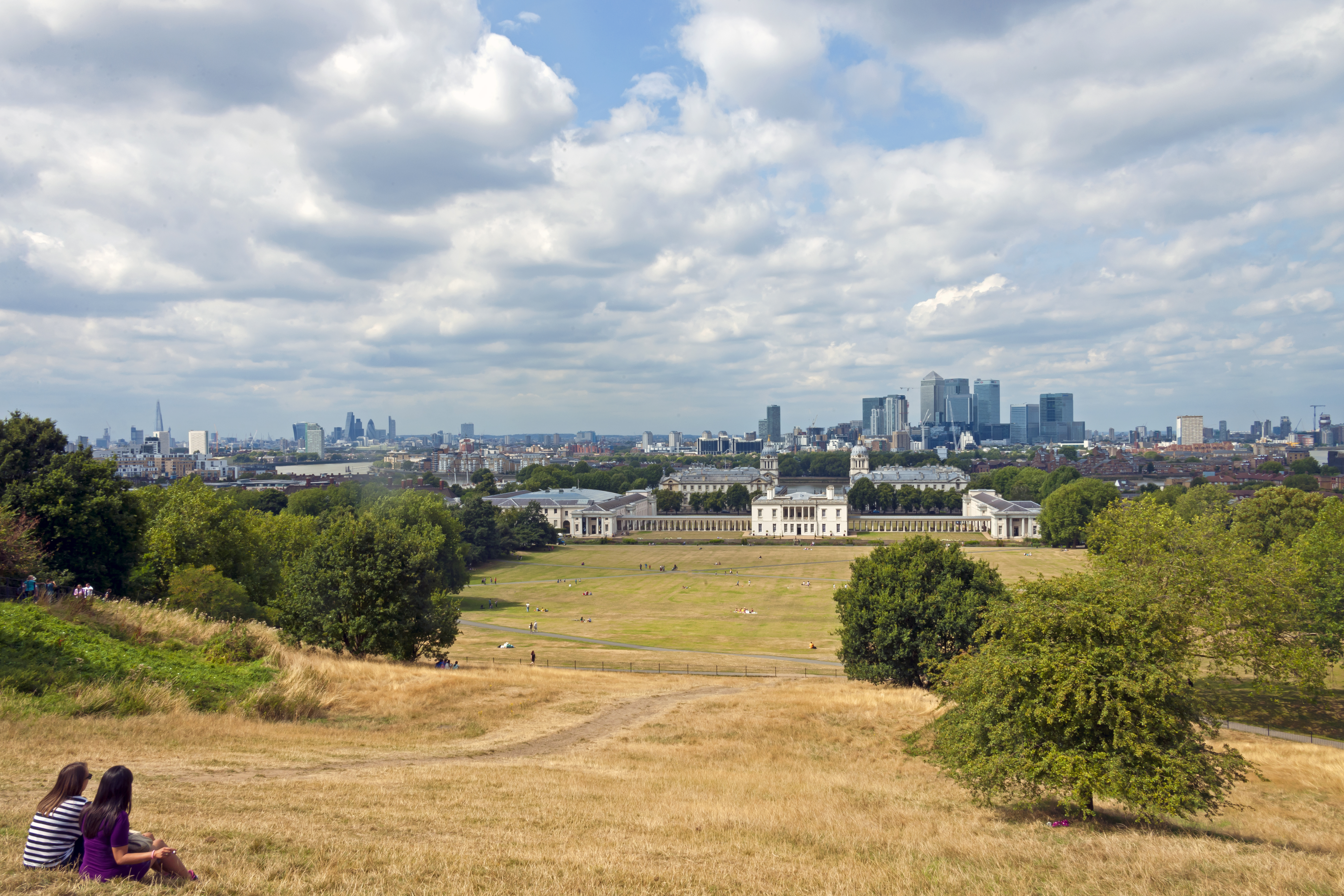
Der Greenwich Park, im Hintergrund Canary Wharf

London besitzt eine große Anzahl von luxuriösen Grünanlagen. Die Royal Parks waren einst den englischen beziehungsweise britischen Monarchen vorbehalten und wurden zu Beginn des 19. Jahrhunderts in öffentlich zugängliche Parkanlagen umgewandelt. Über 200 Parkanlagen breiten sich auf rund 220 Quadratkilometern aus.
Greenwich Park ist einer dieser königlichen Parks in London. Er liegt im Stadtbezirk Greenwich im Südosten von London. Im Jahr 1997 wurden der Greenwich Park und die dazugehörigen Gebäude von der UNESCO zum Weltkulturerbe der Menschheit erklärt. Am Nordrand des 73 Hektar großen Geländes befinden sich das National Maritime Museum und das Queen’s House, ein ehemaliger königlicher Palast. Auf einem Hügel in der Mitte des Parks befindet sich das Royal Greenwich Observatory. Der kleine Platz vor dem Observatorium wird durch eine Statue von General James Wolfe geschmückt.
Der Hyde Park mit der Marble Arch und dem Speakers’ Corner, der an die Kensington Gardens angrenzt, ist lange Zeit als die „Lunge Londons“ bezeichnet worden. Von eleganten Wohngebäuden umgeben, die für den Prinzregenten entworfen wurden, ist der Regent’s Park im Norden des West Ends. Dieser Park beinhaltet auch den zoologischen Garten (London Zoo). Mitten im Stadtzentrum befinden sich der Green Park und der St. James’s Park.

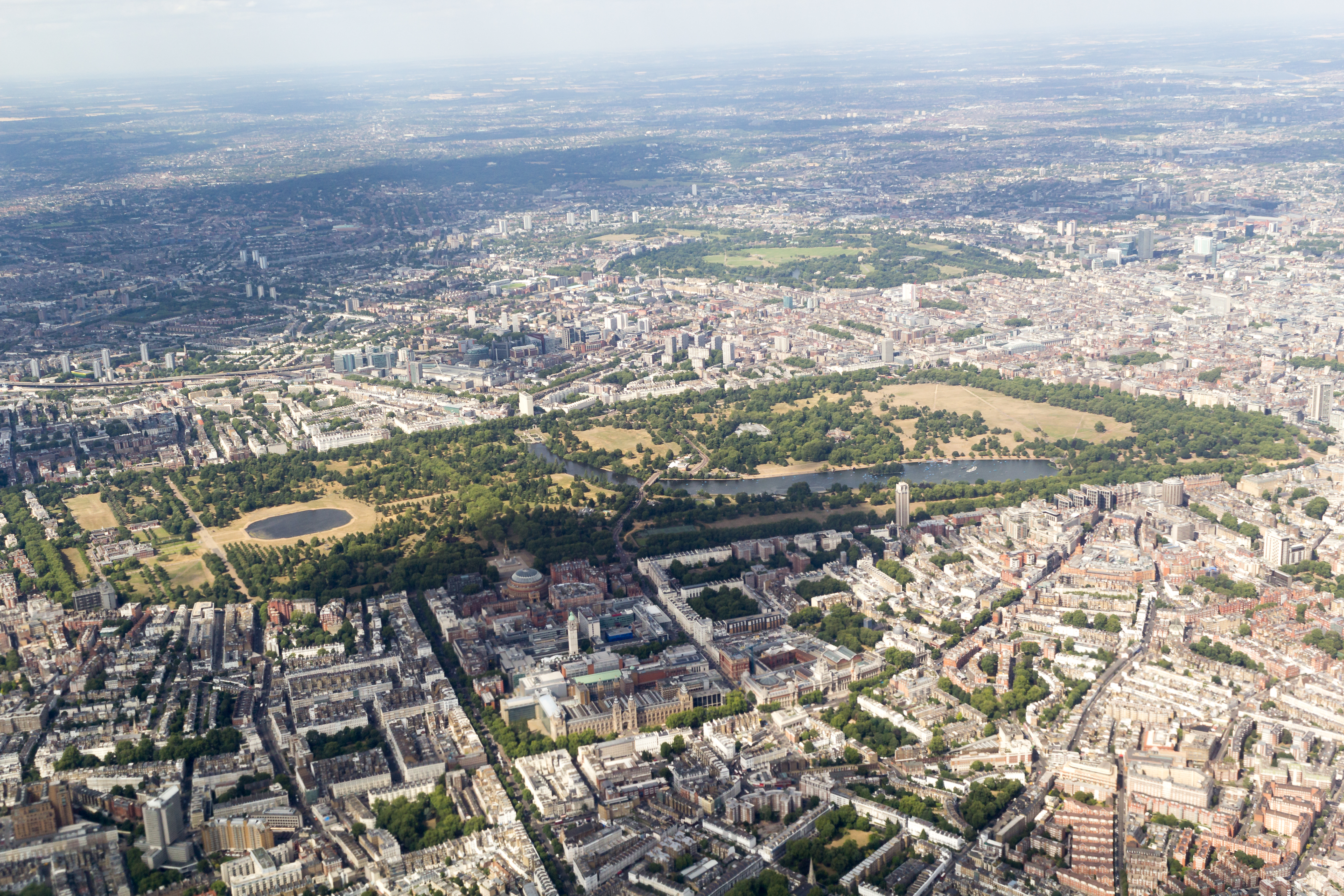
Luftansicht vom Hyde Park

Die Royal Botanic Gardens (Kew Gardens) sind eine ausgedehnte Parkanlage mit bedeutenden Gewächshäusern. Sie sind zwischen Richmond upon Thames und Kew im Südwesten Londons gelegen und zählen zu den ältesten botanischen Gärten der Welt. Es sind dort Pflanzen und Gewächse zu sehen, die nirgendwo sonst in Europa oder gar auf der nördlichen Halbkugel anzutreffen sind. Neben den weltbekannten viktorianischen Gewächshäusern finden sich in Kew Gardens auch großflächige Parkanlagen mit sehr alten Rhododendrongewächsen. Am 3. Juli 2003 wurden die Royal Botanic Gardens von der UNESCO in die Liste des Weltkulturerbes aufgenommen.
Richmond Park ist mit einer Fläche von zehn Quadratkilometern der größte der königlichen Parks. Er liegt in den Stadtbezirken Richmond upon Thames und Kingston upon Thames im Südwesten von London. Ursprünglich war Richmond Park das Hirschjagdgebiet von König Edward I., heute ist er der größte ummauerte Park Europas in einem städtischen Gebiet. Hauptattraktionen sind eine Herde mit 650 Wapitis und Damhirschen, die freien Auslauf haben, sowie die Isabella Plantation, ein Gebiet mit zahlreichen seltenen Pflanzenarten.
Im Januar 2001 ist der Thames Barrier Park fertiggestellt worden; die Anlage entstand bei den Stauwerken der Themse (Thames Barrier) auf alten Dockanlagen. In den äußeren Stadtbezirken von London befinden sich noch einige weitere ausgedehnte Grünflächen, wie Bushy Park und Hampstead Heath.

### Sport
Londoner Fußballvereine gewannen 21-mal die Landesmeisterschaft und insgesamt 41-mal den FA Cup, den landesweiten Pokalwettbewerb; beide Male ist der FC Arsenal mit 13 Landesmeistertiteln bzw. 14 Pokalsiegen erfolgreichster Londoner Klub, gefolgt vom FC Chelsea mit 6 Meistertiteln und 8 Pokalsiegen. Beide Vereine gewannen zudem mehrfach im Europapokal. In London gibt es derzeit (Stand 2024/25) mindestens 17 professionelle Fußballclubs; die meisten sind nach dem Stadtteil benannt, in dem sie ihre Heimspiele austragen. In der Premier League sind in der Saison 2024/25 neben Arsenal und Chelsea der FC Brentford, Crystal Palace, Fulham, Tottenham Hotspur und West Ham United vertreten. In der Football League Championship, der zweithöchsten Spielklasse, spielen Millwall und die Queens Park Rangers. Dazu gibt es noch die Football-League-Klubs Charlton Athletic, AFC Wimbledon, Leyton Orient und FC Bromley sowie in der fünftklassigen National League den FC Barnet, Sutton United, Dagenham & Redbridge und den FC Wealdstone.
In London gibt es sechs professionelle Rugby-Union-Vereine, davon spielen fünf in der höchsten Liga, der English Premiership: Wasps, Saracens, Harlequins, London Irish und die 2014 aufgestiegenen London Welsh. In London befindet sich mit dem Twickenham Stadium das größte reine Rugbystadion weltweit. Hier bestreitet die englische Rugby-Union-Nationalmannschaft traditionell ihre Heimspiele, so beim jährlichen Six Nations. Das Stadion war auch Austragungsort des Finales bei der Weltmeisterschaft zwischen Australien und Neuseeland, das die „All Blacks“ mit 34:17 gewannen. Nahe Twickenham befindet sich The Stoop, Austragungsort des Finales der Frauen-Weltmeisterschaft 2010 zwischen England und Neuseeland, das die „Black Ferns“ mit 13:10 gewannen. Die London Scottish spielen in der 2. Liga, der Champ Rugby. Der Rugby-League-Verein London Broncos spielt in der Super League.

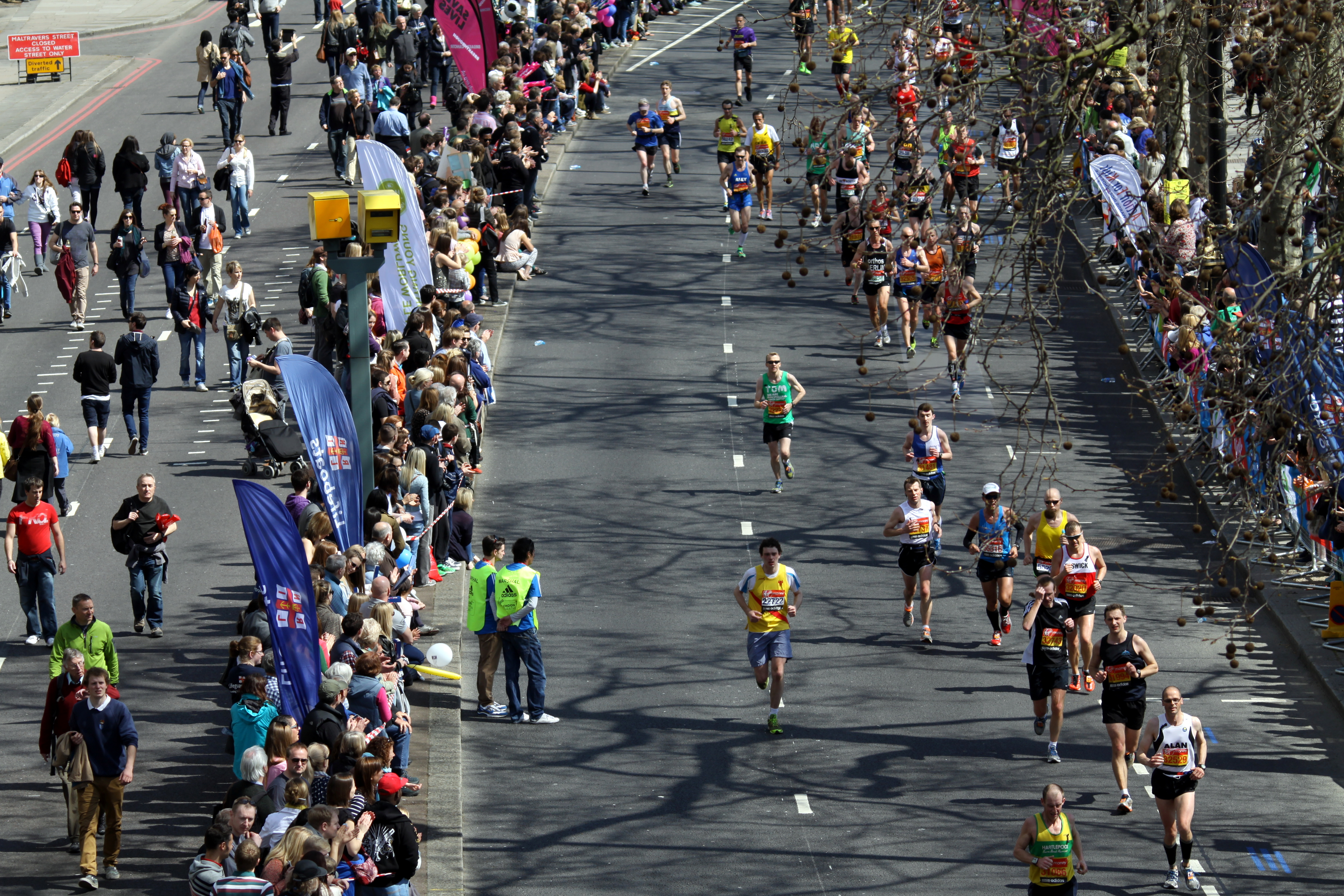
London-Marathon 2013

In Wembley, einem Teil des Stadtbezirks Brent, befand sich das legendäre Wembley-Stadion. Dort fanden die Endspiele der Fußball-Weltmeisterschaft 1966, der Fußball-Europameisterschaft 1996 und der Fußball-Europameisterschaft 2021 statt. Es wurde mit der offiziellen Eröffnung im Jahr 2007 durch einen Neubau ersetzt. Das Stadion ist jährlich Austragungsort des Finales im FA Cup, dem größten rundenbasierten Pokalwettbewerb im englischen Fußball. Die Rugby League veranstaltet seit 1929 ihr Challenge Cup Finale im Stadion. Außer für besondere Ereignisse war Wembley auch für regelmäßige Veranstaltungen Austragungsort, wie zum Beispiel Windhundrennen oder Motorradrennen. Auch die Wrestling-Liga WWF (heute WWE) veranstaltete 1992 den Summerslam-Event im Wembley-Stadion.
Eine Attraktion ist das Boat Race zwischen den beiden renommiertesten englischen Universitäten, Oxford und Cambridge. Das berühmte Ruderrennen ihrer beiden Achter findet jährlich im März oder April auf der Themse statt.

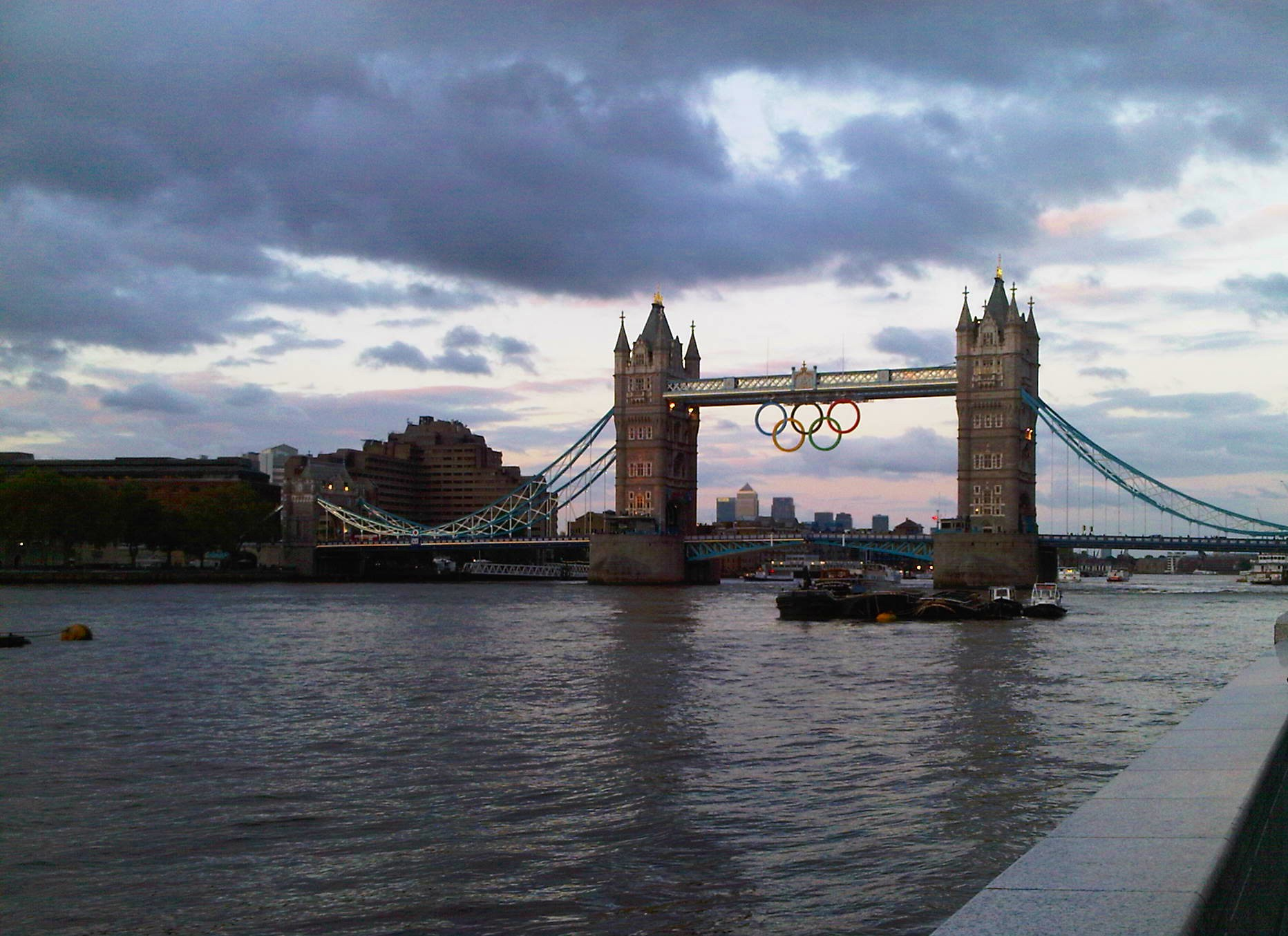
Tower Bridge mit olympischen Ringen (2012)

Sehr beliebt in London ist Cricket. Der Middlesex County Cricket Club spielt in Lord’s, dem berühmtesten Cricketstadion der Welt, welches dem Marylebone Cricket Club gehört. Der Surrey County Cricket Club im Stadion The Oval. Lord’s war bereits Austragungsort von fünf Endspielen bei Cricket World Cups (1975, 1979, 1983, 1999 und 2019), mehr als jedes andere Cricketstadion. Am 14. Juli 2019 gewann England erstmals den Cricket World Cup nach Anzahl der Boundaries, nachdem das eigentliche Spiel und das nötige Super Over gegen Neuseeland unentschieden endeten.
In Wimbledon findet jeweils im Juni das wichtigste der Grand-Slam-Tennisturniere statt. Im April wird jeweils der London-Marathon durchgeführt, einer der beliebtesten Marathonläufe der Welt überhaupt.
Der Start der Tour de France 2007 fand im Juli in London statt.
Mit der Vergabe der Olympischen Spiele 2012 an die britische Hauptstadt war London die erste Stadt, welche zum dritten Mal – nach 1908 und 1948 – die Spiele ausrichtete. Ebenso war London zweimal Gastgeber der Commonwealth Games: 1911 (inoffiziell als Inter-Empire Championships) und 1934 (British Empire Games).

### Regelmäßige Veranstaltungen

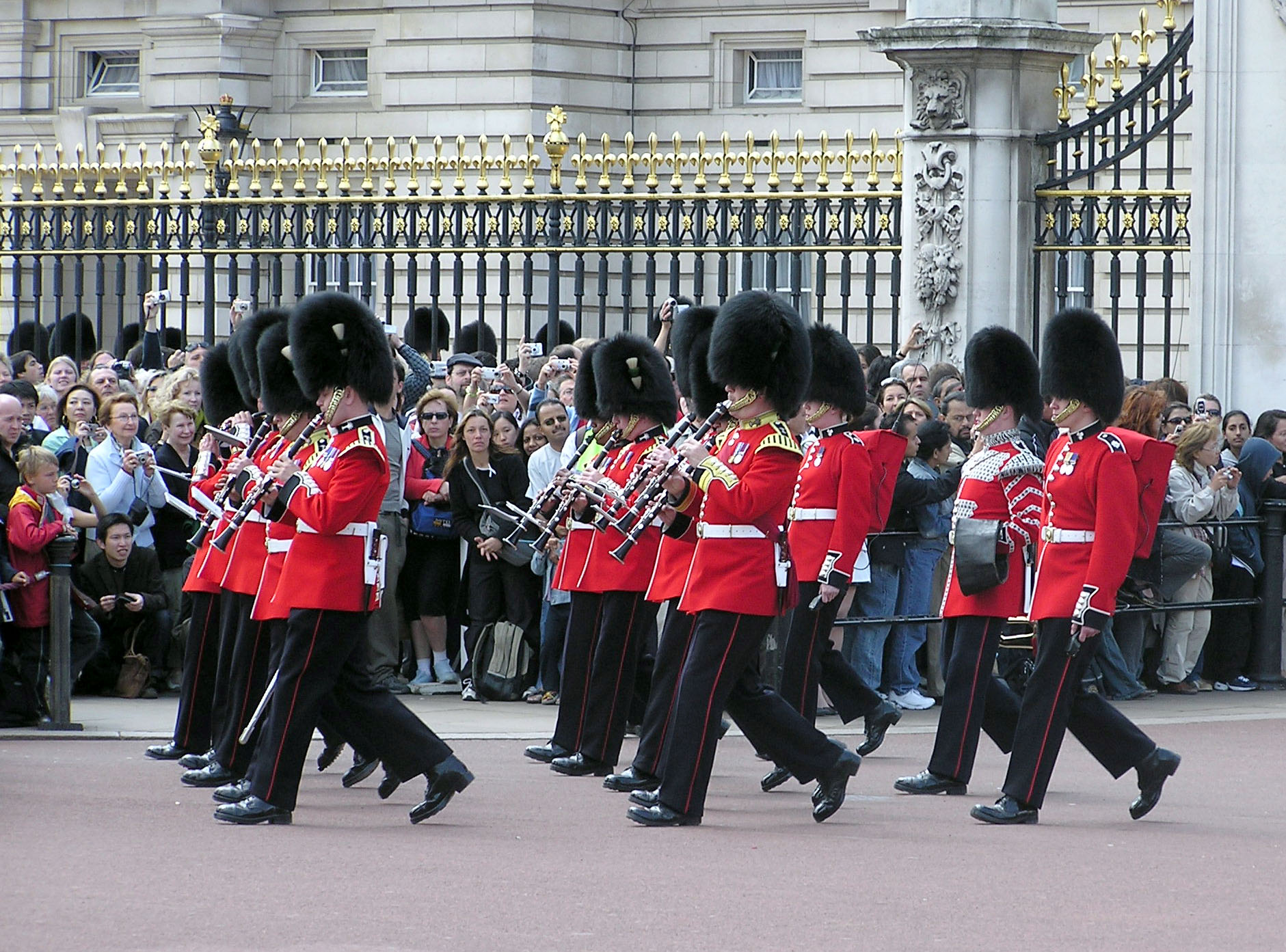
Wachablösung am Buckingham Palace

Am 1. Januar findet die Neujahrsparade vom Parliament Square bis zum Berkeley Square statt. Das chinesische Neujahrsfest in Chinatown im Stadtteil Soho findet am zweiten Neumond nach der Wintersonnenwende, also zwischen dem 21. Januar und 21. Februar statt. Da der chinesische Kalender im Gegensatz zum gregorianischen Kalender astronomisch definiert ist, fällt das chinesische Neujahr jedes Jahr auf einen anderen Tag.

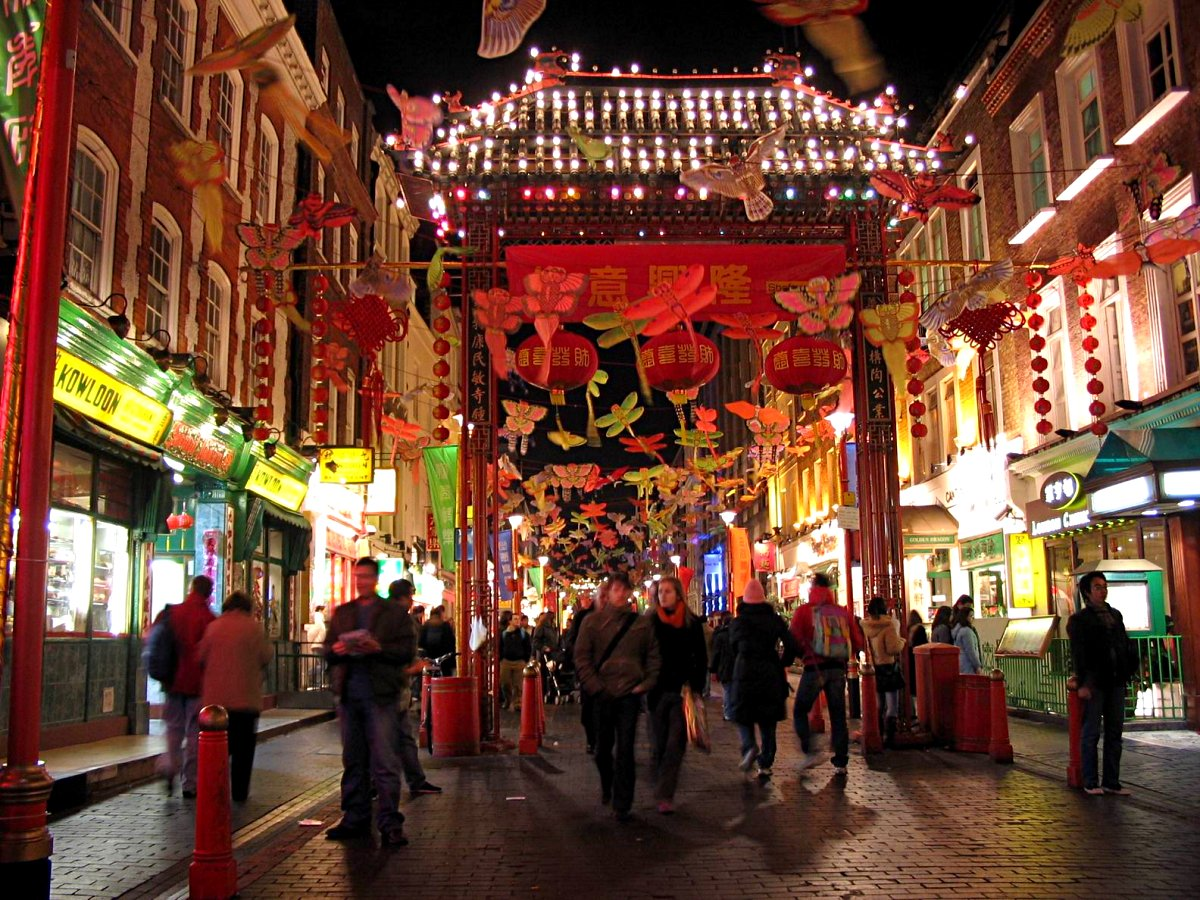
Londons Chinatown, festlich dekoriert für das chinesische Neujahrsfest

Mit einer Kranzniederlegung vor dem Banqueting House und einer Prozession ab St James’s Palace wird Ende Januar an die Hinrichtung König Karls I. am 30. Januar 1649 erinnert (Commemoration of King Charles I.).
Die Wachablösung (Changing of the Guard) der Queen’s Guard am Buckingham Palace gehört zu den ältesten und bekanntesten Zeremonien und findet an fast allen Tagen des Jahres statt. Die Ablösung wird durch Militärkapellen begleitet, die traditionelle Märsche, Stücke beliebter Theatershows des West Ends und bekannte Popsongs spielen.
Bei der angeblich 700 Jahre alten Schlüsselzeremonie (Ceremony of the Keys) werden die Haupttore des Tower of London jeden Abend vom Hauptwärter des Towers (Chief Yeoman Warder), eskortiert von Gardisten, verschlossen.
Salutschüsse werden am 6. Februar (Tag der Thronbesteigung), am 21. April (Geburtstag der Königin), am 2. Juni (Tag der Krönung) und am 10. Juni (Geburtstag des Duke of Edinburgh) abgefeuert. Fallen die Termine auf einen Sonntag, werden die Salutschüsse am folgenden Tag abgefeuert. Um 12 Uhr werden 41 Schüsse von der King’s Troop der Royal Horse Artillery im Hyde Park abgegeben und um 13 Uhr feuert die Ehrenartilleriekompanie (Honourable Artillery Company) 62 Schüsse beim Tower of London ab. Salutschüsse werden auch bei der Fahnenparade und der Parlamentseröffnung abgegeben.

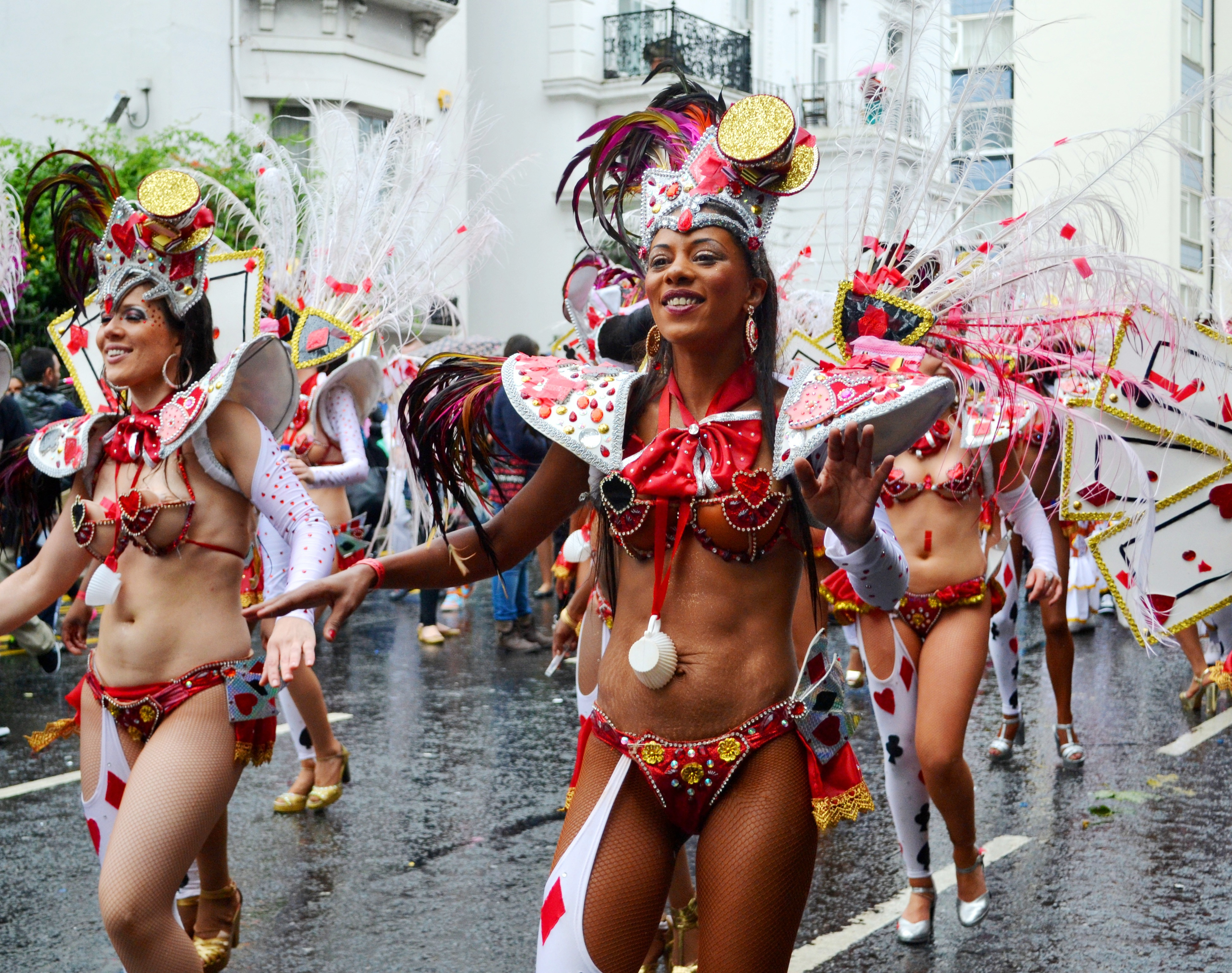
Der Notting Hill Carnival gehört zu den größten Straßenkarnevals Europas

Die Shakespeare’s Birthday Celebrations finden anlässlich von Shakespeares Geburtstag am 23. April jedes Jahr an dem Sonnabend, der diesem Tag am nächsten liegt, im Shakespeare’s Globe Theatre statt. Ein klassisches Musikfestival ist das Hampton Court Palace Music Festival Anfang bis Mitte Juni im Hampton Court Palace. Das City of London Festival wird mit Musik, Theater und Tanz von Ende Juni bis Mitte Juli an verschiedenen Orten veranstaltet. Promenadenkonzerte (The BBC Proms) gibt es von Juli bis September in der Royal Albert Hall.
Der Notting Hill Carnival, Europas größter Straßenkarneval mit karibischem Flair, findet Ende August in Notting Hill statt. Im September gibt es beim Thames Festival Kunst, Sport und zahlreiche Veranstaltungen auf dem Fluss zwischen der Waterloo- und der Blackfriars-Brücke. Jährlich am ersten Sonntag im Oktober findet in der Kirche St Martin-in-the-Fields der Erntedankgottesdienst (Pearly Harvest Festival Service) der Londoner Markthändler (Cockney Pearly Kings and Queens) statt.
Die Trafalgar Day Parade anlässlich Admiral Horatio Nelsons Sieg in der Seeschlacht von Trafalgar kann man sich am 21. Oktober auf dem Trafalgar Square ansehen. Die Bonfire Night ist ein Feuerwerk zum Gedenken an die Aufdeckung der Schießpulververschwörung (Gunpowder Plot) gegen das englische Parlament und die Verhaftung ihres Anführers Guy Fawkes am 5. November 1605. Sie findet Sonnabendnacht um den 5. November in fast allen Teilen Londons statt.

### Einkaufen

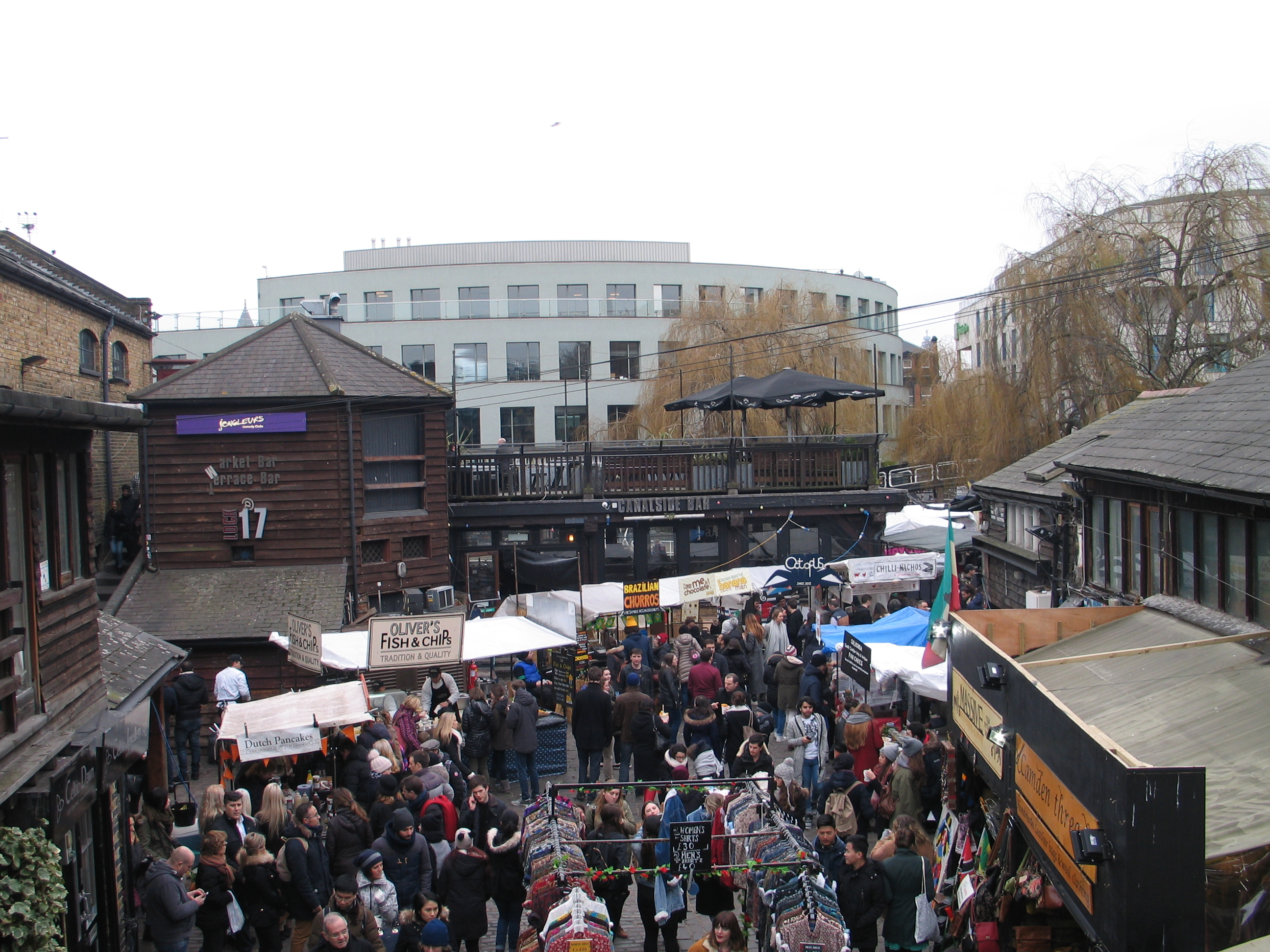
Der Camden Market im Londoner Stadtteil Camden Town

In der britischen Hauptstadt gibt es mehr als 30.000 Geschäfte. Eine Besonderheit der Stadt ist, dass sich in einigen Vierteln bestimmte Branchen konzentrieren. So befinden sich in der King′s Road zahlreiche Modegeschäfte, in der Old und New Bond Street viele Designerläden und Galerien. Saville Row und Jermyn Street sind für seine Maßschneidereien bekannt, Oxford und Regent Street für seine Bekleidungsgeschäfte und großen Kaufhäuser wie beispielsweise Hamleys oder Selfridges. HMV ist der einzig verbliebene CD-/Vinyl-Megastore über drei Etagen an der Oxford Street.
In der Tottenham Court Road konzentrieren sich überwiegend Elektronik- und Computergeschäfte.
Die Charing Cross Road ist bekannt für ihre Buchläden. Waterstones, einer der größten Buchläden der Welt, befindet sich am Piccadilly Circus. Zahlreiche Kleidungs- und Schuhgeschäfte sind in der Neal Street zu finden. Covent Garden beheimatet viele Spezialgeschäfte, Cafés und Stände, an denen Kunsthandwerk verkauft wird.

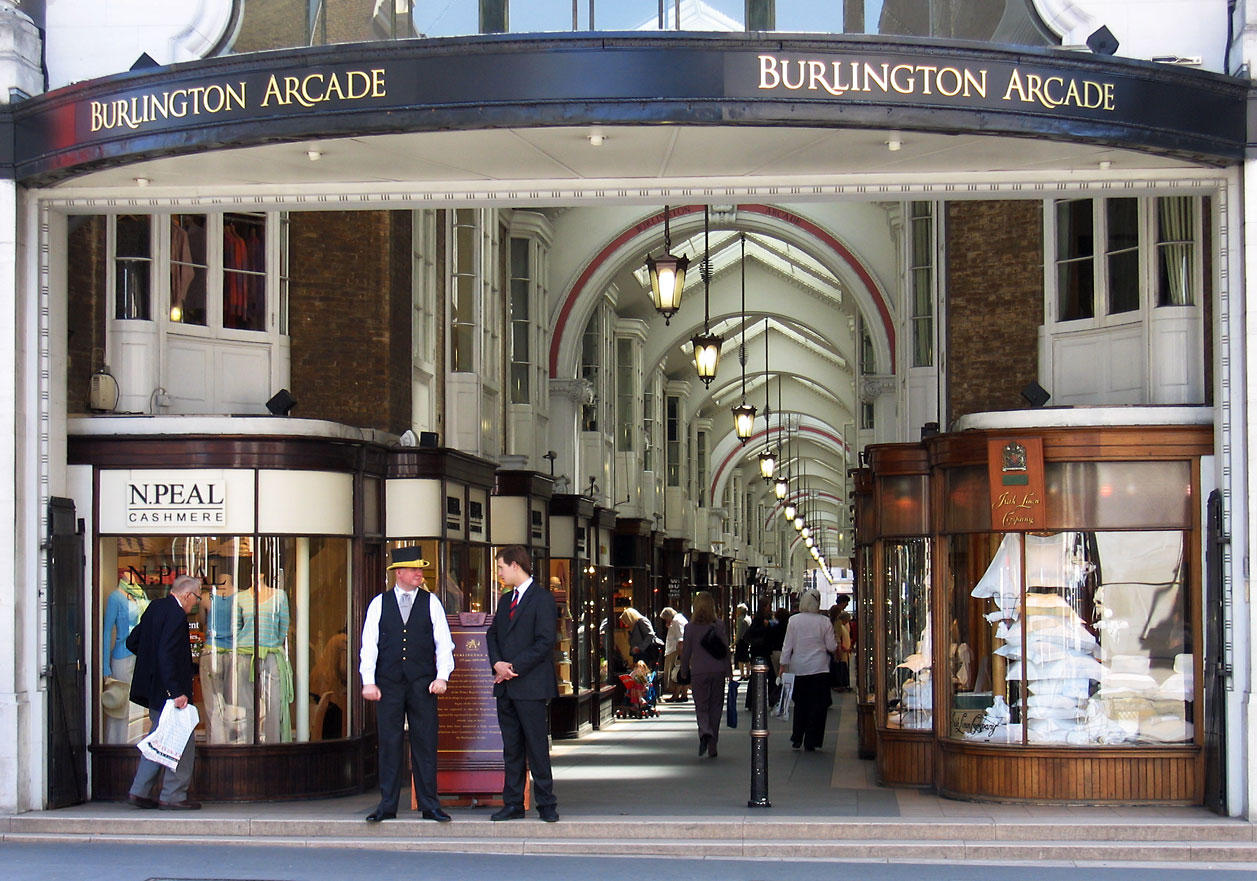
Die Burlington Arcade

Große Einkaufspassagen sind der Leadenhall Market, die Burlington Arcade und die Piccadilly Arcade. Harrods ist eines der bekanntesten Kaufhäuser der Stadt. Das Gebäude befindet sich an der Brompton Road im Stadtbezirk Knightsbridge im Südwesten der Innenstadt. Berühmt ist die im Erdgeschoss liegende Lebensmittelabteilung, mit ihren sogenannten „Food Halls“ und deren unterschiedlichen Ausstattungen im Jugendstil. Sehenswert ist die Beleuchtung der Fassade, die aus rund 100.000 Glühlampen besteht. Am 30. Oktober 2008 eröffnete Europas größtes innerstädtisches Einkaufszentrum Westfield im Stadtteil Shepherd′s Bush. Seit 2011 ist Westfield Stratford direkt am Olympiapark Europas größtes Einkaufszentrum.
Beim Besuch der Märkte Londons kann man die örtliche Kultur kennenlernen. Erwähnenswert sind der Wochenendmarkt in der Chalk Farm Road bei Camden Lock und der Antiquitäten- und Flohmarkt in der Portobello Road. Die Sonntagsmärkte in der Petticoat Lane und Brick Lane im East End bieten fast alles vom Obst und Gemüse bis zu Antiquitäten und Schmuck. Ein Blumenmarkt ist in der Columbia Road zu finden, Märkte für Antiquitäten und Kunsthandwerk befinden sich in Spitalfields und in der Camden Passage in Islington. Der Brixton Market an der Electric Avenue bietet eine große Auswahl an karibischem Essen.

## Wirtschaft

Haushaltseinkommen pro Person in London nach Bezirk (2020)

Laut einer Studie aus dem Jahr 2014 erwirtschafte der Großraum London ein Bruttoinlandsprodukt von 836 Milliarden US-Dollar (KKB). In der Rangliste der leistungsstärksten Metropolregionen weltweit belegte er damit den 5. Platz hinter Tokio, New York City, Los Angeles und Seoul.
In London haben die produzierenden Industriezweige seit vielen Jahren an Bedeutung verloren. Gegenwärtig sind lediglich noch zehn Prozent der Arbeitnehmer in diesem Sektor beschäftigt. Die Druck- und Verlagsindustrie schreibt noch die besten Umsatzzahlen. Sie stellt ein Viertel der genannten Arbeitsplätze und hat einen Anteil von einem Drittel an der gesamten Produktion in London.
Die High-Tech-Industrie, die auf elektronische und pharmazeutische Erzeugnisse spezialisiert ist, arbeitet erfolgreich mit hohen Umsätzen. Viele der Industriebetriebe, die sich überwiegend in den äußeren Stadtbezirken befinden, tendieren dazu, sich völlig aus London zurückzuziehen. Im Sektor der Leichtindustrie sind Bekleidungswerke und Brauereien vertreten.

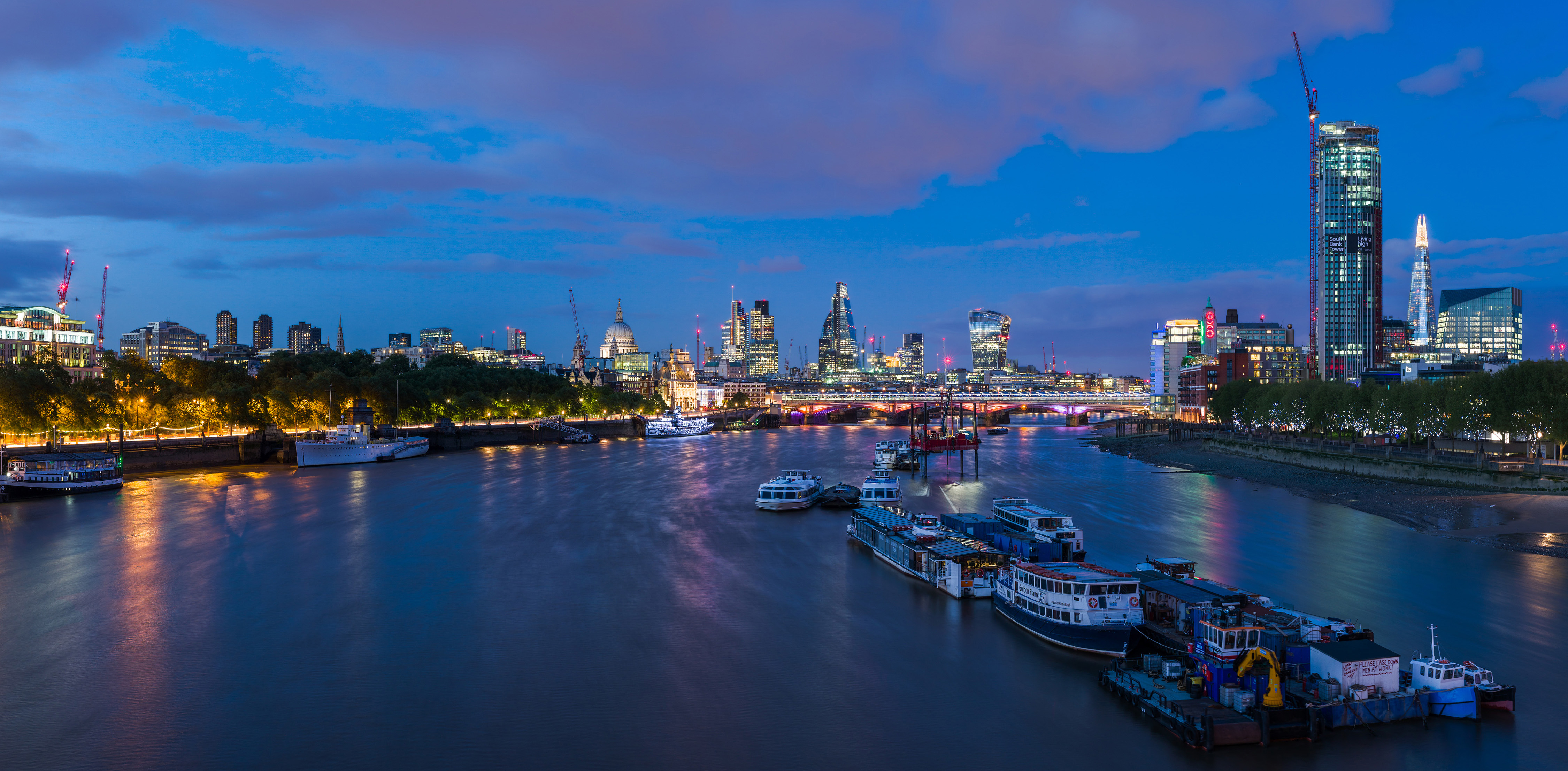
Teil der Skyline von London von der Waterloo Bridge aus gesehen

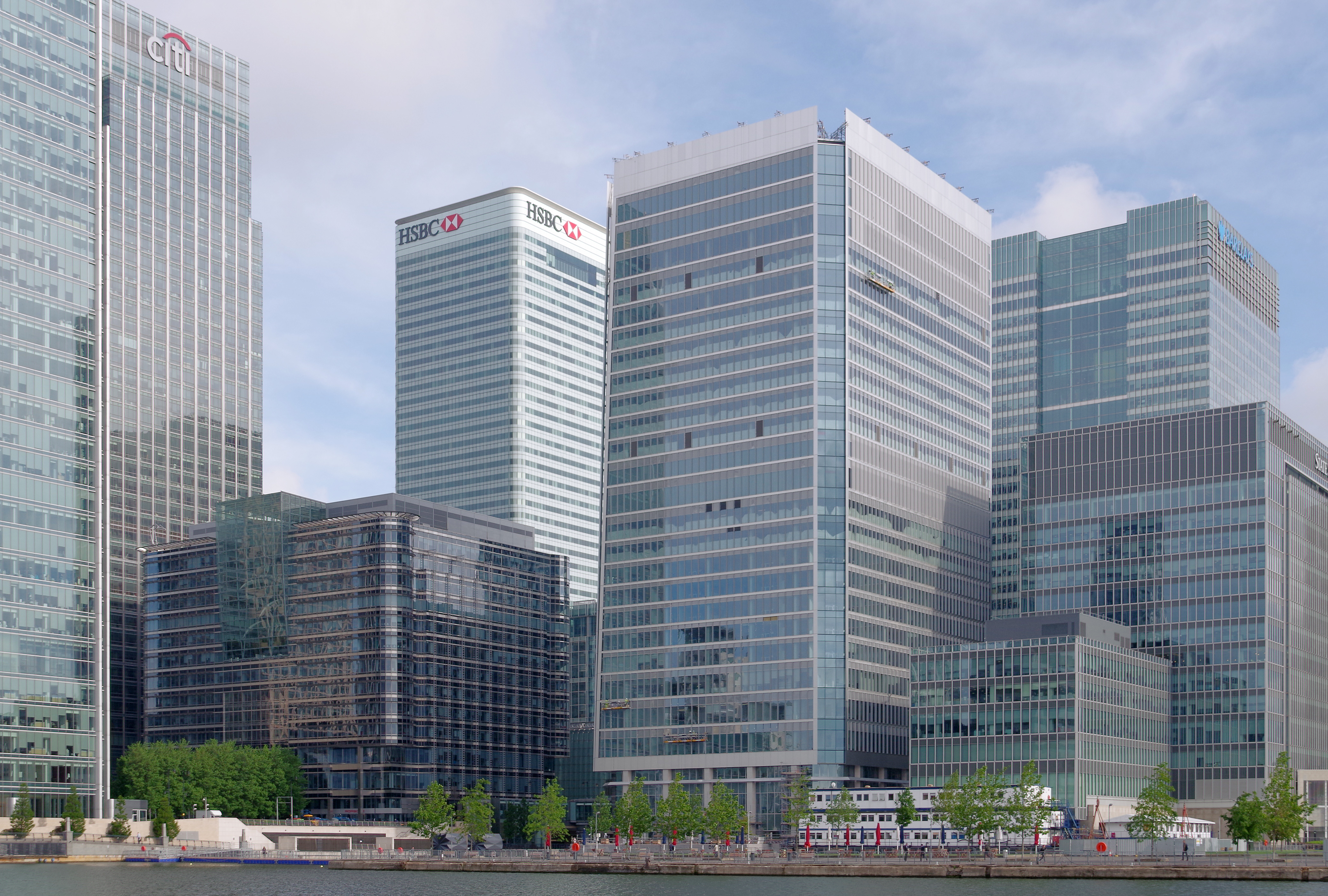
Wolkenkratzer in Canary Wharf

Über den Hafen von London werden heute nur noch zehn Prozent des Binnen- und Außenhandels Großbritanniens abgewickelt. Seit 1971 ist die wirtschaftliche Wachstumsrate der Stadt mit 1,4 Prozent geringer als die des gesamten Landes in einer Höhe von 1,9 Prozent. Trotzdem weist London eine positive Handelsbilanz auf, was überwiegend auf den Dienstleistungssektor – insbesondere die Bereiche Finanzdienstleistungen und Tourismus – zurückzuführen ist. Jährlich besuchen etwa 16 Millionen Touristen die Stadt.
Die Hauptstadt besaß 2004 einen Anteil von 19 Prozent am nationalen Bruttoinlandsprodukt (BIP). Der Anteil der Metropolregion am britischen BIP lag 1999 bei 30 Prozent. Mehr als die Hälfte der 100 größten Konzerne des Landes und über 100 der 500 größten Unternehmen in Europa haben ihren Hauptsitz in London. Die Stadt ist zudem weiterhin der größte der drei globalen Finanzplätze.
Die Internationale Börse des Vereinigten Königreichs und der Republik Irland befindet sich in der City of London. Die Aufhebung der Regulierungen, bekannt unter dem Begriff Big Bang, ermöglichte 1986 den Einstieg in die moderne Welt des elektronischen Finanzwesens. Die Warenbörse London Metal Exchange ist die bedeutendste der Welt, die Wertpapierbörse London Stock Exchange belegt weltweit den dritten Platz hinter der New York Stock Exchange und der Tokioter Börse. Die ICE Futures (früher „International Petroleum Exchange“, IPE) ist Handelsplattform für die in Europa führende Ölsorte Brent. Sie ist die größte Terminbörse für Optionen und Futures auf Erdöl, Erdgas und Elektrizität in Europa.
Der London Bullion Market ist der wichtigste außerbörsliche Handelsplatz für Gold und Silber. Hier wird seit 1919 der Weltmarktpreis für Gold und seit 1897 der Weltmarktpreis für Silber festgestellt. Die Preisbildung für die Edelmetalle Platin und Palladium findet am London Platinum and Palladium Market (LPPM) statt. Der LPPM stellt wie der London Bullion Market die Ausnahme unter den Rohstoffmärkten dar: er ist keine Börse, sondern ein OTC-Markt.
Einige der wichtigsten Banken des Landes, wie beispielsweise die Bank of England, Barclays, die Barings Bank und HSBC, haben ihren Sitz in der Hauptstadt. Mehrere Hundert internationale Banken besitzen Filialen in London. Ein anderer Dienstleistungsbereich sind die Versicherungen, denen die Stadt seit über 300 Jahren ihren Wohlstand verdankt. Lloyd’s of London ist die bekannteste Institution, nicht als Versicherungsgesellschaft im eigentlichen Sinn, sondern als eine Börse für Versicherungsverträge. Es ist eine Gemeinschaft von Versicherern, die fast jede Art von Versicherungen auf dem internationalen Markt übernimmt.
Eine Besonderheit der Londoner Stromversorgung stellte der Einsatz der HGÜ Kingsnorth, der bis heute einzigen innerstädtischen Anlage zur Hochspannungs-Gleichstrom-Übertragung dar. Diese 1975 in Betrieb genommene Anlage muss sich offenbar nicht sehr bewährt haben und wurde inzwischen stillgelegt. Für die Wasserversorgung der Stadt ist das privatisierte Unternehmen Thames Water zuständig. London verfügt über ein rund 150 Jahre altes Wasserleitungsnetz, in welches von jeher nur spärlich investiert wurde. Rund 30 Prozent des Leitungswassers versickern täglich im Londoner Untergrund.

## Medien

### Rundfunk und Fernsehen

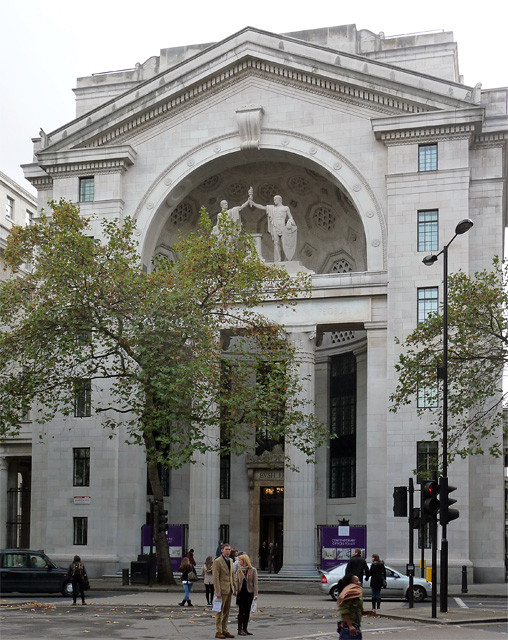
Frontansicht des Bush House

London ist Hauptsitz bedeutender Rundfunk- und Fernsehanstalten wie (BBC, ITV, Channel 4, Five und Sky). Im Bush House zwischen Aldwych und Strand waren bis zum Jahr 2012 der BBC World Service und die Abteilung Neue Medien des BBCi beheimatet.
Die BBC wurde am 18. Oktober 1922 in London als unabhängiger Radiosender gegründet. Die erste Ausstrahlung eines Programms fand am 14. November 1922 aus einem Londoner Studio statt. Die BBC betreibt mehrere Rundfunk- und Fernsehsender.

### Printmedien
Alle wichtigen Tages- und Wochenzeitungen des Landes haben ihren Sitz in London. Die Fleet Street war seit dem 18. Jahrhundert traditionell die Heimat der britischen Presse.
Die Boulevardzeitungen The Sun, Daily Express, Daily Mail (konservativ) und Daily Mirror (Labour nahestehend) und ihre sonntäglich erscheinenden Schwesterzeitungen sind überwiegend die größten Zeitungen der Stadt und erreichen teilweise Auflagen in Millionenhöhe.
Der Daily Telegraph ist eine im Jahr 1855 gegründete konservative Tageszeitung. Die Auflage beträgt 905.000 Exemplare (Stand 2005). Die Zeitung fällt häufig durch eine äußerst EU-kritische Berichterstattung auf. Schwesterzeitung ist das Wochenblatt The Sunday Telegraph. Ein weiterer Titel der Gruppe ist das Magazin The Spectator.
The Times ist eine konservative Tageszeitung mit einer Auflage von 693.000 Exemplaren. Außerhalb Großbritanniens wird sie manchmal als The London Times oder The Times of London bezeichnet, um sie von vielen anderen Zeitungen mit dem Namen Times zu unterscheiden. The Times wurde im Jahr 1785 als The Daily Universal Register gegründet.
The Guardian ist eine 1821 gegründete Tageszeitung mit einer Auflage von 380.000 Exemplaren. Sie wird zusammen mit dem Daily Telegraph und The Times zu den seriösen und angesehenen Zeitungen in Großbritannien gezählt – den „Quality Papers“ –, in Abgrenzung zu den Boulevardblättern, den „Tabloids“. Ihre politische Gesamtausrichtung lässt sich als linksliberal beschreiben. Mit dem Observer erscheint im gleichen Verlagshaus auch eine bedeutende Sonntagszeitung, die die Ausrichtung ihrer Schwesterzeitung teilt.
The Independent ist eine der vier großen seriösen Tageszeitungen Großbritanniens. Die Sonntagsausgabe erscheint unter dem Namen The Independent on Sunday. Er ist ebenso wie The Guardian eher dem linken Meinungsspektrum zuzuordnen. The Independent wurde 1986 gegründet und hat eine Auflage von 260.000 Exemplaren.
Die Financial Times ist eine der wichtigsten Wirtschaftszeitungen der Welt, von der bis zum 7. Dezember 2012 auch eine deutsche Ausgabe erschien.

### Nachrichtenagenturen
Mit Reuters hat eine der weltweit größten Nachrichtenagenturen ihren Sitz in der Hauptstadt. Das Unternehmen wurde von Paul Julius Reuter zunächst 1850 in Aachen gegründet, dort übermittelte er per Brieftauben Aktiendaten zwischen Aachen und Brüssel. Als zwischen den beiden Städten eine Telegrafenverbindung eingerichtet wurde, stellte Reuters den „Flug-Dienst“ ein. Nach seiner Emigration nach London gründete er erneut ein Unternehmen um über das Seekabel zwischen Dover und Calais Börsenkurse nach Paris zu übermitteln. Heute erwirtschaftet das Unternehmen 90 Prozent seines Umsatzes mit Börsen- und Wirtschaftsinformationen.

## Verkehrswesen
London ist Dreh- und Angelpunkt des Straßen-, Schienen- und Luftverkehrs im Vereinigten Königreich. Das Verkehrswesen fällt in die direkte Zuständigkeit des Mayor of London, des Oberbürgermeisters, der die betrieblichen Belange an die Verkehrsgesellschaft Transport for London (TfL) delegiert. TfL ist für den größten Teil des öffentlichen Personennahverkehrs zuständig. Dazu gehören U-Bahn, Busse, Straßenbahnen und Stadtbahnen, nicht jedoch der Eisenbahnvorortsverkehr und der Flugverkehr. Darüber hinaus reglementiert TfL das Taxiwesen und ist für den Unterhalt der wichtigsten Hauptstraßen verantwortlich.

### Schienenverkehr
Siehe auch: Eisenbahnknoten London

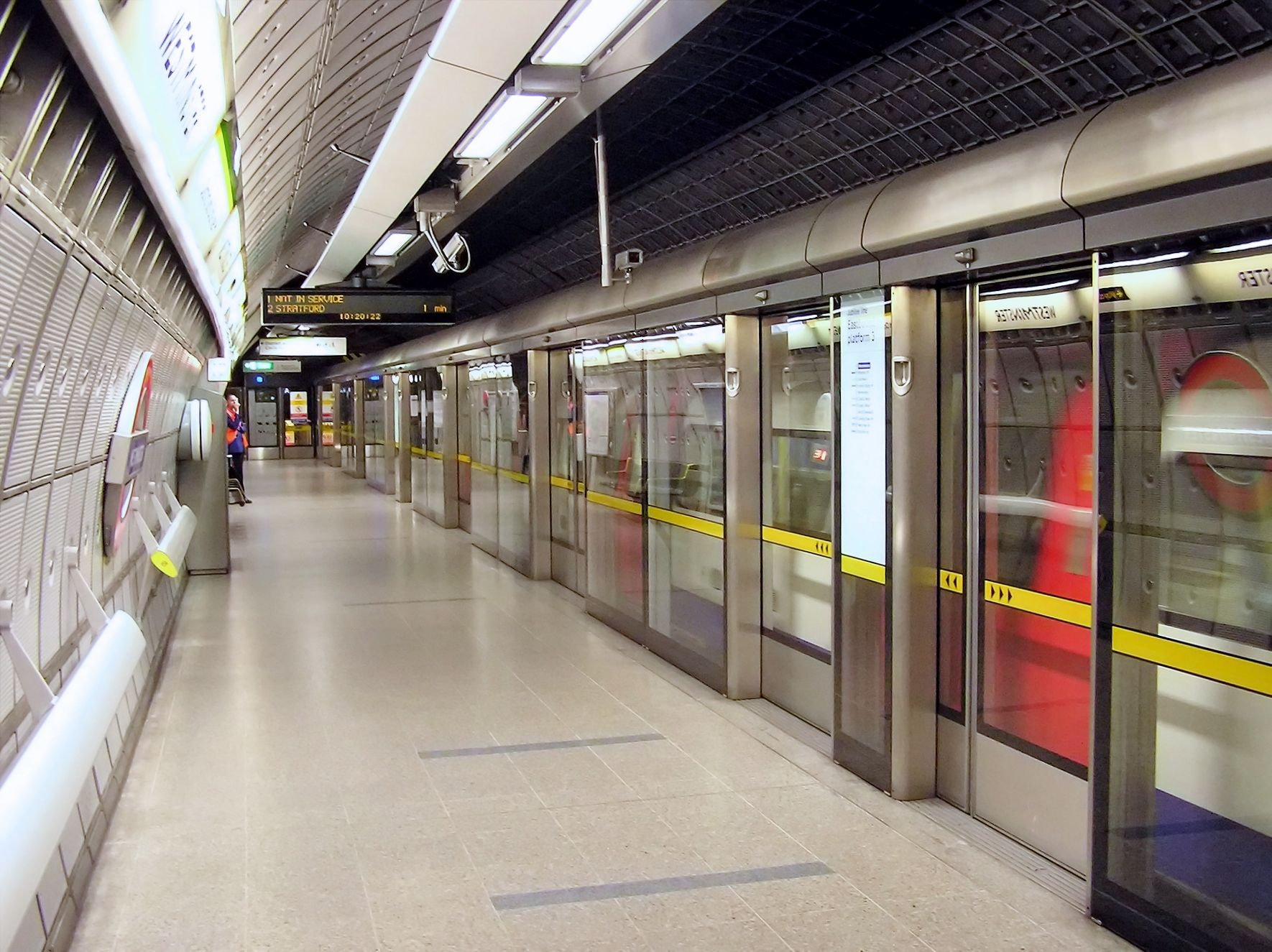
Zug der London Underground

Herzstück des öffentlichen Personennahverkehrs ist die London Underground, die älteste U-Bahn der Welt, deren erstes Teilstück im Jahr 1863 eröffnet wurde. Die U-Bahn wird jährlich von mehr als einer Milliarde Fahrgästen genutzt. Sie erschließt die Innenstadt und die meisten Vororte nördlich der Themse. Der Süden der Stadt wird hingegen hauptsächlich von einem engmaschigen Netz von Vorortbahnen erschlossen.
Die fahrerlose Stadtbahn Docklands Light Railway erschließt das ehemalige Hafengelände der Docklands im Osten der Stadt und hat maßgeblich zur Regenerierung dieses Stadtteils beigetragen. Nachdem die erste Londoner Straßenbahn im Jahr 1952 eingestellt wurde, verkehrt seit 2000 im südlichen Stadtteil Croydon die neue Straßenbahn Tramlink.
Von wenigen Ausnahmen abgesehen durchqueren Vororts- und Intercity-Schnellzüge nicht das Stadtgebiet, sondern verkehren zu und ab 14 Hauptbahnhöfen, die rund um die Innenstadt verteilt sind. Die Eurostar-Züge verbinden London durch den Eurotunnel mit Paris und Brüssel.

### Straßenverkehr
Siehe auch: Liste der Buslinien in London

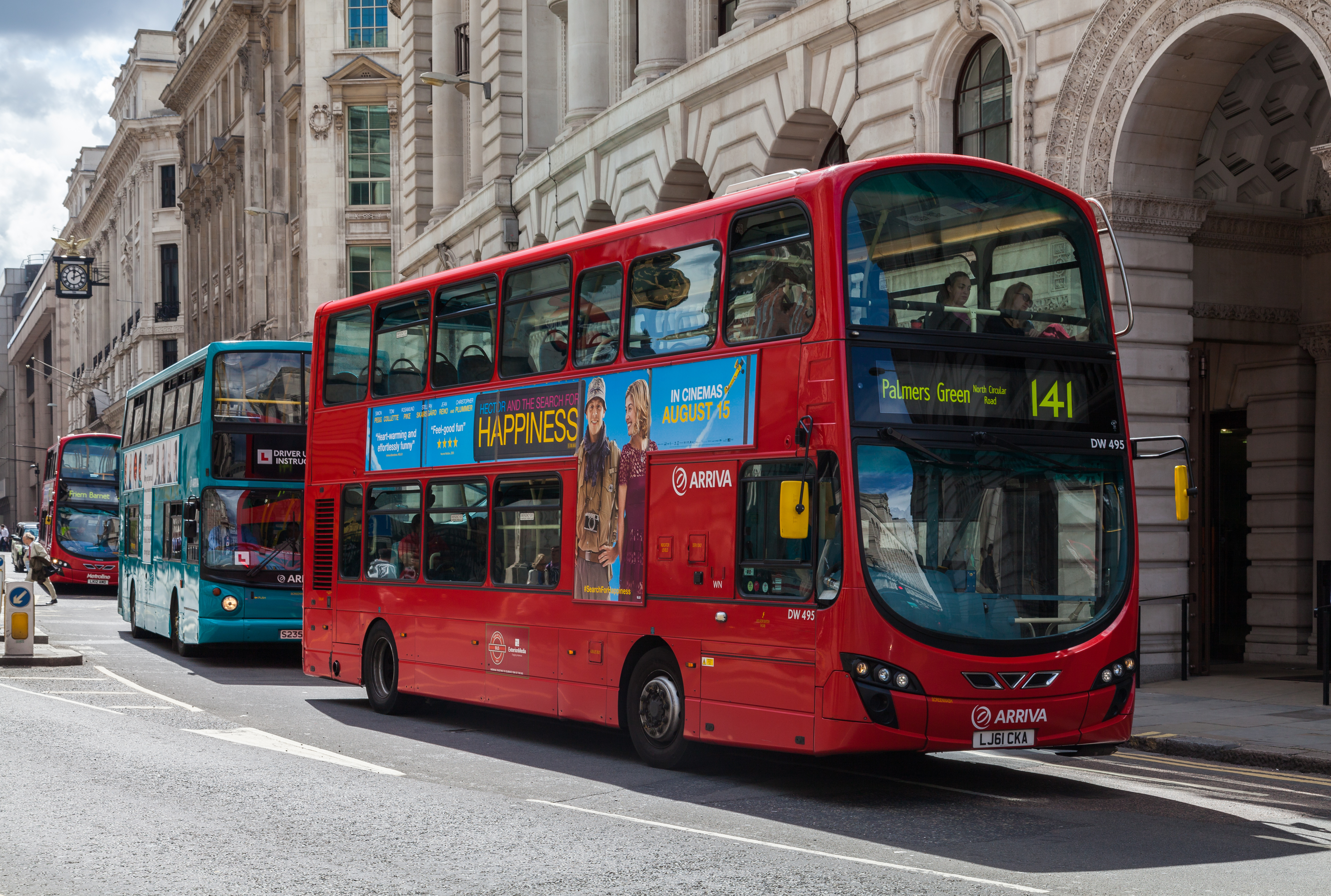
Londoner Doppeldeckerbus

Während im Stadtzentrum die meisten Fahrten mit öffentlichen Verkehrsmitteln erfolgen, wird der Verkehr in den äußeren Stadtteilen vom Auto dominiert. Die innere Ringstraße um das Stadtzentrum, die A406 (North Circular Road) und die A205 (South Circular) in den Vororten sowie die Autobahn M25 um das gesamte Ballungsgebiet herum verbinden zahlreiche radiale und viel befahrene Ausfallstraßen miteinander. Autobahnen führen nur in Ausnahmefällen bis in die inneren Stadtteile.
Im Jahr 2003 wurde eine Innenstadtmaut mit dem Namen London Congestion Charge eingeführt, um das Verkehrsaufkommen in der von engen und oft verstopften Straßen geprägten Innenstadt zu reduzieren. Die zu zahlende tägliche Gebühr betrug bis zum 4. Juli 2005 5 Pfund, bis zum 3. Januar 2011 8 Pfund und wurde dann auf 10 Pfund pro Tag angehoben. Sogenannte Low-Traffic Neighbourhoods dienen seit 2020 in innenstädtischen Wohn- und Ausgehvierteln zur Reduzierung des Durchgangsverkehrs und der Erweiterung von Aufenthaltsflächen.
Das Netz der Londoner Busse erschließt sämtliche Stadtteile mit einem dichten Liniennetz. Täglich werden auf über 700 Linien rund sechs Millionen Fahrgäste befördert, etwa doppelt so viel wie mit der London Underground. Die roten Doppeldeckerbusse sind ebenso ein international bekanntes Symbol der Stadt wie die schwarzen Taxis.

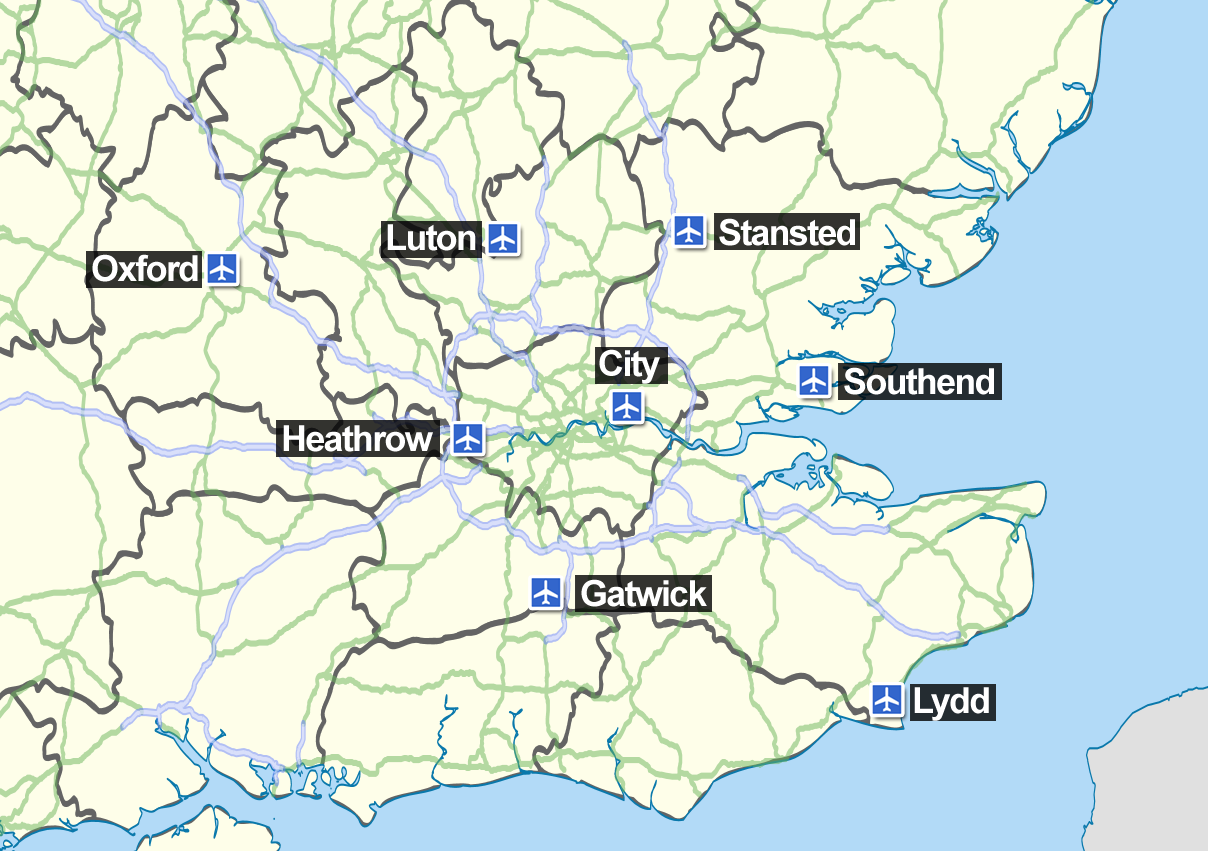
Flughäfen im Großraum London

### Luftverkehr
London stellt mit Heathrow den meist frequentierten Flughafen Europas. Zusammen mit den weiteren fünf internationalen Flughäfen Gatwick, Luton, Stansted, City Airport und London Southend Airport bildet die Metropole ein wichtiges Zentrum des internationalen Luftverkehrs. Im Jahr 2006 wurden insgesamt 137 Millionen Passagiere auf Londoner Flughäfen abgefertigt. Heathrow und City Airport befinden sich innerhalb von Greater London, die übrigen außerhalb. Gatwick, Heathrow und Stansted werden durch Airport-Express-Züge sowie Reisebusse verschiedener Anbieter mit der Innenstadt verbunden. Außerdem besitzt Heathrow als einziger der Londoner Flughäfen einen U-Bahn-Anschluss. Der City Airport ist auch über die Docklands Light Railway angebunden.
Daneben existieren in und um London mehrere Flugplätze für privaten und kommerziellen Luftverkehr. Dies sind Northolt Aerodrome, Biggin Hill Airport und Farnborough Airfield.
| Flughafen                    | IATA-Code | ICAO-Code | Lage                                                                   | Anmerkung                                                                              |
| ---------------------------- | --------- | --------- | ---------------------------------------------------------------------- | -------------------------------------------------------------------------------------- |
| London Heathrow Airport      | LHR       | EGLL      | am westlichen Stadtrand von London                                     | nach dem Passagieraufkommen der größte Flughafen Europas und der sechstgrößte weltweit |
| Gatwick Airport              | LGW       | EGKK      | rund 40 km südlich von London                                          | zweitgrößter Flughafen Londons und Großbritanniens                                     |
| Flughafen London-Stansted    | STN       | EGSS      | etwa 55 km nordöstlich von London in der Grafschaft Essex              | –                                                                                      |
| Flughafen London City        | LCY       | EGLC      | östlich der Londoner City in den Docklands im London Borough of Newham | –                                                                                      |
| Flughafen London-Luton       | LTN       | EGGW      | etwa 50 km nordwestlich von London in der Stadt Luton                  | –                                                                                      |
| London Southend Airport      | SEN       | EGMC      | etwa 50 km östlich von London nahe Southend-on-Sea                     | seit August 2012 durch die IATA als Londoner Flughafen anerkannt                       |
| Flughafen London Biggin Hill | BQH       | EGKB      | am südlichen Stadtrand von London                                      | Basis für Privat- und Kleinflugzeuge                                                   |
| Flughafen London Oxford      | OXF       | EGTK      | etwa 100 km nordwestlich von London                                    | –                                                                                      |
| Farnborough Airfield         | FAB       | EGLF      | etwa 50 km südwestlich von London                                      | –                                                                                      |

## Bildung

### Universitäten

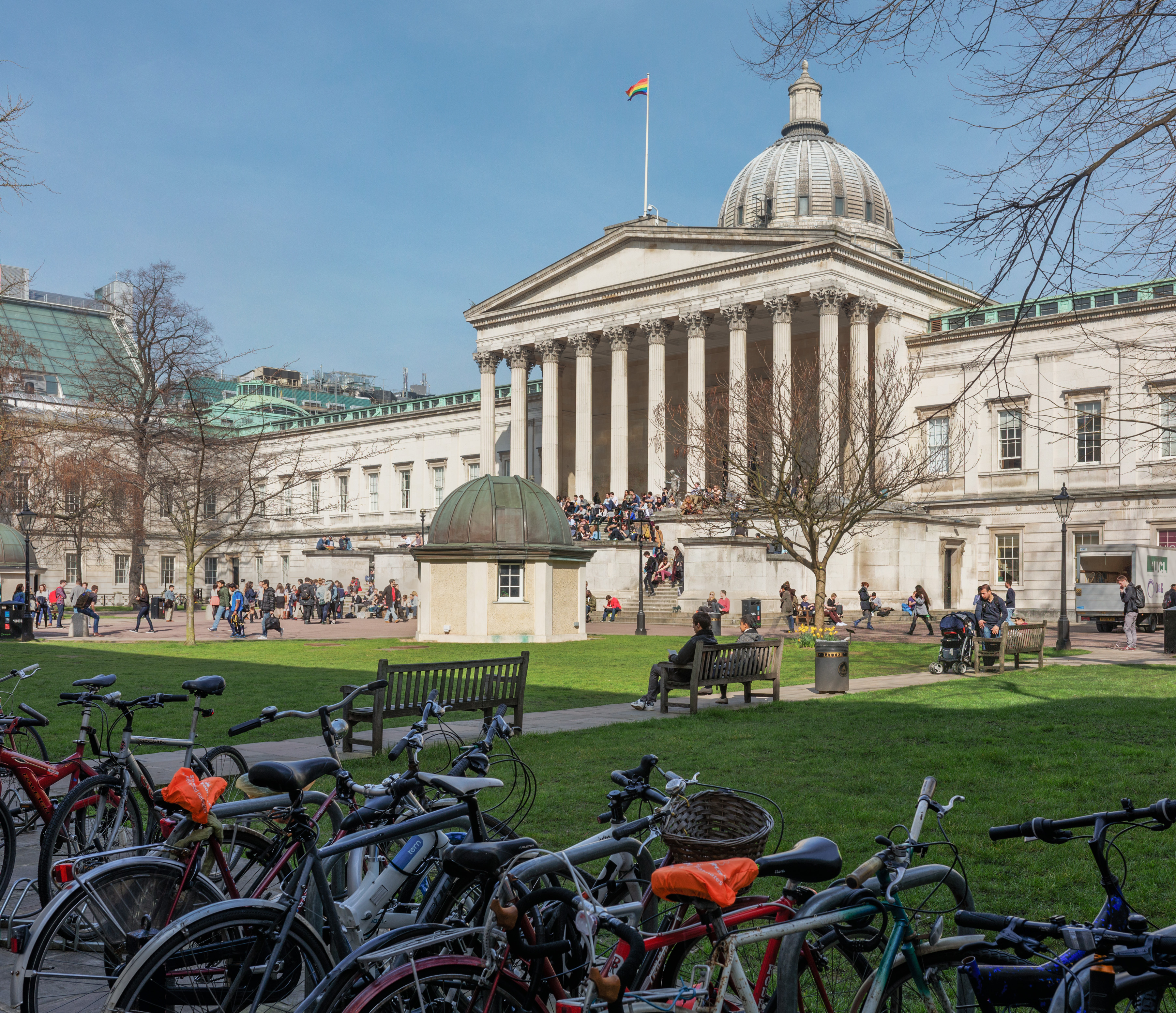
Das University College London

Die Universitäten und Hochschulen in London können auf eine lange Geschichte zurückblicken. London ist auch die Stadt mit den meisten Studenten. Die Universitäten Londons können in zwei Gruppen eingeteilt werden.
Die föderal organisierte University of London ist mit über 100.000 Studenten eine der größten Universitäten Europas. Sie besteht aus über 50 Colleges und Instituten, die über einen hohen Grad an Autonomie verfügen. Die größten und prestigeträchtigsten Colleges sind University College London, King’s College, Queen Mary, die London School of Economics and Political Science und die London Business School. Kleinere Schulen und Institute sind auf bestimmte Wissensgebiete spezialisiert, wie die School of Oriental and African Studies, das Institute of Education und das Birkbeck College.
Daneben existieren weitere Universitäten, die nicht der University of London angeschlossen sind, wie das Imperial College und die City University im historischen Stadtzentrum. Einige Universitäten waren früher Technische Hochschulen, bis sie im Jahr 1992 durch eine Gesetzesänderung den Status einer Universität erhielten (so etwa die University of East London), während andere lange vor der Gründung der University of London entstanden waren. Zu diesen zählen die Middlesex University im Norden Londons, die Brunel University im Westen und die London South Bank University.

### Kunstschulen

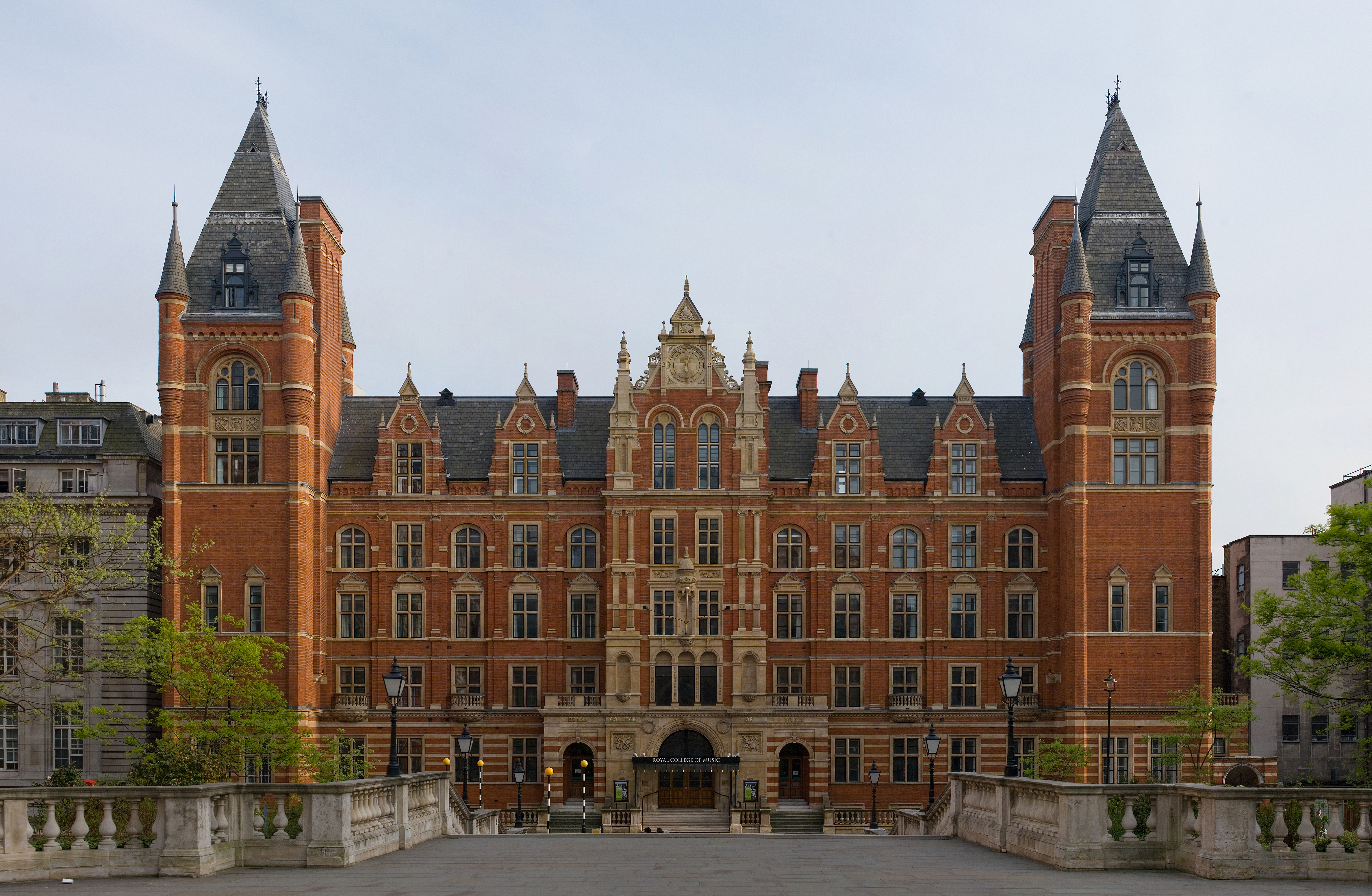
Das Royal College of Music

London ist das britische Zentrum der künstlerischen Ausbildung. Die vier Konservatorien sind das Royal College of Music, die Royal Academy of Music, das Trinity College of Music und die Guildhall School of Music and Drama. Auf die Schauspielerei spezialisiert sind die Royal Academy of Dramatic Art (RADA) und die Central School of Speech and Drama.
Mit Kunst befassen sich das Central Saint Martins College of Art and Design, das Chelsea College of Art and Design und die Camberwell School of Art (alle Teil der University of the Arts London), daneben auch das Goldsmiths College und die Slade School of Fine Art (beide Bestandteil der University of London) sowie das Royal College of Art und die Wimbledon School of Art. Die ehemalige Hornsey School of Art ist heute ein Teil der Middlesex University.

### Medizin und Forschung
Es gibt zahlreiche medizinische Fakultäten in London. Einige bestehen schon seit Jahrhunderten, darunter Queen Mary’s School of Medicine and Dentistry, Guy’s Hospital und St Thomas’ Hospital. Das Imperial College ist ein führendes Zentrum der wissenschaftlichen Forschung und ist hinsichtlich seiner Reputation mit dem Massachusetts Institute of Technology zu vergleichen. Ebenfalls von Bedeutung ist die Royal Institution.